# アイカツスターズ!
『アイカツスターズ!』（Aikatsu Stars!）は、日本のアーケードゲーム、および それを基にしたテレビアニメ。

## 概要
クロスメディア作品『アイカツ!』の後継シリーズとして2016年4月よりバンダイの原案によりアニメシリーズが、5月よりデータカードダスが稼動開始された（一部店舗では4月下旬から先行稼働）。前作と同様、カードを組み合わせてオーディションに参加する国民的アイドルオーディションゲーム。
キャッチコピーは『わたしだけのアイカツ!カードで、わたしだけのアイドル活動!』。
データカードダスのオーディションパートおよびアニメの主題歌・挿入歌は前作からの続投となる「AIKATSU☆STARS!」が務める。
また、2016年8月10日より劇場版の連動したキャンペーンも兼ねて、スマートフォンアプリ『アイカツ! フォトonステージ!!』（以下、フォトカツ!）のキャラクターフォトや独自シナリオの提供を開始した。
フォトカツ!についてはアイカツ! フォトonステージ!!を参照
2017年4月からは“翼”をテーマにした新シリーズ『星のツバサ』が開始された。
2017年10月で『アイカツ!』シリーズが5周年を迎えるのに併せ、同年8月より前作とのコラボ企画が展開された。
2018年4月5日から2019年9月まで、シリーズ第3作『アイカツフレンズ!』を放送した。
2019年10月3日から2020年3月まで放送されたシリーズ第4作『アイカツオンパレード!』ではクロスオーバー作品の一環として登場した。

## 登場人物
登場人物の学年および年齢は初登場時のものとする。

### メインキャラクター

#### 四ツ星学園（メインキャラクター）
稼働当初のデータカードダスではゆめ・ローラ・小春・あこの4名に加えてプレイヤーがカスタマイズしたマイキャラを含めた5名が初期使用キャラだったが、第2弾から真昼、第3弾からリリィが追加され、第4・5弾では小春がメインキャラクターから一時的に外れていたが『星のツバサ』第1弾で復帰している。ただしマイキャラの使用にはIDカードが必要となる。特記のない限り、話数はアニメ版を指すこととする。
アニメ版では第26話以降は虹野ゆめ・桜庭ローラ・早乙女あこ・香澄真昼の4人（以下として公式サイト等から1年生チームと略す）を中心（もしくはその4人の中での中心）とした回が多く、第50話で虹野ゆめ・早乙女あこ・香澄真昼は第26代S4に任命され、第51話以降は二階堂ゆずと共にS4としての活動をしている。第55話-第71話においてのヴィーナスアークへの留学により、虹野ゆめ・桜庭ローラ・七倉小春・香澄真昼の4人に軸が変わっている。引き続き、早乙女あこも四ツ星学園のS4として、ヴィーナスアークに在籍（留学）している4人の協力活動を共に行っている。第71話で虹野ゆめ達の留学期間の修了と同時に、七倉小春が四ツ星学園に復学し、以降は1年生チームと七倉小春の5人が話の主な視点・中心となっている。ストーリーとしては2年目で終了したが、第27代S4も引き続き虹野ゆめ・早乙女あこ・香澄真昼が任命され、新たにS4に任命されるハルカ☆ルカと共に活動することになり、『アイカツオンパレード!』でもこの4人がS4として活動している。
虹野 ゆめ（にじの ゆめ）
声 - 富田美憂 / 歌 - せな（堀越せな）
- ブランド - Berry Parfait→Rainbow Berry Parfait

本作の主人公で中学1年生（第51話から2年生に進級）。3月3日生まれのO型。好きなものは動物、お菓子。特技は妄想、あきらめないこと。キュートタイプ。桃色のグラデーションがかかった黄色の髪をツインテールにしていて、向かって右側にピンク色の大きなリボンを付けている。瞳の色はオレンジ色。イメージカラーはピンク。字幕の色は黄色。
コーデチェンジ前の決め台詞は「虹野ゆめ いきま～す！」星のツバサセット時の台詞は「ドレスが、みんなを輝かせる！」
白鳥ひめの大ファンであり、アイドルの一番星である「S4」になることを夢に小春と一緒に四ツ星学園に入学する。歌やダンスはまだまだ発展途上といったところではあるが、努力家であり、周りの人物のアドバイスもあって徐々に成長している。実は隠れた能力を秘めており、お披露目ステージをはじめ、作中で数回この潜在能力を発揮させている。が、この能力は体にかかる負荷が大きく、軽度では声がかすれる程度で済むが、重度だと昏倒する。劇場版によると、一人の逸材といわれている。小学校の頃にバレーボール部に入っていたため体力には自信があり、アイドルとしての成長に一役買っている。人気アイドルユニット「M4」のすばるに対しては、出会った当初に馬鹿にされたことから快く思っておらず、常に強気で接していたが、交流を深めていく内に彼を認めるようになり、互いの夢を応援しあう仲になる。感動するとすぐ泣いてしまうなど涙もろいところがある。
七倉小春の送別会以降、かけがえのない存在であり友人であった小春を失った深い心の傷が影響し、不思議な力（アイカツフィールド）による副作用で昏倒した上に声が出なくなってしまう。これが原因でステージに恐怖感が出始め、「ゆずこしょう」や第35話でのひめとのステージはこなせたものの、ソロでステージに出る事を強く恐れるようになってしまう。しかし後の学園長の出した課題で、ひめやローラ、真昼、あこの協力もあり、不思議な力（アイカツフィールド）を完全に克服し、ソロのステージを成功した。その後は吹っ切れ、積極的にライブを行ったりなどより一層努力を重ねるようになる。
S4決定戦では磨き上げた実力で驚異的なステージを披露したが、ひめを越えることはできず2位。しかし、その後のS4任命式でひめが中等部を卒業するのに伴い、繰り上がりで次期S4に決定し、第50話でS4任命・引き継ぎがなされた。ひめがこなしていた空気椅子もこなせる様になり、スクールコーデの可能性を示すためにローラとの2人ユニットでステージをする等、歌組の模範となっている一方で、エルザからひめをヴィーナスアークにスカウトする材料として狙われていた。後に学園長の提案もあってローラ、真昼と共にヴィーナスアークへの留学をすることとなり、そこで小春と再会を果たした。
自身がS4となった際に立ち上げたブランド「Berry Parfait」初のプレミアムレアドレスを披露したが、星のツバサは手に入らず、エルザからはゆめ自身のデザインの力が足りないのが原因と断言された。しかしゆめ自身はファンに最高のパフォーマンスが出来たとして、素直に嬉しそうに喜んでおり、星のツバサよりもファンの為を思ってステージを披露することを決めた。『ヴィーナスウェーブ』では3位に入賞している。
ヴィーナスアークの留学後、小春の四ツ星学園再入学に伴い、小春と共にドレスをデザインをすることになる。しかし双方のドレスに関する意見の食い違いで、一時仲違いをしてしまう。しかしローラたちのサポートもあり仲直りし、「Berry Parfait」から新要素を加えた新ブランドとして『Rainbow Berry Parfait』を第73話にステージで披露。「自分に足りない部分を支えてくれる存在」により結果「地球」の星のツバサを獲得した。データカードダス版でも『星のツバサ』第3弾で提供されている。
第85話において参加者の皆を輝きを意識したイベントでの優勝や第89話のアリアとのユニットステージが健闘してランキング2位に浮上し、第92話では『アイカツ！ランキング決勝トーナメント』に選出されており、第93話で騎咲 レイと決勝リーグ第1ステージ目に自分のアピールを出し決勝ステージに進出し、四つ星学園のバックアップや相手のエルザ フォルテも輝かせる意識から決勝ステージでは第96話に「太陽」のドレスを出現させたステージで勝利し優勝した。
フォトカツ!においては、2016年8月10日アップデートの劇場版イベントごほうびのSR・Rフォトを、同年11月9日にPRフォトの提供をしている。
第98話のS4決定戦に優勝し、第27代歌組S4を継続することになり、第99話のひめとの対決ライブでも勝利し、最終話のエピローグではワールドアイカツカップの日本代表となった。
桜庭 ローラ（さくらば ろーら）
声 - 朝井彩加 / 歌 - りえ（藤城リエ）
- ブランド - SPICE CHORD

ゆめのクラスメイト。11月4日生まれのA型。好きなものはロック、酢こんぶ。特技はイントロクイズ。苦手なものは高い吊橋（いわゆる高所恐怖症）と野菜。クールタイプ。桃色のポニーテールの房を3つに分け、縦に巻いた髪型をしている。瞳の色はブルー。イメージカラーはブルー。字幕の色は水色。
コーデチェンジ前の決め台詞は「桜庭ローラ ここからは私の時間！（複数人時は私達の時間）」星のツバサセット時の台詞は「ねえ、信じた道を進もう！」また、アニメ版で目新しい出来事に対しては「面白いじゃない！」が口癖。
ゆめと一緒に「花の歌組」に所属する。先祖代々の音楽一家で父親はバイオリニストで、母親はピアニスト。入学初日に遅刻したところ、ゆめと出会い親しくなる。ゆめと同じく「S4」のメンバーになることが夢であり、彼女をライバル第1号としている。その証拠に第31話ではゆめを追い越すために実家に帰省して、第33話では母親や温泉地での白銀リリィとも特訓をし、歌組担任であるアンナの師・永吉にも活を入れられていた。正義感が強く面倒見が良い反面、負けず嫌いの猪突猛進タイプ。歌組のS4決定戦ではひめ、ゆめに続き3位となった。『星のツバサ』では次期S4のゆめから幹部を頼まれ、即で引き受けた。同時に生徒会副会長にも就任し、実質的に生徒会を取りまとめている。後に学園長の提案を受け、「ゆめを守るため」としてゆめ、真昼と共にヴィーナスアークの留学をすることにした。自身の強い責任感は前S4・ツバサも評価しており、彼女に課されたロック魂を試練の末に自前のブランドである「SPICE CHORD」の後継者となった。また、スタープレミアムレアドレス獲得を条件に学園長にも許可を得た上で第65話の『ヴィーナスウェーブ』に参加した際、「周りにどう思われようと自分を貫く決意」により見事「火星」の星のツバサを獲得。ゆめやきららを抑え1位になった。
エルザ フォルテとも第86話で直接対決しているが、エルザに太陽のドレスを獲得されたこともあって決勝進出を逃している。
第98話のS4決定戦はイギリスに留学するため不参加。第100話で四ツ星学園を離れ、イギリスへ出発した。
最終話エピローグではワールドアイカツカップにイギリス代表として出場。太陽のドレスは獲得済み。
『アイカツオンパレード!』ではイギリス留学中であったが、第11話で合同フェスの参加のために日本へ一時帰国している。
フォトカツ!においては、2016年8月10日アップデートの劇場版イベントごほうびのSRフォトの提供をしている。同月22日にはイベントごほうびとしてRフォトを、同年11月9日にはSRフォトの提供をしている。
七倉 小春（ななくら こはる）
声 - 山口愛 / 歌 - ななせ（松岡ななせ）
- ブランド - Rainbow Berry Parfait

ゆめの幼馴染でルームメイト。4月15日生まれのO型。好きなものは飴。特技は絵を描くこと。セクシータイプ。スミレ色のボブヘアーで、向かって左側に薄黄色の花飾りを付けている。瞳の色は髪の色と同じスミレ色。ピンク色のメガネをかけている。イメージカラーはパープル。
コーデチェンジ前の決め台詞は「七倉小春 いきま～す！」とゆめと同形式。
少し内気で、恥ずかしがりやな性格だが同時に自分を追い込む性格でもある。ゆめに勧められ一緒に四ツ星学園に入学し、月の美組に入ることを決める。美組S4である夜空に憧れを抱いているものの、夜空の模倣ではない自分だけのスタイルを模索している。また、人を驚かせるような細工をするのが得意でゆめからは「びっくり箱の小春ちゃん」と呼ばれることもある。その影響は第25話の『ブロードウェイ・ドリーム』の舞台ショーでもメイクの変動による意外性を見せ、第28話のハロウィンイベントでの二重メガネ等がM4にも評価され、2016年のハロウィンプリンセスに選出された。しかし、第30話で父親の仕事の都合で母と共にイタリアに引っ越すことになり、四ツ星学園を離れることとなる。離脱後も回想シーンで登場する事があり、第49話ではゆめのS4決定戦のステージの前に電話でエールを送っていた。
『星のツバサ』ではエルザ率いるヴィーナスアークの生徒になっていることが第52話で明らかになり、第55話でヴィーナスアークに留学したゆめ達と再会した。第71話ではヴィーナスアークが日本を離れ、ワールドツアーに出ることとなり、卓越したドレスデザインの成果から卒業をエルザに言い渡された。結果、ゆめとの活動を継続させたい意思もあり四ツ星学園に復学した。復学の当初はゆめをはじめとした周りのあまりの成長ぶりに違和感を感じていたが、本質的な部分は何も変わっていなかったことを改めて認識。後にゆめからの頼みもあり共同でドレスデザインを手掛けることとなり、「Rainbow Berry Parfait」を立ち上げた。
第76話にて真昼から美組の幹部に任命された。また、第79話にてステージシーンにデビューしている。
アニメと同様、ゲームでも4弾・シーズンウィンターからプレイアブルキャラクターより外れたが、『星のツバサ』1弾ではヴィーナスアークのアイドルとして再びプレイアブルキャラクターとして復帰、『星のツバサ4弾』以降はアニメ同様、幹部制服の姿で登場している。アニメでは長らくCGのステージには登場していなかったが、第79話においてゆめと共に二人の夢だったステージを披露した。2017年4月に行われたイリュージョンShow Timeでもゆめと共にステージを披露している。
前述通りにヴィーナスアークでのデザイナーの共作から、ゆめのブランドである『Rainbow Berry Parfait』の専属デザイナーもしている。また、桜庭ローラのブランド「SPICE CHORD」のスタープレミアムコーデでもデザイナーの監修をしている。
第98話のS4決定戦は惜しくも真昼に敗れ、2位となりS4になることはできなかった。
最終話では二階堂ゆずから生徒会長を引き継いだ。エピローグでは太陽のドレスを手に入れている。なお、ドレスは次作のDCD5弾で「エターナルピオニーコーデ」として実装された。
フォトカツ!においては、2016年8月10日アップデートのイベントごほうびのRフォトの提供をしている。
早乙女 あこ（さおとめ あこ）
声 - 村上奈津実 / 歌 - みき（未来みき）
- ブランド - FuwaFuwa Dream

ゆめのクラスメイト。9月25日生まれのA型。好きなものは猫。特技はバレエ。ポップタイプ。オレンジ色のロングヘアに水色の鈴が付いた黄色のリボンを付けており、頭頂部の髪を猫の耳のようにまとめている。瞳の色は青緑色。イメージカラーはライムグリーン（黄緑）。
コーデチェンジ前の決め台詞は「早乙女あこ 輝いてまいりますわ！」
お嬢様育ちで生意気なところがあるが甘え上手で、いわゆるツンデレ。大女優になることを目標としている。「鳥の劇組」のホープで、組分けオーディションでは劇組志望生徒全員中トップで合格するほどの実力見せつけており、期待の大型新人噂されるほど。人気アイドルユニット「M4」のすばるに好意を抱いている（「キュン」付けで呼んでいる）ものの、肝心のすばるを前にするとまともに顔を合わせることもできなくなるほどシャイな一面を覗かせる。また彼と親しく接しているゆめをライバル視するが、話が進むにつれ打ち解けている。アニメでは第6話より登場。第46話のS4決定戦にて如月ツバサには負けたものの、ツバサが卒業のための次点として、次期劇組S4となった。
『星のツバサ』では自身の専属ブランドとなる予定だった「FuwaFuwa Dream」を花園きららに奪われたことから彼女に激しい敵対心を露わにしており（が、こちらも話が進むにつれ態度が徐々に軟化している）、第54話でドレスデザインに関する提案を出し合うものの、きららに完成形を出されている。そのライバル心と仕事の関係でヴィーナスアークの留学をせず、ゆずと共に四ツ星学園のS4として残ることとした。しかし、第56話ではきららの弱点探しのためにヴィーナスアークに侵入しており、小春との再会や歓迎会の参加など以後も四ツ星学園関係の4人に協力している。第74話できららの提案を受け入れ、彼女と共に「FuwaFuwa Dream」のミューズを務めることになる。
女優業に専念するためにアイカツランキングには参加していない。
フォトカツ!においては、2016年8月10日アップデートのイベント限定おでかけにおいて、SRフォトの提供をしている。
自身のイメージモチーフは猫であり、実は八重歯である。相手に飛びかかる際は手に肉球グローブが装着される(イメージで表される)。
第98話のS4決定戦は優勝し、第27代目も引き続き劇組S4を担当することになった。
最終話エピローグではきららと同じ水星のツバサを手に入れており、さらに太陽のドレスも手に入れた状態でニュージーランド代表としてワールドアイカツカップに挑んだ。なお、ドレスは次作のDCD3弾と6弾で「スイートライムライトコーデ」「エターナルライトコーデ」として実装された。
香澄 真昼（かすみ まひる）
声 - 宮本侑芽 / 歌 - かな（星咲花那）
- ブランド - Romance Kiss

「S4」の香澄夜空と「M4」の香澄朝陽の妹。10月28日生まれのB型。虹野家の洋菓子の大ファンで、好物はチョコ味のマフィン、チョコケーキ。セクシータイプ。オレンジ色のメッシュが入ったミルキーブラウンのウェーブヘアをサイドでまとめている。瞳の色は赤紫色。イメージカラーはマゼンタ。
コーデチェンジ前の決め台詞は「香澄真昼 まばゆい光のように！」星のツバサセット時の台詞は「咲き誇れ、私だけのドレス！」
月の美組に所属しており、夜空に匹敵する実力者。父親はアパレルメーカーのCEOで、母親は世界で活躍しているスーパーモデルという芸能一家で育っている。特技はデコ(ネイル スマホ等) 空手で、激昂すると瓦割りをする癖がある。大人びていて話しかけづらい雰囲気を持っているが、同じ組の小春に話かけられたことがきっかけで彼女やゆめたちと親しくなる。かつて夜空とは幼少期から一緒に遊ぶなど仲が良かったが、夜空が四ツ星学園に入りたいという意思を両親に話していたことを目撃して以来、姉に捨てられたと勘違いしてしまい、以降姉を超えることだけを目標とし姉を追うように四ツ星へ入学した。当初は前述の出来事と姉・夜空の実力にコンプレックスを抱いていたため、姉妹仲は冷えた状態だったものの、夜空の真意を知ったことで涙ながら和解を果たした。アーケードゲームでは2弾シーズンサマーより登場。アニメでは第8話より登場。第47話のS4決定戦にて、姉の夜空を越えて美組1位当選で次期S4となる。同時にブランド「Romance Kiss」（ロマンスキス）のデザイナーも姉の夜空から継いだ。『AIKATSU！STYLE（アイカツ！スタイル）』でもおしゃれガールレッスンという連載コーナーを展開している。
ヴィーナスアークの留学についても、学園長の提案を受け入れゆめとローラと共に参加した。アリアからはお師匠様と呼ばれている。
自身のブランドのプレミアムレアドレス発表会にてステージを披露し、「より強大な存在に立ち向かっていく意志」により「海王星」の星のツバサを手に入れた。
第91話の修行の結果でのイベント優勝が大きな影響となり、第92話ではランキング4位に入り『アイカツ！ランキング決勝トーナメント』に選出されている。第94話の第2ステージでは自己の目的から迷いはあった。しかし、共に修行した双葉アリアや寿美子・元子・英子の励ましにより「海王星」の星として、エルザ フォルテに挑んだものの僅差で敗退した。
第98話のS4決定戦も見事に優勝し、二階堂ゆず以来となる連覇を果たし、引き続き第27代美組S4を担当することになった。
最終話エピローグでは、太陽のドレスを手に入れた状態で夜空とともにフランス代表としてワールドアイカツカップに挑んだ。
フォトカツ!においては、2016年8月10日アップデートのイベント限定おでかけにおいて、SRフォトの提供をしている。同月22日には、イベントごほうびとして、Rフォトの提供をしている。
白銀 リリィ（しろがね りりぃ）
声 - 上田麗奈 / 歌 - ななせ（松岡ななせ）
- ブランド - Gothic Victoria

「花の歌組」の幹部で、白鳥ひめ→虹野ゆめのアシスタント。中学二年生。1月22日生まれ。AB型。歌が上手で、本が好き。好物はクレープ、ウィンナ・コーヒー。特技チェス トランプ。クールタイプ。髪型は青いグラデーションがかかった縦ロールの銀髪で、瞳の色は赤紫色。イメージカラーはルアングリーン。
コーデチェンジ前の決め台詞は「白銀リリィ このひとときに魂を込めて。」星のツバサセット時の台詞は「ドレスに誓う、永遠の輝きを！」
氷の雰囲気を持った控えめの少女だが、芯の強い子で、人の意見に左右されない頑な一面を持っている。小さいころからゆずと仲良しで、ゆずからは「リリエンヌ」と呼ばれている。体が弱く療養のため暫く休学していたが、第19話でゆずと再会し第23話で復学する。「ツンドラの歌姫」の通り名を持つ。本好きの影響からか、偉人の格言や過去の作品の名言を例えとして話す癖がある。S4の目標の1つとして、独自ブランド設立があったが、第39話で『Gothic Victoria』（ゴシックヴィクトリア）を立ち上げる事になり、S4の目標を『Gothic Victoria』のプレミアムドレス製作に切り替える。しかし歌組のS4決定戦では4位となり、S4になる夢は叶わなかった。『星のツバサ』でも幹部を継続する事となる。S4にはなれなかったものの、第53話でヴィーナスアークの刺激を受けて『Gothic Victoria』のプレミアムドレス制作をする事にして「自分の殻を打ち破る覚悟」により「冥王星」の星のツバサを獲得しており、劇中2人目の星のツバサ獲得者となった。
第98話では高等部の進学を決めたが、二階堂ゆずと共に活動する決意のために「ゆずっとリリィ☆」のユニットを組んでいる。
第100話の時点で太陽のドレスを手に入れている。
データカードダス版では3弾シーズンオータムより登場。フォトカツ!においては、2017年4月19日のアップデートにおいて「Dreaming Bird」の楽曲提供と共にPRフォトが提供されている。

##### S4（第25代）
四ツ星学園のトップアイドル4人組。各クラスに一名ずつ在籍し、専用の赤い制服が用意されており、夏期でもその格好である。4人で巨大なライブ会場を埋めるほどの人気を誇り、芸能界で常にトップクラスの活躍を見せる学校の顔とも呼べる存在。一人一人にお付きの生徒がついており、仕事への送り迎えに高級車が用意されるなど、かなりの高待遇を受けている。また各組でS4を補佐する幹部生の人選もS4が人事権を持っており、学園の生徒会長も毎年S4の中から選出される。
ただし、選出されて活動できるのは一年間だけで、任期が終わる前には大々的な交代イベントが催される。一年生または二年生が当選すれば当選者がS4に選出されることになるが、三年生が当選した場合は中等部卒業と重なるので一年生か二年生の中で各組の最高成績獲得者がS4に選出される。
ゲームでは2弾サマーで劇場版スペシャルステージのみプレイヤーキャラクターとして選択可能だったが、4弾ウインターより4人とも常時使用可能となり、『星のツバサ』1弾ではS4を継続するゆず以外のメンバー（ひめ、ツバサ、夜空）はプレイアブルキャラクターを外れたが、次弾では3人共プレイアブルキャラに復帰している。アニメ版第1部は第25代、第2部は第26代S4という位置付けである。
高等部もしくはフランス留学となった第25代S4の3人については海外の仕事・活動で一旦日本を離れているが、香澄 夜空に関しての妹・真昼のステージ鑑賞の例外を除き、第67話に帰国し、ゆず主催のShinySmileのイベントに参加している。
以下は第1部の第25代S4のメンバーについて説明する。メインキャラクターの中でも『星のツバサ』（2学年以降）での第26代S4が選出されているが、そちらは該当節を参照の事。
白鳥 ひめ（しらとり ひめ）
声 - 津田美波 / 歌 - るか（遠藤瑠香）
- ブランド - My Little Heart

「花の歌組」のトップ。中学三年生。S4の中でもトップに選ばれたリーダー的な存在で一年生の時点ですでにS4に選出されていた。2月26日生まれ。AB型。好きなものは紅茶、激辛カレー。趣味は昼寝。キュートタイプ。腰まであるブロンドのロングヘアで、水色のリボンで頭頂部の髪をまとめている。瞳の色は青緑色。イメージカラーはライトブルー。
コーデチェンジ前の決め台詞は「白鳥ひめ いきます！」星のツバサセット時の台詞は「奇跡の輝きをあなたに！」
絶対音感の持ち主でプロ級のピアノの腕と歌唱力を持つが、少し天然ボケな一面がある。自身が考案した腹筋トレーニング（通称：ひめトレ）を歌組のレッスンに取り入れている。それは雪乃ホタルみたいな引退を回避するためにホタルの弟である学園長のヒカルから提案され、不思議な力（アイカツフィールド）で無理な力を出さないための経緯もあっての事である。S4の中で当初から虹野ゆめの事を気にかけている一方、諸星学園長の強引なやり方を快く思っていなかった。
最大の弱点は低気圧で、雨が降ると室内に居ようとも体調が急激に悪化し、動けなくなる（雨が苦手なのはこのため）。かつてはゆめと同じく本来の実力以上の潜在能力を発動させていたが、やがて咳が出て声が出にくくなる等の体調不良が目立つようになり、ステージに恐怖心を抱くようになっていた所を学園長に諭され、実力を上げるよう一層努力を重ねるようになった。
アニメ版第2部では、エルザからヴィーナスアークへのスカウトされたが拒否している。また、虹野ゆめを利用しての戦略も動じなかった。その経緯から高等部に進学したものの、休学して世界を視野に向けた独自活動をする事とした。その中で幼い頃に出会っていた双葉アリアをスカウトし、「My Little Heart」のミューズの後任に指名した。以降は日本での活動をしている。
月のドレスについても、第97話で獲得していたことが判明した。
フォトカツ!においては、2016年8月10日アップデートのイベント限定おでかけにおいて、PRフォトの提供をしている。
如月 ツバサ（きさらぎ つばさ）
声 - 諸星すみれ / 歌 - ななせ（松岡ななせ）
- ブランド - SPICE CHORD

「鳥の劇組」のトップ。四ツ星学園の生徒会長を務める中学三年生。7月25日生まれ。A型。好きなものは映画鑑賞、ラムネ。特技はスカイダイビング、バードウオッチング。クールタイプ。紫色のメッシュが入った青い髪をポニーテールにしていて、向かって左側の髪を一部編み込んだ髪型をしている。瞳の色は金色。金色のダイヤ型のピアスを両耳に付けている。イメージカラーはレッド。
コーデチェンジ前の決め台詞は「如月ツバサ 真剣勝負！」
元は歌組だったが、ひめの実力との差を思い知り失意に落ちていたところを八千草と出会い、八千草がツバサに演技の才能があると見込んでいた事とツバサ自身が可能性を見出そうとした事で互いの思惑が一致し、劇組に転属となった。生徒の演技に対する八千草の難解な批評も理解できる。芯が強く、批判にも動じない反面、褒められるのが苦手。
規律や規則には非常にうるさい性格で校則、特に寮の門限に厳しい。遅れた生徒はお仕置きタイムとして厳しく指導するが、最後はごほうびタイムでちゃんと生徒をフォローするので、生徒達から憧れの先輩として人気が高い。高等部に進学が決定し中等部卒業での生徒会長を任期満了により、卒業式後のS4ライブ前には後輩にお仕置きタイムとごほうびタイムをリクエストされていた。
第57話では後輩支援の「きらきらステージ」を企画している一方でハリウッド検討しており、第62話では桜庭 ローラに「SPICE CHORD」を託してロサンゼルスに旅立った上での活動をしている。第67話で帰国し、第69話で第25代S4でのステージをした。第92、94話でも登場している。
フォトカツ!においては、2016年8月22日アップデートでイベントごほうびでのSRフォトを提供をしている。
二階堂 ゆず（にかいどう ゆず）
声 - 田所あずさ / 歌 - かな（星咲花那）
- ブランド - Shiny Smile

「風の舞組」のトップ。S4の中で唯一の中学二年生。6月23日生まれ。B型。好きなものはダンス、クリームソーダ、クレープ。木登りが得意。ポップタイプ。オレンジ色のボリューミーなツインテールで、向かって左側に作った編み込みを垂らしている。瞳の色は緑色。イメージカラーはオレンジ色。
コーデチェンジ前の決め台詞は「楽しいのがいちばん！」エルザと並んで決め台詞の頭に自身の名前を付けない。
天才肌だが努力家でもあり、それに基づいた高いダンスの技術と無尽蔵のスタミナを持ち、他の舞組の生徒達と踊った際、生徒達が次々と倒れていく中、ただ一人平然と踊り続けている。好奇心旺盛で、面白いものに目がない自由人でありちょろちょろ動く小動物系で、いたずら好きなのが難点。
時間に非常にルーズで、集団行動や段取りよく物事を行う事が苦手。しかも興味の惹かれた物を見つけた途端、予定や約束を一切忘れて首を突っ込んでしまう。二年生でS4になるほどの身体能力や直感の高さもあって、一度姿を消すと捕らえるのは困難。その都度咲耶やミキに無理やり引き戻されたり捜索される事もしばしば。口癖は「だゾ☆」。『星のツバサ』でも2年連続S4を継続し、第1部とは逆に当代のS4で唯一の中学三年生となる。さらにツバサから生徒会長を引き継いだが、S4としての多忙さや性格上生徒会を抜け出すことも多く、副会長に就任したローラが実質的に生徒会を仕切っている。ヴィーナスアークの留学については生徒会長の立場から四つ星学園に残る事となった。
第92話で第2部における次期S4選出戦を意識する発言をし始めている。第98話のS4決定戦では見事3連覇となる殿堂入りを果たしたが、卒業に伴い後継者として2位で次点のハルカ☆ルカが第27代舞組S4となる。それと同時に世界中からのオファーがあったが、白銀リリィの件も含めて楽しく活動したいために高等部進学を決めている。
第67話のステージで「自分の半身とも言える大切な思い出」により『星のツバサ』を出し、「土星」のスタープレミアムドレスの獲得をしており、データカードダス版でも『星のツバサ』第3弾で提供されている。
第100話の時点で太陽のドレスを手に入れている。
フォトカツ!においては、2016年8月22日アップデートでイベントごほうびでのSRフォトを提供をしている。
香澄 夜空（かすみ よぞら）
声 - 大橋彩香 / 歌 - みほ（天音みほ）
- ブランド - Romance Kiss

「月の美組」のトップ。中学三年生。5月13日生まれ。O型。真昼と「M4」の朝陽の姉。好物はチョコ味のマフィン。好きなものは体や心に良いもの。特技はヨガ。セクシータイプ。淡い茶色のグラデーションがかかった赤茶色のウェーブしたロングヘアで、紫色のピアスを両耳に付けている。瞳の色は紫色。イメージカラーはバイオレット。第1部の期間ではCMでも『AIKATSU！STYLE（アイカツ！スタイル）』のイメージとなっていた。
コーデチェンジ前の決め台詞は「香澄夜空 きらめく星のように。」
さっぱりとした性格で明るく、後輩にも優しい。健康に良いもの、可愛いものが好きなのだが、可愛い女の子も好きなのが難点。
弟妹だけでなく、父親はアパレルメーカーのCEOをしており、母親も世界を股に掛けるスーパーモデルという芸能一家としての体を成している。
真昼とは仲の良い姉妹だったが、自身が四つ星学園に入学を決めた事で、置いていかれたと誤解した真昼とギクシャクした関係となったが、S4決定戦を経て和解し、それ以降は真昼に抱き着く等、溺愛振りを見せている。
第47話のS4決定戦では妹の真昼に越えられて、2位となる。その後、卒業後は更なる高みからフランス留学をする事を発表している。第64-65話では真昼のブランドステージで一時帰国し、真昼をフランスにも連れていったこともある。第69話では第25代S4でのステージをしている。
また、真昼関係では一時帰国しており、第75話の誕生日パーティ・第91話の電話シーンや第92話、第94話の『アイカツ！ランキング決勝トーナメント』でも登場している。
最終話エピローグでは、真昼とともにフランス代表としてワールドアイカツカップに挑んだ。
フォトカツ!においては、2016年8月22日アップデートでイベントごほうびでのSRフォトを提供をしている。同年10月28日からPRフォトも提供されている。

#### ヴィーナスアーク→ネオヴィーナスアーク（メインキャラクター）
エルザ フォルテ
声 - 日笠陽子 / 歌 - りさ（相沢梨紗）
- ブランド - Perfect Queen

第2部から登場。8月1日生まれ。AB型。中学3年生。モナコ出身。王位継承権を持つ本物のプリンセス。好きなものはステーキとチーズで、特にステーキは毎日のように食べている。苦手なものはないとしているが、実は野菜が苦手で、生野菜だけではなく、調理したものも苦手な様子。特技は歌と乗馬。ピンク色のメッシュが入った赤色のロングヘアの一部を三つ編み状にして頭頂部でまとめている。瞳の色はオレンジ色。イメージカラーはゴールド。
コーデチェンジ前の決め台詞は「ドレスが私を強くする。」星のツバサセット時の台詞は「私こそが、パーフェクト！」
ヴィーナスアークのオーナーで、「アイドル海賊」「パーフェクトエルザ」の異名を持つ作中世界最高とされるアイドル。「ブランドを制する者はアイカツを制す」を信条としている。また、「先頭を走る者の重圧と誇り」により「金星」のスタープレミアムドレスを所持している。スタープレミアムドレスを揃えることを促進する様に働きかけており、最終的に「太陽」のドレスを入手する計画を図っており、第86話に「太陽」のドレスをアニメ版第2部中では一番目に獲得している。
日本最強のアイドルとされる白鳥ひめをヴィーナスアークにスカウトするために日本に来航したが、ひめに丁重に断られ、ひめを手に入れる材料としてゆめを引き入れようと企んでいる。当初はゆめ本人の実力はそれ程高いと考えておらず、ローラに至っては「ブランドを持たない子に興味はない」「オーラを感じない」と罵倒したが、第52話でゆめとローラのステージを見て四ツ星学園に対する評価を改め、星のツバサを四つ星学園のS4や幹部が手に入れていることにも興味を持っている。
自前のワールドワイドなトレーニング（通称：エルザサイズ）を企画。所属アイドルを一度無個性にしたうえで、それでも残った個性こそが本物の個性だと考えている。
母親の元トップアイドルであったユキエ・グレース・フォルテの影響を受け、多忙な母親からかまってもらえず、自分がパーフェクトな世界一のアイドルになれば振り向いて貰えると考えた事がヴィーナスアーク設立や「太陽」のドレス入手計画のきっかけにもなっている。しかし、スタープレミアムが出揃って以降は「太陽」のドレスが現れない焦燥感の負担から、また「太陽」のドレス獲得後も『アイカツ！ランキング決勝トーナメント』に集中するため、ヴィーナスアークの生徒へも完全許可制から報告した上での自主的な活動も推奨して、第2部の3月を以ってヴィーナスアーク解散も宣言している。
第92話ではランキング首位を維持して『アイカツ！ランキング決勝トーナメント』に選出され、第94話の第2ステージも香澄真昼に勝利し決勝ステージに進出したが、第95話でアイドル引退も宣言した。パーフェクトといえるステージアピールとするものの孤立感があったことも要因してか、第96話に太陽のドレスを入手した虹野ゆめに僅差で敗退して2位（準優勝）となった。また、ヴィーナスアークのレイ・きらら・アリアの強引な要請もあって、母親のユキエ・グレース・フォルテを呼んでおり、多忙で出来ていなかったエルザが母親に求めていたことをやっと成し遂げることとなった。
第97話で苦手としていた野菜を克服することが出来て、アイドル活動にしても迷った末にヴィーナスアーク生徒の支援により継続がなされた。そうして、虹野ゆめに再戦を誓い「ネオヴィーナスアーク」として再出発した。また、ほぼ毎回に及びビーフステーキを食べていた末に「エルザビーフ」の開発を成している。
最終話エピローグのワールドアイカツカップではモナコ代表として出場。
花園 きらら（はなぞの きらら）
声 - 江口菜子 / 歌 - みほ（天音みほ）
- ブランド - FuwaFuwa Dream

第2部から登場。3月30日生まれ。O型。中学2年生。ニュージーランド出身。好きなものは羊とマシュマロで、苦手なものは苦いものと料理。特技はお絵かきで、色彩やデザインのセンスが抜群。ポップタイプ。ピンク色のメッシュが入った水色の髪を側頭部でお団子状にまとめている。瞳の色は紫色。イメージカラーはライトパープル。
コーデチェンジ前の決め台詞は「きららと見よう？ふわふわな、いい夢を。」星のツバサセット時の台詞は「勝負ドレスで決めちゃおう！」
エルザに憧れてヴィーナスアークに入学した。おっとりした天然な性格だが、気に入らないことがあると「メ～ッ」と羊のような顔をして憤慨する。 同じブランドで早乙女あこにも共同制作の提案をしている。行動は自由奔放。第54話の「スイートドリームスコーデ」のステージで「柔軟な思考の中にある揺るぎない信念」により「水星」の星のツバサを獲得している。
第57話では「きらきらステージ」でのレポーターをゆめ・ローラと共に同行。緊急事態で遅刻した後輩1年生の対応で機会逃した者に対する考え方で気が滅入っていたが、ゆめ・ローラの対応における輝きで四ツ星学園に対する評価をエルザと同様に改めている。『ヴィーナスウェーブ』では2位。
第71話でヴィーナスアークが日本から離れることとなったがお土産購入時に乗り遅れてしまい、四ツ星学園に一時的に滞在していた。第74話ではヴィーナスアークに合流するため四ツ星学園から去っているが、早乙女あこ出演の番組にきららのお供の羊であるキャロラインと同伴する（結果的には出演している。）ため日本に再訪問している。この際、番組のトラブルであこと『FuwaFuwa Dream』の2人ステージで急場を凌ぎ、前から提案していたダブルミューズを再提案して、今回はあこも了承した。
第90話ではニュージランドで美術的センスを見た上でエルザがスカウトに来ていたことが判明している。また、ヴィーナスアーク解散の宣言を受けてエルザを憤慨させることを決意していたが、『アイカツ！ランキング決勝トーナメント』には進出できずに意気消沈だった所をエルザにフォローされている。
最終話エピローグのワールドアイカツカップでは、太陽のドレスを手に入れた状態であことともにニュージーランド代表として出場。
騎咲 レイ（きざき れい）
声 - 藤原夏海 / 歌 - りえ（藤城リエ）
- ブランド - Royal Sword

第2部から登場。エルザの秘書。5月1日生まれ。A型。中学3年生。好きなものは和菓子、お寿司で、苦手なものは辛いもの。特技は剣道、茶道で、趣味は生け花など、日本文化に興味を抱いている。実はかわいいものを集めている。ブロンドのショートヘアで、瞳の色は緑色。イメージカラーはシルバー。
コーデチェンジ前の決め台詞は「騎咲レイ 全てはエルザのために！」星のツバサセット時の台詞は「さぁいくよ、もっと華やかに！」。
また、アニメ版では目新しい出来事に対して「実に興味深いね。」が口癖である。
第56話で真昼の空手と自身の剣道で手合わせとなりかけたが、早乙女あこの侵入による協力から真昼に対する評価を見直し、手合わせは見送りになった。その際、真昼に対して靴ずれや光の反射に関するアドバイスをして彼女からはモデルだったのではないかと思われ、その後エルザの言葉でモデル活動を再開する。
実はその正体はアメリカで話題になったモデルの『シューティングスター』である。アメリカのショーにてエルザと出会った彼女は衝撃を受け、ヴィーナルアークに乗ることを決意、エルザの元でレッスンを続けていたが成果がなかったところ、エルザのステージでの星のツバサを見て、彼女を支えることを改めて決意する。しかしエルザはレイにそれを逃げている理由だと言い、例のモデル活動の再開の要因ともなった。真昼と共演をしたが、エルザに実力はパーフェクトだが足りないものがあると指摘された。
真昼のスタープレミアムレアコーデを彼女の姉である夜空と見て、夜空の言葉でエルザを支えるだけではなく彼女の横に並ぶ決意をした。
第80話の『Royal Sword』（ロイヤルソード）の発表の際にはエルザのためにステージを行い、「友のために逆境を甘んじて受けるという誓い」により星のツバサを出現させ「天王星」のスタープレミアムレアコーデを獲得している。
また、きららと同様にヴィーナスアークの解散を受けて憤慨させることを決意している。第90話におけるイベントの結果からランキング3位に入り第92話では『アイカツ！ランキング決勝トーナメント』に選出されていたが、第93話で「太陽」のドレス目的で解散宣言したエルザの代わりにヴィーナスアークの生徒に士気を高めることも同時に行っていたので決勝第1ステージでは虹野 ゆめに負けるものの、「光の剣」でヴィーナスアークの生徒の信頼を得ることとなった。
最終話エピローグのワールドアイカツカップでは、太陽のドレスを手に入れた状態でアメリカ代表として出場。
七倉 小春（ななくら こはる）
現・四ツ星学園生徒。『星のツバサ』よりヴィーナスアーク所属。上記を参照。第71話で卒業となり、四ツ星学園に復学している。
双葉 アリア（ふたば ありあ）
声 - 前田佳織里 / 歌 - るか（遠藤瑠香）
- ブランド - My Little Heart

第2部から登場。12月24日生まれ。O型。中学1年生。好きなものは大自然とスズランの花で、花冠も好みである。苦手なものは九九。特技は動物たちと仲良くなること。趣味はバレエ、くるっと回ること。緑がかったブロンドのボブヘアーで、後ろ髪の一部を伸ばした髪型をしている。瞳の色は紫～水色～ピンクのグラデーションカラー。イメージカラーはライトピンクまたはパステルグリーン。
コーデチェンジ前の決め台詞は「双葉アリア アイカツの花を咲かせましょう！」星のツバサセット時の台詞は「ドレスは、きれいのおまじない！」
豊かな自然と大家族のなか育った天才少女。「妖精すぎるアイドル」の異名を持ち、白鳥ひめも認めるアイカツの申し子で、彼女のステージは「まるでオーロラ」と評される。楽しくアイカツ！するのが信念である。
フィンランドに住んでいたが、ひめからスカウトされ、第76話で「My Little Heart」のミューズになり、「自然を愛しアイカツを純粋に楽しむ心」によりステージで星のツバサを出現させ「木星」のスタープレミアムを獲得している。ひめとは幼い頃からの知り合いで、ピアノを教えてもらっていた。
行動は、きららを越えた自由奔放さで周囲が把握を出来ないこともある。メインキャラクターや関係したアイドル・スタッフには初見の際に花言葉の性格からの花（花弁）をプレゼントしている。また、アイカツ!を一般の人にも呼びかける一面がある。感銘を受けた際、「○○…とても○○です！」と言うのが口癖。
ヴィーナスアーク入学については、第77話の見学でワールドワイドな雰囲気が気に入った上でエルザからの承認を得られている。スカウトした白鳥ひめもアリアの意思に同意をしている。また、第91話ではアイカツが楽しくなくなったことがあった時に香澄真昼と共に修行することとなり、以降は真昼のことを「お師匠様」と呼ぶようになった。最終話エピローグのワールドアイカツカップでは、太陽のドレスを手に入れた状態でフィンランド代表として出場。

### 四ツ星学園

#### 幹部生（S4のアシスタント）
S4に続く実力者で、生徒会の業務や学園の運営を任されている。またS4には各組のアシスタントが付き専用の青いボレロ（蝶結びのネクタイ）や幹部室が用意されている。幹部生は各組S4の指名で選出される。
なお「月の美組」には初期から最終話まで茶髪のセミロングで唇が強調された幹部生が継続して登場していたが、彼女はセリフが一言もなくまた他生徒から名前を呼ばれることもなかったので名称は不明。
芦田 有莉（あしだ ゆり）
下記を参照。
風間 かおる（かざま かおる）
声 - 和久井優（第3話、第83話のみ）
「花の歌組」の幹部で、白鳥ひめのアシスタント。二年生。第3話では歌組の新入生達のオーディション担当を行った。第49話の歌組のS4決定戦では6位。『星のツバサ』でも幹部を継続する。
白銀 リリィ（しろがね りりぃ）
「花の歌組」の幹部で、白鳥ひめ→虹野ゆめのアシスタント。上記を参照。
桜庭 ローラ（さくらば ろーら）
『星のツバサ』では「花の歌組」の2学年以降の幹部で生徒会副会長・虹野ゆめのアシスタント。上記を参照。
花畑 ナナ（はなはた なな）
声 - 齋藤小浪
ゆめのクラスメイト。「花の歌組」に所属。愛理の親友。髪色はグリーンで、オカッパ頭に4個の花の飾りが特徴。夏フェスで、ピンチヒッターとなったゆめをメイと愛理と一緒に応援した。M4の望に憧れている。
第99話でローラのイギリス留学に伴い歌組の幹部に就任。
飴宮 愛理（あめみや あいり）
声 - 古賀葵
ゆめのクラスメイト。「花の歌組」に所属。ナナの親友。髪色は黄色で、後ろ髪がアフロに似た髪型にキャンディー型の髪飾りをつけている。左の頬に☆がついてるのが特徴。夏フェスで、ピンチヒッターとなったゆめをメイとナナと一緒に応援した。
第99話でローラのイギリス留学に伴い歌組の幹部に就任。
桂 ミキ（かつら みき）
声 - 優木かな
「風の舞組」の幹部で、二階堂ゆずのアシスタント。三年生。気が強く、怒らせると恐い。すぐ勝手に居なくなるゆずに手を焼いている。ゆずからは「ミッキー」と呼ばれている。ゆずよりも年上で同じトップアイドルを目指すライバルでもあるが、ゆずの才能に惚れ込んでおり、「ゆず様」と呼び慕っている。第46話の舞組のS4決定戦では3位。
明石 咲耶（あかし さや）
声 - 澤田美晴
「風の舞組」の幹部で、二階堂ゆずのアシスタント。二年生。褐色肌でインディアン風な姿が特徴。ゆずからは「サーヤ」と呼ばれている。桂ミキ同様、ゆずを「ゆず様」と呼び慕っている。第46話の舞組のS4決定戦では4位。『星のツバサ』でも幹部を継続する。
坂本 ありさ（さかもと ありさ）
声 - 中恵光城
「鳥の劇組」の幹部で、如月ツバサのアシスタント。二年生。第46話の劇組のS4決定戦では3位。『星のツバサ』でも幹部を継続する。
七倉 小春（ななくら こはる）
復学後の第76話で、美組のS4の香澄真昼から指名されて幹部となっている。上記を参照。

#### 元S4
他にも教職員の中で、四つ星学園卒業生の元S4がいる。それは該当欄を参照とする。
雪乃 ホタル（ゆきの ほたる）
声 - ゆかな
初期の頃のS4で、「花の歌組」を築き上げた元トップアイドル。猫舌で熱い物が苦手。S4像の基礎を造り、「儚い流れ星」と唄われている。本名は「諸星 ほたる」であり、四ツ星学園の学園長である諸星ヒカルの姉である事が第33話でヒカル自身から白鳥 ひめに告げられた。白鳥 ひめや虹野 ゆめが出したのと同様の不思議な力（アイカツフィールド）が出てしまったが、S4のプライドとその無理な力は不明だった事もあり、頼り切ってしまったために歌声が出なくなったことで引退を余儀なくされ、アイドル生命も絶たれていた事が判明した。現在（第36話時点）ではフラワーショップを営んでいて、アイドルとは無縁の花園ハウスでの穏やかな生活をしている。
TAMAE（たまえ）
美羽 玉五郎と容姿は似ているが、現時点では関連性は不明。

#### 次期S4（第27代）
虹野ゆめ、香澄真昼、早乙女あこについては上記を参照。
ハルカ☆ルカ
声 - 仲谷明香
中学1年生。8月8日生まれ。風の舞組に所属。テンションの高い明るい性格。実力テストで、舞組の代表に選ばれ夏フェス出場の権利を得る。夏フェスでは、二階堂ゆずとユニットを組んだ。第19話で、熱闘サマーダンスバトル大会にゆず以外全員予選落ちするが、優勝したS4のゆずから優勝賞品「ロサンゼルス留学」を貰いロサンゼルスへの留学を決める。第41話の星取りフェスでもゆずと共演している。
第37話で、ロス留学後もクリスマスや正月休みには一時帰国している。第46話の舞組のS4決定戦では2位。
第83話の四つ星学園の学園祭でも登場している。
第98話のS4決定戦も惜しくも2位となったが、ゆずの卒業に伴い第27代舞組S4に就任し、最終話のエンディングや『アイカツオンパレード!』ではS4としての活動が描かれている。

#### M4
男子部のトップアイドル4人組。中等部卒業にともない下級生に引き継ぐ女子部のS4とは異なり、高等部でもそのままユニットを継続することが可能等、女子部とはシステムが異なる。なお、女子部とは異なり歌い手は存在せず、該当声優が歌唱を担当している。きらきらドーム公演にて、ソロデビューが発表されすばると望はアジアでのデビュー、朝陽は俳優業への専念、かなたはアナウンサーの挑戦の決意を表明したが公演の後の話によりあこには解散すると勘違いされてしまった。
結城 すばる（ゆうき すばる）
声 - 八代拓
ゆめ達の先輩。1月13日生まれ。A型。中学3年生。好きなものはアクション映画と卵料理。特技は書道。メンバーカラーはレッド。その正体は人気アイドルユニット「M4」のメンバーの一人だが、ゆめは小春達に言われるまで全く知らなかった。
ゆめに対しては、出会った当初に顔を真っ赤にして怒っていた彼女を見て以降、会うたびに「ゆでタコ」と呼んでいる。しかし、曲がりなりにも必死に努力している彼女に興味を抱き、からかいつつもオーディションでの事でアドバイスを送ったりしている。その後も彼女を陰ながらサポートする。しかし、次第に学園長からは虹野 ゆめに接近を避けるように頼まれている。クリスマスではゆめから初めて名前で呼ばれたことを機に、彼女を異性として意識するようになる。第49話のS4決定戦終了後、学園長に今までの事を謝罪されるが、「（ゆめの）最高のステージを見れるならそれでいい」と意に介していなかった。
前述の事からゆめを気に入っているようであり、他のM4のメンバーにもよく彼女のことを話している。その後もゆめとは何度か会っており、99話ではゆめと肩を並べられるアイドルでいたい。しばらくはお別れと告げた。
五十嵐 望（いがらし のぞむ）
声 - 上村祐翔
ゆめ達の先輩。2月18日生まれ。O型。中学3年生。好きなものは世界遺産、グラタン。特技は勉強やスポーツ全般。メンバーカラーはイエロー。
大人っぽく落ち着いており、メンバーや後輩にも優しい王子様のような性格。スケジュールをメンバーのみんなに教えてあげていたりと気配り上手。ゆめの事を意識しているすばるをよくからかっているが、その真意は読み取れない。幸花堂のユニットオーディションでは女子に華を持たせると言いながら勝負に本気になってしまうなど、意外と熱血で負けず嫌いな一面も見せた。ハロウィンイベントでアリアと出会ってからは彼女のことを気にかけている様子。
吉良 かなた（きら かなた）
声 - ランズベリー・アーサー
ゆめ達の先輩。3月16日生まれ。AB型。中学3年生。好きなものはヘッドホンと猫。特技はダンス、映像編集。メンバーカラーはグリーン。
眼鏡をかけた知的でクールな青年で、M4のツッコミ役。年上タイプのしっかり者だが、マイペースなところもある。あこに対しては、出会った当初すばるのことしか見えていなかった彼女に厳しい態度でアイドルとしての在り方を諭した。考えを改めたあこに興味を抱くようになり、その後も何かと目をかけている。
香澄 朝陽（かすみ あさひ）
声 - 堀江瞬
ゆめ達の先輩。12月2日生まれ。O型。真昼の兄で、「S4」の香澄夜空の弟。M4唯一の中学2年生。メンバーカラーはピンク。好きなものは絶叫マシンと、姉や妹と同じチョコマフィン。特技はフランス語と料理で、多忙な両親に代わって姉と妹に料理をふるまうことも。
弟キャラとしてファンから親しまれている。思っていることをすぐ口にするところがあり、望と一緒にすばるのことをからかうこともある。幼少時代には姉の夜空の計らいにより女装をしていたことも。
ブロードウェイミュージカルの際に困っていたところを小春に助けられ、その後ステージ上に立った小春の姿を見たのをきっかけに彼女に興味を持ち始める。小春がイタリアに出発する際や四ツ星学園に復学した際に花束を贈ったり、「小春ちゃんに会いたい」や「小春ちゃんのステージ見たかったな〜」と漏らすなど、好意を持っている。一方で小春に近づかないように真昼から空手の技を喰らうこともしばしばある。

#### 教職員
諸星 ヒカル（もろぼし ひかる）
声 - 平川大輔
学園長。青い薔薇が好き。普段はクールな性格だかイベントなどの人前では決めポーズをとる癖がある。感動すると涙脆い一面がある。
お披露目ステージで注目を浴びた虹野ゆめに実力があるか試練を与えて、様子を窺っており学園に相応しくないと感じたら退学を命じるなど、彼女に対しては特に厳しい態度を取っている。ゆめのファーストソロライブで彼女の実力を認めるが、ゆめの不思議な力（アイカツフィールド）に気にしており過去に起きた雪乃ほたるや白鳥ひめと同じ悲劇（咳が出て声が出なくなり歌声を失う）を繰り返さないために彼女の不思議な力（アイカツフィールド）をくい止めようと考えている。
ゆめが『アイカツ！ランキング決勝トーナメント』に優勝した後は、それまでの厳しい態度は全く無くなり、ゆめの活躍で入学希望者が増えた事を喜んでいる。
第33話で、アイドルの道を断たれた元S4雪乃ほたる（諸星ほたる）の弟であることが明かされた。
第69話で、スターライト学園のスイーツのシェフの四ツ葉春と面識があることが語られた。
響 アンナ（ひびき あんな）
声 - 神田朱未
ゆめやローラやあこのクラスの担任教師で、「花の歌組」の担当講師でもある。ロックな風貌で、常にエレキギターを持ち歩き、言動もロックな喋り方をする。パンツスタイルが特徴。
基本的には生徒に一任する方針でガイダンスや課題の説明もしない程だが、ゆめの能力に焦燥していたローラを叱咤し、学園長に直接彼女の仕事の斡旋を頼むなど、必要に応じて生徒を指導する。
四ツ星学園の卒業生で、元S4だった。第25・26代S4だけでなく、アンナがS4の世代でも「episode Solo」を歌っていたことが第92話で判明した。
八千草 桃子（やちぐさ ももこ）
声 - 岡田栄美
「鳥の劇組」の担当講師。顔の表情やお芝居などの指導を行っている。「みかんの皮をむいたら、バナナが出てきた」等、生徒の演技を独特の表現で批評するが、ツバサ以外には理解されない。アンナと同じく、四ツ星学園の卒業生かつ元S4であり、卒業生では初めてハリウッド映画の主演を務めた経歴を持つ。
デーブ 佐東（でーぶ さとう）
声 - 松本健太
「風の舞組」の担当講師。ミュージカルなど踊りの指導を行っている。太めな体型に反して身のこなしは俊敏。常にテンションが高く、汗だくで熱いことを言うことが多くS4のゆずから暑苦しいと言われている。
美羽 玉五郎（みわ たまごろう）
声 - 興津和幸
「月の美組」の担当講師。美しさに関する全てを追求して、美しく見える美的な歩き方からポーズなどの指導を行っている。少しオネエ言葉な喋り方をする。

#### 生徒

##### ゆめのクラスメイト
花畑 ナナ（はなはた ナナ）
上記参照。
飴宮 愛理（あめみや あいり）
上記参照。
御堂 マユ（みどう まゆ）
声 - 久保田梨沙
絵理の親友。花の歌組に所属。髪色はピンク。第10話で、白鳥ひめの代わりに虹野ゆめが選ばれたことに疑問を持っていたが、響先生の特訓に頑張るゆめを見て心を改め、ゆめのファーストソロライブを絵理と一緒に見に行った。
沙浄 絵理（さじょう えり）
声 - 竹尾歩美
花の歌組に所属。マユの親友。ボーイッシュな女の子。髪色はブルー。
寺田 香奈（てらだ かな）
声 - 貫井柚佳
花の歌組に所属。眼鏡をかけた女の子。赤茶色したツインテール。
玉川 陽鞠（たまがわ ひまり）
声 - 伊達朱里紗
花の歌組に所属。髪色は緑で、ロングのストレートヘア。
菅野 まあや（すがの まあや）
声 - 田中あいみ
組分けオーディションに合格し花の歌組に所属する。茶髪のボブヘアにうさぎ型の髪飾りを付けている。
加賀山 るみ子（かがやま るみこ）
花の歌組に所属。髪色は茶髪で、天然パーマ的な髪型にリボンを付けているのが特徴。第29話で、ハーフタイムショー・センター選抜ステージに出場した。
貝山 海美（かいやま うみ）
声 - 古賀葵
ちはるの親友。月の美組に所属。赤髪で、髪型は団子型風のツインテール。第30話では、親切にしてくれた小春にお礼として、小春のお別れパーティーの手伝いをちはると一緒に積極的に行った。
青山 ちはる（あおやま ちはる）
声 - 桑原由気
海美の親友。組分けオーディションに合格し月の美組に所属する。髪型はグレーのポニーテール。小春とも親しく親切にしてくれた小春に感謝している。
音羽 ゆきな（おとは ゆきな）
月の美組に所属。赤茶色したボムヘアに丸と三角の形した髪留めで整えているのが特徴。
佐久間 玲奈（さくま れいな）
月の美組に所属。髪色はパープルで、ロングヘアを三つ編み調に大きなおさげをたらしているが特徴。
宇佐美 彩（うさみ あや）
声 - 和久井優
風の舞組に所属。青いツインテールで、前髪もツインテール風にたらしているのが特徴。
野々宮 サキ（ののみや さき）
声 - 内藤有海
風の舞組に所属。髪色は茶髪で、前髪を上げたオールバック風のロングーヘアに赤いメッシュを入れている。
奥谷 華子（おくたに はなこ）
声 - 桑原由気
風の舞組に所属。髪色はダークイエロで、2個の星型の髪飾りを付けている。
鷲谷 美乃里（わしや みのり）
鳥の劇組に所属。ボーイッシュな女の子。髪色は茶髪。第46話では、劇組のS4決定戦に出場した。

##### ゆめの同級生
宮小路 たまき（みやこうじ たまき）
声 - 桑原由気
中学1年生。風の舞組に所属。柏崎メイや桃井こころの親友。髪色はダークグリーンで、セミロングの髪をサイドで結んでいる。花の髪飾りを付けている。口元に黒子があるのが特徴。ツバサの大ファンで、M4ではかなたに憧れている。
第28話のハロウィンナイト（仮装衣装は狼男）で、真昼とあことチームを組んだ。第46話の舞組のS4決定戦では5位。
アーケードではCPU専用キャラクターとして登場。
亀山（かめやま）
声 - 杉浦しおり
第12話登場。中学1年生。寮内で、隠れてペットの亀（彼女の心の支え）を飼っていたが、生徒会長の如月ツバサに見つかってしまう。ゆめ達からの説得で、亀を実家に戻す決意をした。
桃井 こころ（ももい こころ）
声 - 久保田梨沙
中学1年生。月の美組に所属。柏崎メイや宮小路たまきの親友。髪色はミルクティまたはピンクブラウン調にピンクのメッシュを入れている。髪型はボブヘアにピンクの大きなリボンを付けているのが特徴。第8話のファッションコンテストで、エントリに選ばれた実力者。また第18話ではフレッシュアイドル大投票会もトップ10入りしている。ツバサのファンで、M4では朝陽に憧れている。
第41話の星取りフェスでは真昼と美組ペアを組んだ。第47話の美組のS4決定戦では3位。
アーケードではCPU専用キャラクターとして登場。
柏崎 メイ（かしわざき めい）
声 - 久保田梨沙
中学1年生。花の歌組に所属。宮小路たまきや桃井こころの親友で、歌組のナナや愛理とも仲が良い。髪色はライトグリーンで、ロングのストレートヘア。亀山のペットの亀騒動で、虹野ゆめ達に知らせた。夏フェスで、ピンチヒッターとなったゆめを積極的に応援した。第41話の星取りフェスではゆめと歌組ペアを組んだ。M4のすばるに憧れている。
アーケードではCPU専用キャラクターとして登場。
皆場 セシル（みなば せしる）
声 - 桑原由気
中学1年生。花の歌組に所属。髪型はグレーのポニーテール。
丸山 さくら（まるやま さくら）
声 - 和久井優
中学1年生。花の歌組に所属。茶髪で、青いサイコロ型の髪飾りをつけている。
小田 真澄（おだ ますみ）
声 - 高井舞香
中学1年生。花の歌組に所属。赤髪で、花の髪飾りをつけている。

##### 新入生の生徒
アリス キャロル
下記参照。
小倉 渚（おぐら なぎさ）
声 - 松田利冴→大野柚布子
中学1年生。花の歌組に所属。髪色はパープルで、ツインテールのおさげ髪。
松風 琴葉（まつかぜ ことは）
声 - 桑原由気
中学1年生。髪色はスカイブルーで、カールのかかったロングヘア。第57話では地方ロケでトラブルが起き「週末きらきらステージ」の到着に1時間遅れる。
丸 風香（まる ふうか）
声 - 桑原由気
中学1年生。花の歌組に所属。いちかとはクラスメイトで、席も同じ。赤髪のポニーテール。
千歳 まひろ（ちとせ まひろ）
声 - 和久井優→桑原由気
中学1年生。いちかや風香とはクラスメイト。茶色のボーイッシュなヘア。第85話ではゆめと一緒に練習した。
赤坂 いちか（あかさか いちか）
声 - 巽悠衣子→久保田梨沙
中学1年生。風香とはクラスメイトで、席も同じ。髪は黄色で、三つ編みのツインテール。第57話では地方ロケでトラブルが起き「週末きらきらステージ」の到着に1時間遅れる。
最中 すず（さなか すず）
声 - 長縄まりあ
中学1年生。髪はうぐいす色で、前髪にリボンを付けている。
桃山 千穂（ももやま ちほ）
声 - 髙野麻美
中学1年生。茶髪の三つ編みで、ハート型の髪飾りを付けている。第85話ではゆめと一緒に練習した。

### ヴィーナスアーク→ネオヴィーナスアーク
芦田有莉を除く生徒第2部から登場。
アリス キャロル
声 - 田中貴子
中学1年生。四ツ星学園在籍時代は花の歌組に所属。フランス出身。
元々はヴィーナスアークの生徒であったが、S4TVの取材でゆめたちがエルザに密着した際、ブランドの成績やライブの動員数が減り、エルザから退学を宣告される。ヴィーナスアークでの最後の仕事で、エルザよりゆめたちの案内を任された。顔立ちがよくゆめたちから驚かれる。
最初は泣き崩れたが、ゆめの言葉を受け立ち直り、学園を去る際にはエルザに対して前向きに挨拶をした。第71話の時点では四ツ星学園に編入した。第85話ではアイカツ!ランキングにエントリーしていることが判明している。
第97話でヴィーナスアークはネオヴィーナスアークにリニューアルした際、志望制となったために復学を果たした。
芦田有莉（あしだ ゆり）
声 - 古賀葵
四ツ星学園在籍時代は「花の歌組」の幹部で、白鳥ひめ→虹野ゆめのアシスタント。二年生。親切で、物知り。ひめに続き昨年はデビューシングルを出している。新入生のゆめにドレスをカスタマイズするやり方を説明をしたり、何かとゆめに目をかけている。第49話の歌組のS4決定戦では5位。『星のツバサ』でも幹部を継続していたが、第79話ではハロウィンイベントでリスト ユーリと対面し、意気投合し、その時にユニット結成を約束していたため「ゆりゆり」を結成した。第97話でネオヴィーナスアークに編入した。
アーケードでは当初CPU専用キャラクターとして登場していたが、星のツバサ4弾からはプレイヤーとしても選択できるようになった。スペシャルイベント「ゆりちゃんのドレスメイク講座」ではドレスメイクの解説役でステージにも登場する。
リスト ユーリ
声 - 古賀葵
中学3年生。ハンガリー出身。髪の毛の色以外は有莉に似ている。第79話ではハロウィンイベントの時に有莉とご対面した際に自分と瓜二つに驚き、意気投合し、第97話でその時に約束していたユニット「ゆりゆり」を結成した。
ユリカ
声 - 桑原由気
髪の毛の色以外は前作に登場する大地ののに似ている。なお、前作に登場する藤堂ユリカとは関係はない。
ジャスミン・T
声 - 田沢茉純
序盤まではアイカツランキングは上位にいた。御姫カットに近いストレートのロングヘア。
シエミ
声 - 石上静香
おかっぱ頭に近いボムヘアで、船員帽を被ったようなヘアスタイル。第79話ではハロウィンで、仮装したゆめに敗れる。
ベロニカ
声 - 桑原由気
灰色のボムヘア。第79話ではハロウィンで、仮装したゆめに敗れる。
ヨハンナ
声 - 長谷川育美
髪色はピンクで、頭部に紫色のリボンを付けている。
マリー
声 - 桑原由気
髪の色は赤茶色で、シニヨンを2つ頭頂部でまとめた髪型に花型のカチューシャ的な髪飾りを付けている。右頬にハートのマークがある。
デイジー
声 - 飯田友子
髪色はパープルのロングヘアで、前髪をサイドに流している。
じいや
声 - 滝知史
ヴィーナスアークの執事兼船長。普段はエルザのアシスタント役をしているが、食事の身支度等もできる。ヴィーナスアーク創設以前はフォルテ家の執事であった。
ヴィーナスアークの園芸は趣味でやっている。
第97話でヴィーナスアークからネオヴィーナスアークにリニューアルしても引き続き執事・船長を担当している。
髪型はヴィーナスアークの頭文字「V」から来ている。（ネオヴィーナスアークになってもV字の髪型は変わらず）

### その他の学園
鳴瀬 あゆみ（なるせ あゆみ）
声 - 木野日菜
第9話から登場。シャイニーアカデミーの生徒。ナホの親友。勝気な性格。高い吊橋が苦手。和菓子屋「幸花堂」のキャンペンガールオーディションの出場（第58話でも再出場している）で、ゆめやローラと知り合う。第25話の四ツ星学園祭でゆめと再会する。第39話では、学園の代表として新ブランドのデザイナーオーディションに出場し決勝まで上り詰めた。エルザに憧れている。
青山 ナホ（あおやま なほ）
声 - 桑原由気
第9話から登場。シャイニーアカデミーの生徒。あゆみの親友。おっとりした性格。高い吊橋が苦手。和菓子屋「幸花堂」のキャンペンガールオーディションの出場（第58話でも再出場している）で、ゆめやローラと知り合う。第25話の四ツ星学園祭でゆめと再会する。エルザに憧れている。
寿美子（すみこ）
声 - 織江珠生
第34話から登場。他校の生徒で、3人グループのリーダー。真昼の大ファン。寿美子と呼ばれることを嫌い親友には「スーザン」と呼ばせている。
ヘアスタイルからメイクまで、真昼を真似て行ったが、間違ったメイクをしていたため、3人共真昼とは全く異なった顔黒のコギャル的な風貌になっていた。真昼からのアドバイスにより3人共に美しくなったことで、編集長（声 - 小島幸子）のはからいでファッションショーに出場。これらの事が理由で他の友人たちと共に真昼を「真昼姐（ねえ）さん」と呼び慕うようになる。
元子（もとこ）
声 - 長谷川育美
第34話から登場。他校の生徒。寿美子の親友。寿美子からは「モニカ」と呼ばれている。
英子（えいこ）
声 - 南早紀
第34話から登場。他校の生徒。寿美子の親友。寿美子からは「エイミー」と呼ばれている。「パナい」が口癖。
森 きらり（もり きらり）
声 - 北原沙弥香
第39話登場。サンライト学院の生徒。学園の代表として新ブランドのデザイナーオーディションに出場し決勝まで上り詰めた。

### 芸能関係者
山口FD（やまぐち - ）
声 - 梯篤司
第4話から登場。S4の特番番組のディレクター。仕事には厳しいが、面倒見がいい。ゆめを「デカリボン」と呼んでおり、彼女がS4になってからは「Sデカリボン」と呼称されている。しかし、その後は「ゆめちゃん」とも呼んでいる。第10話では、ゆめのファーストソロライブを見に行った。第11話では『熱烈大陸』のスタッフとして白鳥ひめに密着した。M4がMCを務める『Fun! Fun! 君のハートをフルスロットル!』のディレクターも務める。第39話では、新ブランドのデザイナーのオーディションの司会を担当した。第74話でも早乙女あこ出演の動物番組でスタッフをしている。
ミスロマンス
声 - 桑原由気
第5話から登場。ブランド「Romance Kiss」のマスコットのリス。
岡本 二郎（おかもと じろう）
声 - 小形満
第6話から登場。アイカツTVドラマの監督。気迫が高く「ドラマは爆発だ!」が口癖。第10話では、ゆめのファーストソロライブを見に行った。第13話では『リトルフェアリー物語』の監督を務めた。
宝積 甘太（ほうづみ かんた）
声 - 星野充昭
第7話から登場。ジュエルアイスクリームの社長。アイスの次に清掃員の仕事が好きで、部下を困らせている。ローラからは「掃除のおじさん」と呼ばれている。第41話の星取りフェスで、ゆめやローラと再会する。
川田（かわだ）
声 - 森なな子
第7話から登場。宝積社長の秘書。気が強い。ジュエルアイスクリームイベントオーディションの審査員の一人。第41話の星取りフェスで、ゆめやローラと再会する。
森田（もりた）、山田（やまだ）
声 - 長南翔太、大隈健太
第7話登場。宝積社長の部下。ジュエルアイスクリームイベントオーディションの審査員の一人。
幸本 薫（こうもと かおる）
声 - 下田レイ
第9話から登場。幸花堂（和菓子屋）の女社長で、諸星学園長の知り合い。毎年新商品を発売するたびにキャンペーンガールを募集している。第10話では、ゆめのファーストソロライブを見に行った。
巻杉 マキコ（まきすぎ まきこ）
声 - 寺内よりえ
第11話から登場。バラエティー番組マキコの部屋やザ・ベストミュージックショーの司会進行者。モデルは黒柳徹子。
西 太陽（にし たいよう）
声 - 東地宏樹
第20話登場。子役の頃から活躍している人気俳優。かつては情熱的な俳優だったが、今ではワガママで自己中的な言動が目立ち、『ボディバード』で共演したツバサに「アイドルはアイドルらしくしてれば良い」と言い放った。その後スタントマンがこられなくなるトラブルが発生した際、ツバサがスタント抜きの体を張った迫真の演技に心を動かされ改心した。
ジャン監督
声 - 白熊寛嗣
第20話登場。香港映画界の奇才で有名なベテラン監督。
指田（さしだ）
声 - 宮田幸季
第21話から登場。S4をはじめとする学園のアイドルが所属する「四ツ星レーベル」のプロデューサーで、ゆめのデビューミニアルバム「ゆめのはじまり」を手がけた。一見かるそうに見えるが歌に関する評価は厳しい。諸星をちゃん付けで呼ぶ。
内田 永吉（うちだ えいきち）
声 - 中博史
第33話登場。SPAリゾート奥ノ谷の宿泊客。高齢者。ロックシンガーの第一人者で、「花の歌組」の元担任。また響アンナの恩師でもある。腰が悪くギックリ腰を起こしやすい。
ピロシェンコ
声 - 伊藤健太郎
第39話から登場。ロシアの実業家。新ブランド「Gothic Victoria」のデザイナーのオーディションを開催した。
須藤（すどう）
声 - 高橋伸也
第45話登場。KiraKiraの社員で、屋外ステージの担当者兼司会者。
風上 結子（かざかみ ゆいこ）
声 - 玉川砂記子
第53話から登場。ブランド「Berry Parfait」のオーナー。
フフフ君
声 - 井上雄貴
第53話登場。局のイメージキャラクター。フフフしか話せない。
井伊（いい）
声 - 長南翔太
第57話登場。ロケ番組の責任者。「良い！」「いいね！」が口癖。
あやみ
声 - 綾見有紀
第85話登場。ドリームアイドルオーディションの司会者。
ブラックスター
声 - 間島淳司
第87話から登場。イギリスの有名な音楽プロデューサー。ローラにイギリス留学を誘った。
辻（つじ）
声 - 高橋伸也
第92話から登場。アイカツ！ランキング決勝トーナメントの司会者。
マーライオンキャリー
声 - 森永千才
第100話登場。海外の大物アーティスト。ワールドアイカツカップの司会を担当。

### 親族関係者
虹野 大（にじの まさる）
声 - 小松史法
ゆめの父親。なないろ洋菓子店の店主。娘のゆめにファーストソロライブのお祝いとして、新作ケーキをプレゼントした。
虹野 景子（にじの きょうこ）
声 - 久川綾
ゆめの母親。娘のファーストライブを夫と一緒に見に来た。
七倉 千秋（ななくら ちあき）
声 - 川島得愛
小春の父親。仕事上では単身赴任が多い。第29話でイタリア赴任が決まり、第30話で娘の小春と共に家族ぐるみで行くこととなった。
七倉 夏菜（ななくら なつな）
声 - 鍋井まき子
小春の母親。夫の千秋と同様にイタリア赴任に同行した。
桜庭 七海（さくらば ななみ）
声 - 小林さやか
ローラの母親。プロのピアニストで「娘でも手加減はしない」と、ローラには厳しくしている様子。
香澄父
声 - 佐々木啓夫
夜空・朝陽・真昼の父親。第14話でワンカットだけ登場し、第75話で具体的に登場。アパレルメーカーCEOの会社勤めが多忙で一家が揃うことは少ない。
香澄母
声 - 西村ちなみ
夜空・朝陽・真昼の母親。第14話でワンカットだけ登場し、第75話で具体的に登場。世界的に活動しているスーパーモデルで父親同様に多忙である。
ユキエ・グレース・フォルテ
声 - 三石琴乃
エルザ フォルテの母親で、モナコ公妃。第78話で登場。かつて「太陽」のドレスを所持し、アイドルとして初のブランドを起ち上げた伝説の元トップアイドル。引退後も慈善活動にも取り組んでおり、公妃としての公務や慈善活動で多忙な日々を過ごしている。その多忙さゆえに一緒にいる時間も満足に持てなかったことから、エルザは母に振り向いてもらいたい想いでヴィーナスアーク設立や「太陽」のドレス入手を試みた。第96話の決勝ステージ終了後にヴィーナスアークのレイ・きらら・アリアの強引な頼みで登場した際、自身も省み、敗退した娘のエルザを抱きしめ「エルザは私にとってパーフェクトな娘」と慰めた。

### その他
ニコ、ココ
声 - 和久井優、桑原由気
第10話から登場。姉妹の少女。小学生。ゆめの大ファンで、ゆめのファーストソロライブを見に行った。第18話で、ゆめの握手会でゆめに会いに行った。
ココは次作の「アイカツフレンズ!」にもアイカツナビの同名キャラクターが存在するが、彼女との関係はない。
レイナ
声 - 白城なお
第24話登場。虹野家の近所に住む小学生の少女。弟が生まれてから母がレイナと全然遊んでくれなくなったことで我儘を言ってしまい、母と仲直りするために弟の誕生祝いとして手作りケーキをプレゼントしようと虹野家に相談した。
トメさん、ツルさん、カメさん、ウメさん
声 - 園部啓一、篠原恵美、喜田あゆ美、福島桂子
第33話登場。SPAリゾート奥ノ谷の宿泊客で、リリィの熱狂的な大ファン。高齢者。ウメさんは89歳で耳が遠い。
ほのか、颯太（そうた）
声 - 松田颯水、松田利冴
第45話登場。小学生。あこの出演映画に影響され、あこの大ファンになった。あこを子猫ちゃん呼ばわりしている。
夜空ファン
声 - 飯田友子、澤田美晴、和久井優
第47話に登場。美組のS4決定戦で寿美子・元子・英子と当初は衝突していたが、納得の結果に和解する。
カズ
声 - 丸山有香
第59話登場。スズの兄。小春が入院中に出会った小学生の少年。妹を喜ばせるために、ゆめに頼んだ。
スズ
声 - 小澤亜李
第59話登場。カズの妹。入院中の小学生の少女。ゆめや小春の大ファン。
沙綾（さあや）
声 - 大野柚布子
第65話から登場。すももの親友。ゆめの大ファン。大人しい小学生の少女。ヴィーナスウェーブで、すもも・夏奈・ステラがどのアイドルが一番かで喧嘩しているのを見て逃げ出したところに偶然ゆめと会い、喧嘩の仲裁について相談した。
すもも
声 - 髙野麻美
第65話から登場。沙綾の親友。ゆめの大ファン。勝気な小学生の少女。夏奈・ステラたちとアイドルの優勝を巡り火花を散らすが、沙綾の相談を受けたゆめがステージでライバルにエールを送ったことで和解した。
夏奈（なつな）
声 - 石見舞菜香
第65話から登場。沙綾の友達。ローラの大ファン。サイドポニーの勝気な小学生の少女。
ステラ
声 - 武田羅梨沙多胡
第65話から登場。沙綾の友達。きららの大ファン。羊型のフードを被った小学生の少女。
哲也（てつや）
声 - 西川舞
第74話登場。小学生の少年。やんちゃで天の邪鬼な性格。当初は羊を気に入らず騒動を起こすが、羊（キャロライン）の毛並みに魅了された。
前川 綾乃（まえかわ あやの）
声 - 佳村はるか
第86話登場。マラソンの女性選手。負けず嫌い。マラソンの練習中にローラと出会い意気投合する。

## 設定・用語

### 学園
四ツ星学園
アイドル学園。全寮制で中等部と高等部、女子部と男子部に分かれる。生徒自身のセルフプロデュースが基本方針。
歌組、劇組、舞組、美組の4つのクラスがあり、花鳥風月の一文字が順に冠されている。入学時に配属する組へと割り振られるが、途中で他の組への転属することも可能。
花の歌組（はなのうたぐみ）
歌を究めるための授業を行う、シンガー育成クラス。コーチは響アンナ。
鳥の劇組（とりのげきぐみ）
演技を究めるための授業を行う、女優育成クラス。コーチは八千草桃子。
風の舞組（かぜのまいくみ）
踊りを究めるための授業を行う、ダンサー育成クラス。コーチはデーブ佐東。
月の美組（つきのうつくしぐみ）
歩きから動さまでの美を極めるための授業を行う、モデル育成クラス。コーチは美羽玉五郎。
ヴィーナスアーク→ネオヴィーナスアーク
『星のツバサ』シリーズから登場する、エルザ フォルテがオーナー、執事のじいやが船長を務めるアイドル学園。巨大な豪華客船を校舎として使用し、世界中の有能なアイドルをスカウトして生徒としている。公募は全くなく、エルザのスカウトあるいは承認のみで入学出来る。所属アイドルのプロデュースも基本的にエルザが行っている。成果が上がらない場合は退学を勧告され、プロ意識が高い。
世界中を廻っているが、作中では白鳥ひめを手中に収めんとするエルザの意向で日本に来航した。アニメ版第68話に登場する学力テストでは、国語（母国語）・数学・外国語となっている。第71話で太平洋クルージングツアーライブの実施により、日本から出航することとなった。第77話では日本に再訪問している。
母親のユキエ・グレース・フォルテの影響を受けて、オーナーのエルザが設立した。また、第90話では「太陽」のドレスの獲得する目的を達成したためにアニメ版第2部の3月を以って、エルザ・きらら・レイ・アリアのユニットステージ後は解散宣言通りにヴィーナスアークは解散したが、ネオヴィーナスアークにリニューアルして志望制となったために入学・編入が自由にできるようになった。

### アイテム
学生証
四ツ星学園とヴィーナスアークの学生証が登場。ゲームではIDカードとなる。
キャンペーンで入手できるプレミアム学生証は表面が星のホロ加工になっており、特別な特典がある。
アイカツ!カード
トップス・ボトムス・シューズ・アクセサリーの4種類の衣装に対応したカード。トップス&ボトムス（トップスとボトムスのワンピース型）も存在する。
スクールドレス
四ツ星学園やヴィーナスアークの学園ステージ衣装。さまざまなデザインで種類やカラーが豊富。
四ツ星学園
スターコーデ
1stシーズンに登場。
トップスターコーデ
S4専用スクールドレス。
マーチングコーデ
2ndシーズンに登場。マーチング風のデザインが特徴。
ヴィーナスアーク
ヴィーナスコーデ
2ndシーズンに登場。
スタープレミアムレアドレス
プレミアムレアのさらに上のレアリティドレス。翼の形状をした下記のスタープレミアムの証が付いているのが特徴。冥王星を含めた太陽系惑星をモチーフにした9種+衛星1種が存在する。データカードダス版『星のツバサ』第5弾で実装された「太陽のスタープレミアムドレス」はドレス名が「エターナル（ブランド名）」、スペシャルアピールが全ブランド共通で「スタープレミアムエターナルシャイン」となっている。太陽のドレス及び月のドレスは選ばれたアイドルのみが着れる設定だが、必ずしも選ばれるのは1人とは限らない。データカードダスでは第5弾、第6弾で登場。
アイカツ!モバイル
スマホ型アイテム。オリジナルのドレスメイクができ、ゲームでは通信でオリジナルドレスも使用できる。
女子部のものはピンク色、第32話に登場したすばるのアイカツ!モバイルはピンクとブルー。
キラキライン
アイカツ!モバイルで使えるLINEの様なもの。

### アイドル関連
ドレスグリッター
1stシーズンに登場。ドレスメイク時に使用するドレスの色や柄、デコパーツ等のカスタマイズパーツ。グレードアップグリッターで一つ上のレアリティドレスが作れる。
フィッティングルーム
コーデチェンジするときに学生証とアイカツ!カードをセットすることで着替えることが出来るルーム。セット部分は星型パーツ（学生証セット部分）を中心に上から時計回りにハート型パーツ（トップスセット部分）・ダイヤ型パーツ（シューズセット部分）・クラブ型パーツ（アクセサリーセット部分）・スペード型パーツ（ボトムスセット部分）となる。
パーフェクトアイドル
「スタープレミアムレアドレス」と「スタープレミアムの証」の両方を持つ者だけが認められる称号。
作中ではエルザ専用の呼称だが、作中のメインキャラクター順次パーフェクトアイドルの条件に該当している。
スタープレミアムの証
宇宙上の"太陽系の惑星"をモチーフにした証で、「星のツバサ」とも称される。アイカツシステムに認められたドレスのみが得られる。
スタープレミアムの証獲得者
アニメ版での獲得順に記載だが、エルザとひめの両名は獲得済みであったため獲得時期は不明。
エルザ・フォルテ…すでに獲得済みだった金星のツバサを第51話で初披露。データカードダスでは第2弾から登場。
白銀リリィ…冥王星のツバサを第53話で獲得。
花園きらら…水星のツバサを第54話で獲得。
香澄真昼…海王星のツバサを第64話で獲得。
桜庭ローラ…火星のツバサを第65話で獲得。
二階堂ゆず…土星のツバサを第67話で獲得。
虹野ゆめ…地球のツバサを第73話で獲得。
双葉アリア…木星のツバサを第76話で獲得。
騎咲レイ…天王星のツバサを第80話で獲得。
白鳥ひめ…すでに獲得済みだった月のツバサを第97話で披露。データカードダスでは第6弾で登場。
早乙女あこ…きららと同じ水星のツバサを第100話（最終回）のエピローグで獲得。次作のアイカツフレンズ!の第3弾で登場。

### タイプ
キュート
マークはピンクのハート。虹野ゆめ、白鳥ひめ、双葉アリアなどがキュートタイプ。
ブランドではMy Little Heart、Rainbow Berry Parfaitがキュートタイプ。
スペシャルアピールは「キュートチャーム」。四ツ星学園でのジャージカラーは前作に引き続きピンク。マイキャラの声優は前作に引き続き加隈亜衣。
クール
マークはブルーのダイヤ。桜庭ローラ、白銀リリィ、如月ツバサ、騎咲レイなどがクールタイプ。
ブランドではSPICE CHORD、Gothic Victoria、RoyalSwordがクールタイプ。
スペシャルアピールは「クールチャーム」。四ツ星学園でのジャージカラーは前作に引き続き水色。マイキャラの声優は前作に引き続き五十嵐裕美。
セクシー
マークはパープルのスペード。香澄真昼、香澄夜空、七倉小春、エルザ フォルテなどがセクシータイプ。
ブランドではRomance Kiss、Perfect Queenがセクシータイプ。
スペシャルアピールは「セクシーチャーム」。四ツ星学園でのジャージカラーは薄紫色。マイキャラの声優は前作に引き続き中恵光城。
ポップ
マークはイエローのクラブ。早乙女あこ、二階堂ゆず、花園きららなどがポップタイプ。
ブランドではShiny Smile、FuwaFuwa Dreamがポップタイプ。
スペシャルアピールは「ポップチャーム」。四ツ星学園でのジャージカラーは黄色。マイキャラの声優は前作に引き続き松嵜麗。

### ブランド
キュートブランド
『My Little Heart』（マイリトルハート）
パステルカラーやパステルネオン、オーロラカラーを使用しリボンやハートなどのラブリーでかわいいモチーフのキュートブランド。スペシャルアピールは「ハートフルワールド」。マスコットキャラクターは「リトルバニー」。主導した白鳥ひめがアニメ版の第76話で自らフィンランドから連れてきた双葉アリアにミューズを継承し、ステージで披露した「フローラルファンタジアコーデ」でアリアは「木星」のスタープレミアムを獲得している。データカードダス版の『星のツバサ』第4弾でも実装された。
『Berry Parfait』（ベリーパルフェ）
S4となった虹野ゆめが立ちあげた、甘酸っぱい果実のようにフレッシュで元気いっぱいな女の子をイメージしたキュートブランド。スペシャルアピールは「ハピネスフォーユー」。アニメ版ではS4での多忙の中で悩んだ末に第59話でファンのエールを貰ってプレミアムレア「プルミエールベリーコーデ」を仕上げたものの、ゆめがデザイナーとしては未熟な面もありスタープレミアムに至らなかった。データカードダス版でも『星のツバサ』第1弾で提供されている。
『Rainbow Berry Parfait』（レインボーベリーパルフェ）
ベリーパルフェに虹の模様をあしらったキュートブランド。スペシャルアピールは「レインボーハピネスフォーユー」。マスコットキャラクターは「スウィーティーベリー」。前記のとおり、アニメ版第73話で四ツ星学園に復学した七倉小春と虹野ゆめの友情が実を結んだことで自らのブランドが進化を遂げ、「地球」のスタープレミアム「レインボーエトワールコーデ」をもたらした。データカードダス版『星のツバサ』第3弾で既にベリーパルフェのブランドバッジを所有していた場合、自動的にレインボーベリーパルフェのブランドバッジに更新され、マイブランドのレベルもベリーパルフェから引き継がれ、ブランドレベルの経験値もベリーパルフェと共用となる。アニメ版第96話のアイカツ！ランキング決勝ステージでは「太陽」のドレスを出現させている。
クールブランド
『SPICE CHORD』（スパイスコード）
黒レースやフリルでアレンジしたロックテイストでバンドギャルなクールブランド。スペシャルアピールは「アンチェインコード」。マスコットキャラクターは「スパイステディ」。かつては響アンナもこのブランドであった。主導している如月ツバサがハリウッドに進出するために生徒会副会長であり責任感のある桜庭ローラが第62話にロック魂を試された末に後継ミューズとなり、アニメ版第65話で学園長の許可の上でローラは「火星」のスタープレミアム「ロックマイハートコーデ」を獲得。データカードダス版でも『星のツバサ』第2弾で実装されている。
『Gothic Victoria』（ゴシックヴィクトリア）
白銀リリィが立ち上げた、格式や優美さがコンセプトのヴィクトリアン&ロココテイストのゴシックブランド。スペシャルアピールは「アウェイクメイデン」。アニメ版では39話より登場し、四つ星学園の経営危機でのS4以外の特例でのブランド制作だった背景もあり、リリィ自身もプレミアムドレスはS4になるまで制作しない意向だった。リリィはS4は逃したものの、新たに台頭したヴィーナスアークの刺激を受けて第53話で「ロゼッタソーンコーデ」を完成させると同時に「冥王星」のスタープレミアムをもたらした。データカードダス版でも『星のツバサ』第1弾で実装されている。
『Royal Sword』（ロイヤルソード）
ヴィーナスアークの騎咲レイによる、剣や王冠をモチーフにしたボーイッシュなクールブランド。スペシャルアピールは「レイジングスラッシュ」。アニメ版の第80話でレイ自らがブランド発表し、ステージで披露した「イノセントプリンスコーデ」で「天王星」のスタープレミアムを獲得。データカードダス版でも『星のツバサ』第4弾より実装されている。
セクシーブランド
『Romance Kiss』（ロマンスキス）
民族衣装やショーコスチュームをゴージャス&セクシーにアレンジした世界各地の洋風文化をイメージしたセクシーブランド。スペシャルアピールは「キッシングジュエル」。マスコットキャラクターは「ミスロマンス」。香澄 夜空がメインデザイナーであったが、次期S4が妹の真昼になった事と夜空がフランス留学する事になった経緯から、香澄 真昼がメインデザイナーを継いでいる。その真昼がアニメ版の第64話で完成させた「デイライトフェスティバルコーデ」で新たに「海王星」のスタープレミアムを獲得しており、『星のツバサ』第2弾で実装されている。
『Perfect Queen』（パーフェクトクィーン）
ヴィーナスアークのオーナーであるエルザ フォルテの完璧な女王をイメージしたセクシーブランド。スペシャルアピールは「グローリージャッジ」。愛用ドレスである「金星」のスタープレミアム「ブルーミングクイーンコーデ」はアニメ版では第51話・第56話・第60話のステージのみで、データカードダス版では『星のツバサ』第2弾で実装された。また、アニメ版第87話との連動では「太陽」のドレスも『星のツバサ』第5弾で提供している。
ポップブランド
『Shiny Smile』（シャイニースマイル）
ビビットカラーな大人なポップ感が特徴のハワイをイメージしたカラフルなポップブランド。スペシャルアピールは「スマイリースプラッシュ」。マスコットキャラクターは「シャイニィキャット」。二階堂ゆずがミューズであり、早乙女あこでもアニメ版第1部およびデータカードダス版第5弾までは提供し『星のツバサ』第4弾でも実装される。また、アニメ版第67話ではゆずが自ら発表した「トロピカルビーチコーデ」で新たに「土星」のスタープレミアムを獲得し、データカードダス版でも『星のツバサ』第3弾で提供をしている。
『FuwaFuwa Dream』（フワフワドリーム）
ヴィーナスアークの花園きららによる、好きなものを好きなだけ詰め込んだポップブランド。スペシャルアピールは「ミルキードリーミータイム」。マスコットキャラクターは「フワフワメリー」。アニメ版では元々早乙女あこがミューズを務める予定だったが、その後急遽きららのブランドに変更されて、第54話で登場した「スイートドリームスコーデ」できららは「水星」のスタープレミアムを獲得しており、『星のツバサ』第1弾で実装されている。データカードダス版『星のツバサ』第1弾では早乙女あこにも提供されているが、アニメ版では第54話の時点では獲得していなかった。きららに共同でコーデ制作を提案されるが、ライバル心から独断での考案も検討していたという。しかし、第74話できららがあこにコーデ提供とダブルミューズを提案したことで、あこも了承した。
また、エルザに依存がある花園きららに対し、ダブルミューズの相手である早乙女あこは、第84話でユニットを組んだ際に一般のファンにも目を向けることも大事だときららにも教えている。第100話エピローグのワールドアイカツカップではこのブランドのダブルミューズとして、早乙女あこもニュージーランド国籍になり花園きららとワールドアイカツカップに挑んだ。
キャンペーン限定（全タイプ、ノーブランド）
『Shine Stars!』（シャインスターズ！）
『星のツバサ』第3弾のキャンペーンレアコーデとして提供されている。また、アニメ版第69話・第72話の第25代S4のステージでもこのコーデを使用している。スペシャルアピールは「○○チャーム」系。
提供キャラ：虹野ゆめ（キュート）・白鳥ひめ（キュート）・桜庭ローラ（クール）・白銀リリィ（クール）・如月ツバサ（クール）・香澄真昼（セクシー）・香澄夜空（セクシー）・早乙女あこ（ポップ）・二階堂ゆず（ポップ）

### アイドルユニット
アニメ版では第31-32話の秋フェスに登場している。
SKY-GIRL（スカイガール）
如月ツバサ・香澄夜空・香澄真昼での第31話から初出の秋フェスのユニット。「大人かわいい」をコンセプトとしている。第15話の夏フェスにおける夜空・真昼による姉妹ステージにツバサが刺激を受け発展する形を取り、真昼のレッスンによる過労での朝寝坊が原因となったおしおきタイムの選択肢による建前と真昼の選択で結成された。秋フェスでの順位は3位。第100話では活動再開している。
ゆずこしょう
二階堂ゆず・早乙女あこ・虹野ゆめでの第31話で秋フェスにエントリーされたユニット。ゆずがSKY-GIRL結成により、S4としての対抗心から第29話で実施されたハーフタイムショーの歌組・劇組のトップ二人から引き抜いた形となっている。また、あこもゆめにはユニット結成のオファーを出そうとしていた所であった故に、事実上はゆずが結成のきっかけになっている。第32話でステージをした。秋フェスでの順位は2位であったが、ゆめにとってはローラと離れて孤立感でのトレーニングを続けていた故に良いステージ復帰のきっかけとなった。
ユニット名を付けたのはゆずで、パッと思いついただけで特に意味は無いという。あこは「ゆめの"ゆ"、ゆずの"ず"、あこの"こ"+SHOW」だと思っていた。
幹部ーズ
白銀リリィ・芦田有莉・桂ミキでの第32話で秋フェスにエントリーしたユニット。幹部ならではの連携したユニットが評価され秋フェスで優勝を果たした。第32話では舞台前の戦隊を模したパフォーマンスだけで、ステージ映像はなかった。『星のツバサ5弾』からの期間限定イベントで、前述のパフォーマンスと同じポーズのブロマイドを撮ることができる。
以下は第97話以降で組まれたユニットである。
ゆりゆり
芦田有莉・リスト ユーリがネオヴィーナスアークに乗船する際に組まれたユニット。
ゆずっとリリィ☆
二階堂ゆず・白銀リリィと共に高等部進学の決意から中等部卒業前に組まれている。
コンセプトはゆずが主導となっている。
2018年6月7日稼働の『アイカツフレンズ!』2弾ではフレンズドレスとしてパラダイスコーデ2種が登場した。
フワフワドリーマー
FuwaFuwa Dreamのミューズ・花園きららと早乙女あこがワールドアイカツカップ出場時に組まれたユニット。
2018年6月7日稼働の『アイカツフレンズ!』2弾ではフレンズドレスとしてふわもこコーデ2種が登場した。

### その他用語
ヴィーナスウェーブ
アニメ版第65話から第66話にて開催された世界的アイドルイベントで、特にファッションを競う。ヴィーナスアークからはエルザから指名された学生のみ参加可能で、作中ではゆめ、ローラ、きららが選抜された。第100話でのヴィーナスウェーブではユニットでの参加が認められている。
アイカツフィールド
虹野ゆめ、白鳥ひめ、雪乃ほたるが発現した不思議な力の正体。アイドルのステージでは潜在能力を発動すると異次元または異空間の状態を作り出す。ステージ終了時は昏倒あるいは喉が枯れる程で済むが無意識でのステージ披露により、本人は何も覚えてないがやがて数回のステージで自覚を持つ様になった。しかし、身体への負担が非常に大きく、最終的にはアイドルの生命線である歌声を失われる危険も伴う、正に諸刃の剣である。諸星ヒカルはその危険性があること知り、姉のほたるがアイドルの道を絶たれた原因でもある。

## データカードダス
『データカードダス アイカツスターズ!』は、データカードダスシリーズの第2作。『妖怪ウォッチ ともだちウキウキペディア』に続く縦型の最新筐体機『データカードダスT』として2016年5月19日より2018年3月まで稼働された。縦画面の下にタッチパネルを搭載し、これまでの3つのボタンとタッチパネルでの操作が可能となる。カードもオンデマンドでプリントアウトされるものに変更。また、『プリパラ』のように通常の2倍サイズのカードの排出も可能。

### 遊び方
モード選択などの操作はほぼタッチパネルで、カードスキャンは今までのバーコードに代わり、二次元(QR)コードをスキャナー部分にかざして行う（カード裏の星印を上にしてスキャン）。マイキャラの作成、及びミニゲームが存在する「スペシャルアピール」については詳細を後述。
- 100円を投入し遊ぶモード選択。学生証（IDカード）を持っている時はスキャンする。[11]未所持の場合は100円を投入して『学生証をつくる』[12]か『つかわないであそぶ』(ゲストプレイ)かを選択する。学生証は初回プレイ終了後に払い出される。なお学生証は前作のICカードとは異なり使用回数に制限はない。
- 学生証で初回プレイ時はマイキャラを作成する。
- 『カードだけ買う』『カードを買ってから遊ぶ』モードではアイカツ！カード購入画面に移行。タッチパネルに表示された候補の中からドレスをタッチしカード化する。
- モード、ステージ、プレイするアイドルを選択後、オーディションで使うカードをスキャンする。前作のアイカツ!カードも使えるが制限あり[注 35]。5弾S4決定戦まではレンタルドレスが1つ出現、オーディションで使用しなくてもカード化できた。また前作にあった特定のノーマルカードの組み合わせで発生するグッドコーデ及びスペシャルゴッドコーデは今作では廃止されている。
- ユニットオーディション選択時は、使用キャラクターのカードスキャンの後、一緒にプレイするユニットメンバーを選択する[注 36]。メンバーはゲーム内で登場するアイドルと、登録済みの『フレンド』（後述）から選択できる。複数プレイで同じアイドルを選択しフレンドメーターを上げると、おそろいのドレスでオーディション可能になる[13]。星のツバサ2弾以降は、ゲーム中のキャラクターやメーターがMAXのフレンドに関しても任意でカードスキャンできるようになった。ただし、アクセサリーカードのスキャンは不可。
- オーディションは前作と同じリズムゲーム形式。リズムマークがサークル枠に合ったとき、3つの色に対応したボタンを押す。横に伸びているものは対応したボタンの長押しになる。
- リズムゲーム途中トップス、ボトムス、シューズに対応したアピールチャンスが発生。
- 3回目のアピール後のルーレット確定時点でメーターがMAXであれば、フィーバーアピールが挿入される。
- オーディション終了後、ゲーム中獲得したアピールポイントを元に合格か不合格かを判定。[注 37]
- 学生証を使用時は合格判定後にステータス画面が表示され、経験値やファンを獲得できる。
- オーディション後にランダムでスカウトイベントが発生する。
- 最後にドレスメイクまたはカードメイク(後述)でドレスをカード化して終了。
- 星のツバサシリーズ以降はカード作成後プレイ結果にかかわらずランダムでアンコールが発生。追加で100円を投入するとプレイの一部分のリプレイを見ることが出来、レア以上のレアドレスが追加排出される。アンコール中はタッチパネルの「おうえん」をタップすることで画面を盛り上げることができる。ただ、この時にリズムゲームはできない。また、リプレイ映像は赤ボタンで強制終了できる。
- 星のツバサシリーズ以降は学生証でプレイ時、プレイ結果にかかわらずランダムでゲーム終了時にマイキャラのアップからレアドレスゲットの告知が出ることがあり、1度この画面が出ると次回のプレイでカードスキャンの前に「ドレスプレゼント」としてレア以上のドレスが出現し、スターチャンス後のカード化できるドレスに並べて表示される。ドレスプレゼントで入手したカードもカードメイク及びアピールポイントアップの対象となる。
- 星のツバサ4弾以降のシリーズではタッチパネル画面にぷちキャラが追加された。カードメイクのドレス選択画面では右下のぷちキャラにタッチする度に別のキャラに変化し、一言喋るようになっている。
- 限定カードキャンペーンが実施されている店舗では、ゲーム終了時に「プレゼントルーレット」に移行し、星マークがすべて揃い当選すると引き換えカードが1枚有料で購入できる。1プレイ中にカードを購入した分、ルーレットの回数も増える。限定カードへの交換は、引き換えカードを排出した店舗でのみ有効。

マイキャラの作成
『学生証をつくる』を選択し、新規発行したときは「マイキャラ」作成モードに移行する。学生証に印刷されるマイキャラネームは前作「アイカツ！」で使える文字種に加え、新たにカタカナや一部の記号も使えるようになった。
初回「オーディション」による組分け
5弾S4決定戦までは学生証作成後のオーディション終了時、選んだステージのジャンルによりS4が所属する「組」に配属されていた。「組」は『花の歌組』(うた)『鳥の劇組』(えんぎ)『風の舞組』(リズム)『月の美組』(センス)の4種類。
マイキャラが所属する組により、各ステージで得られる経験値ボーナスが変化する。スカウト(後述)による移籍も可能。
なお星のツバサ1弾からはパラメータ(レベル)の名称が変更となり、初回プレイ時の組分けシステムも廃止された。
スペシャルアピール
リズムゲームの間に発生する演出とミニゲーム。成功するとアピールポイントが増える。使用したドレスやモードによってタッチパネルを使うアピールチャンス(ミニゲーム)とスペシャルアピールが変化する。
タイプやブランドなど条件を揃えると、「スターアピール」となり専用の演出が発生する。
前作にあったアピールレベルは本作では廃止されており、各部位ごとに使用したコーデに対応したアピールが出るようになった。
ノーマルドレス
黄色い星を上に飛ばす。画面上に表示された青い星に多く当たるほどアピールポイントが増える。
ブランドドレス
タッチパネルに表示されたマークの中から3または4個の黄色のマークを制限時間内にタッチする。早くタッチできるとアピールポイントが増えるが、違う色のマークをタッチしてしまうと黄色いマークの縦の位置が移動する。
ふたりで対戦のスペシャルアピール
ふたりで対戦時はアピールチャンスで前作『アイカツ!』風のボタン連続早押し操作で競う。制限時間内で成功した入力数の多いプレイヤーのスペシャルアピールが発動する。両者同数だった場合には引き分けとなりアピールが同時に発動する演出になるが両者アピールポイントは追加されない。
フィーバーアピール
アピールポイントをためてゲージをMAXにすると発生するアピール。オーディションステージの種類によりフィーバータイム（ミニゲーム）の操作が変化。
ライブはサイリウムを振る(左右にこする)アクション、ドラマは紙吹雪を飛ばす(上にこする)アクション、ダンスはレコードをこする(上下にこする)アクション、ファッションショーはカメラ撮影アクション(連続タップ)。またフィーバーアピールが発生した場合、一人プレイ時は合格が確定する。
グレードチェンジ
星のツバサシリーズから追加。スキャンしたドレスのいずれかまたはすべてのドレスのレアリティがアップする。3回目のアピール直後のルーレットでグレードアップマークが出ると、タッチパネルでカードをこするアクションが発生する。1度チェンジしたドレスはボーナスでアピールポイントが加算され、スターチャンス後のカード化できるドレスに並べて表示される。また、グレードチェンジ発生時はゲージが自動的にMAXになるので一人プレイ時は合格が確定する。
レアへのグレードチェンジ
ノーマル（一例「N ○-○○-①-a」「N S○-○○」）・キャンペーンレア（一例「CP ○-○○-①-★」「CP S○-○○」）・プロモーションカード（一例「P ○-○○-④-a」）
プレミアムレアまたはスタープレミアムレアへのグレードチェンジ
レア（一例「R ○-○○-①-★」「R S○-○○」） 
スタープレミアムチェンジ
スタープレミアムコーデかつスタープレミアムの証を持っている時、ゲーム開始前にタッチパネルでカードをこするアクションが発生し、「スターフィーバー」で星のツバサがついた状態で開始される。星のツバサチャレンジではスタープレミアムコーデかつゲージがMAXの時、3回目のアピール直後に発生する。星のツバサ1弾のみ、ボーナスでアピールポイントが加算される。
スカウト
オーディション終了後「組」や「ブランドアイドル」に対応したアイドルからスカウトされる会話イベントが発生する事がある。相手のスカウトに了承することで「組」や「ブランドアイドル」の認定や移籍を行うことができる。また初めてブランドアイドルとして認められた場合はそのブランドの『バッジ』（後述）を入手できる。

### モード（プレイモード）
ひとりであそぶ
リズムゲームであそぶ
リズムゲーム（オーディション）で遊ぶ通常のプレイモード。
フリーオーディション
4つのジャンルに分かれたステージを選択し、オーディションに合格していくモード。学生証を持っていると、さらに上の難易度をプレイできる。初期シリーズは組生にちなんで『うた』『えんぎ』『リズム』『センス』の4つから成るが、星のツバサシリーズからはタイプ別になった。
今週のアイカツスターズ!
アニメで実際に登場したステージで遊べる。5弾S4決定戦まで実装。
スペシャルイベント
期間限定ステージやドレスがもらえるイベントで遊べるモード。開催中のイベントはデモ画面の左上に表示される。
はじめてのアイカツスターズ!
虹野ゆめがゲームの遊び方を教えてくれる初心者向けモード。他のモードとは異なり、カードスキャンの前にキュートのレアドレスが必ず1つ出現する。
カードを買ってからあそぶ
星のツバサ1弾より実装された、リズムゲームをプレイする前にカードを買うモード。100円を追加投入後、画面に表示された3つのドレス候補から選択する。100円を続けて投入することで最大4枚までカードの購入ができる。また4枚目はレア以上のカードが必ず候補に登場。1枚につきアピールポイント80ずつ、合計で320のアピールポイントが追加される。
ふたりであそぶ
ふたりで対戦!
2弾シーズンサマーより実装。2人でアピールポイントを競う対戦モード。このモードでは勝者側が合格、敗者側が不合格の扱いになる。プレイには200円必要だが、アイカツ！カードが一人に1枚ずつ払い出される。
ふたりで協力!
3弾シーズンオータムで実装。2人で協力して合格を目指すモード。プレイには200円必要だが、アイカツ！カードが一人に1枚ずつ払い出される。
通常とボタン操作が異なり、プレイヤー1が緑ボタン、プレイヤー2が黄色ボタンを使用し、赤ボタンは二人で同時押しに使用する。
アイカツ!オンエアバトル
2弾シーズンサマーより5弾S4決定戦まで実装。「ふたりで対戦」と同じステージ構成で他の地域のプレイヤーとの疑似対戦が可能。アピール後のルーレットは専用アイテムが登場し、フィーバータイムは勝者側のみが行える。オンエアポイントを100p貯めるとYouTubeへの動画アップロードができるようになる（2回目以降は最新動画のみ）。
カードだけ買う
リズムゲームを遊ばずにアイカツ！カードを購入するモード。100円を続けて投入することで最大9枚まで購入可能。さらに5枚目と9枚目は必ずレア以上のドレスが出現する。学生証でプレイした場合に限り、購入枚数に応じたファンを獲得する。
ニンテンドー3DSミュージックチケットを買う
2016年7月20日より3弾まで実装されたモード。3DS無料ダウンロードソフト『ファーストアピール』でステージを増やせるプロマイドカード大のカードを購入できる。
「カードだけ買う」を選択し、追加200円（計300円）を入れ曲を選択するとチケットとアイカツカードが排出。チケットにあるダウンロード番号をゲーム内で入力することでステージを増やすことができる。
現在はデータカードダスでの払い出しが終了しており、パッケージ版『Myスペシャルアピール』への移行、およびニンテンドーeショップ経由で同じ曲を購入できるとアナウンスされている。

### モード（オーディション後のカード化）
この項では主にオーディション終了後に選択できるアイカツ！カード作成モードについて記述する。
1プレイで複数枚カード化する場合は、時間内に購入したい項目を続けて選択し、100円を追加投入する。
2人協力プレイでは2人のプレイキャラが並んだ構図となり、1Pと2Pの順で1枚ずつ排出されるため、連続購入はできない。また、大会モード、アンコール時のカード払い出しなど、スキップされる場合もある。
スターチャンス
星のツバサ1弾より実装されたドレス入手モード。オーディション終了後に移行する。
タッチパネルで星を弾いて飛ばすと、選ばれたドレスが2-3枚表示される。飛ばした星がスターに当たるタイミングで色が変化することがあり、銀に変化した時はレアドレスが、金に変化した時はプレミアムレアやスタープレミアムレアドレスが出現する。このほか前記のグレードチェンジやドレスプレゼントなどにより、カード化できるドレスが増えることがある。
カードメイク／ブロマイドメイク
入手したドレスをカスタマイズしてカード化するモード。カードメイクは星のツバサ1弾より実装された。
スターチャンスやオーディションゲームなどで入手したドレスを選択後、アイドル→アイドルのポーズ→背景→フレーム＆デコパーツの順で選択すると印刷される。またレア以上のドレスは特殊なフレームが設定できる。
マイキャラの名前と日時がデコパーツになってカードメイクで任意で付ける仕様になったため、学生証を使用しても「無記名」カードが作れるようになっている。
ブロマイドメイクでは追加で100円を投入後、オーディションゲームでプレイしたステージ部分の撮影を最大で3回行い、オートショットを含めた4つの写真から選択し作成する。写真サイズは「おおきく」「ふつう」「ひろく」の3つがある。
デコパーツはゲーム中に入手できるデコのほか、ブロマイドメイク用のデコやシーズンに応じたデコも多数ある。
ゲーム中に入手できることがある「アピールポイントアップアイテム」は、1つのドレスつき1個消費され、カード作成時に王冠が付いてアピールポイントが100加算される。ただし、初期シリーズ（5弾S4決定戦まで）のドレスや星のツバサシリーズのプレミアムレア以上のドレスは対象外となる。
ゲームで入手したカードメイク素材はそのプレイのみ有効で、次のプレイに持ち越しは出来ない。また、アンコールやプレゼントボックスなどを経由してのカードメイクは不可でアピールポイントアップも付かない。
星のツバサ4弾以降ではマシン側が自動的にカスタマイズしてカード化する「おまかせカードメイク」が追加された。
ドレスメイク
5弾S4決定戦まで導入されていた、オーディションゲームで入手したグリッターでドレスをカスタマイズしてカード化するモード。グリッターをタッチパネルで操作する。学生証を使用した場合「マイキャラネームと日付」が入り「記名カード」となる。
入手したドレスグリッターはオーディションゲーム中のタッチパネル画面や、結果発表で種類別に表示される。グリッターは全てそのプレイのみ有効で、次のプレイに持ち越しは出来ない。
「グレードアップグリッター」を使うとドレスのレアリティを上げることができる。グレードアップ対象のドレスは、カード右下に「G」と表記される。グレードアップグリッターが配置されたドレスには「グレードアップチャンス」と表記され、ドレスメイクとグレードアップのいずれか1つを行うことになる。グレードアップできるドレスは、弾数やコーデの種類により異なる。カードスキャンの前に現れるレンタルドレスも、オーディションで使用しているとドレスメイク並びにグレードアップの対象となる。3弾シーズンオータム以降のシリーズでは「G」の付いていないドレスについても弾数に応じたレアドレスにグレードアップが可能になった。5弾S4決定戦で排出されるキャンペーンレアについては、専用のグレードアップグリッターが使われる。
星のツバサシリーズでのグレードチェンジとカードメイクの実装に伴い、廃止となった。
ドレスメイクの範囲
ノーマル - ドレスの形と色柄、デコパーツを変更可能。
レア - ドレスの色柄のみ変更可能。
キャンペーンレア・プロモーションカード - ドレスの色柄のみ変更可能。また、一部のプロモーションカードはドレスの形と色柄、デコパーツを変更可能。
ドレスメイクできない種類
プレミアムレア（一例「PR ○-○○-★-★」）・アクセサリー（レアリティを問わず）・一部のプロモーションカード・旧アイカツ!カード
レンタルドレスゲット
カードスキャン前に入手したドレスをそのままカード化する。プレイで使用していなくてもカード化は可能。アクセサリーのカード化もここで行える。星のツバサシリーズでのスターチャンスの実装に伴い、5弾S4決定戦で廃止。

### モード（プロフィール画面）
この項目では学生証を読み込んだ直後のプロフィール画面で選べるモードを説明する。
ブランド
星のツバサ以降のシリーズで実装。マイキャラが所属しているブランドのレベルやブランドバッジの閲覧ができる。
バッジ
星のツバサ以降のシリーズで実装。マイキャラが所持しているバッジの効果や目標の確認などができる。種類によりバッジのレベルアップも可能。
二次元コードスキャン
マイキャラメイクやアイテムの二次元コードをスキャンする時に行う。
マイキャラメイク
雑誌などで入手できるマイキャラパーツがある場合、チケットに記載されたパーツを入手し、マイキャラのイメージチェンジ（以下、イメチェン）ができる。また、筐体で入手できるマイキャラパーツがある場合、次のプレイでは二次元コードスキャンの有無を問わず、イメチェン画面に移る。
アイテム
雑誌などで配布されているドレスやアイテムがある場合、記載されたアイテムが1プレイごとに自動的にプレゼントボックス（後述）に記録される。
スペシャルステージカード
3弾シーズンオータムより実装。スペシャルイベント限定で配信されたステージでプレイできる。
ICカード引き継ぎ
アイカツ!ICカードから学生証へ引き継ぐ時に行う。ICカードの裏に書かれているシリアルナンバーと登録していた誕生日を入力することで引き継ぎ（四ツ星学園への転入）が完了し、マイキャラパーツや限定デコを入手できる。

### モード（デモ画面）
100円投入前のデモ画面でタッチパネルを操作することで選べるモード。いずれも学生証を使用して行う。
マイデータをかくにん
マイキャラの簡易データの閲覧ができる。
プレゼントボックスかくにん
プレゼントボックスに記録されたアイテムの閲覧およびカード化ができる。一度記録されたアイテムは、タッチパネルで選択し、表示された枚数分投入すると入手できる。なお、プレゼントボックスに記録されるアイテムの上限は30個までで、それを超えると1番古いものから順に無くなるため、カード化する場合は受け取り期限の近いアイテムや1番古いアイテムから選ぶのが良い。上画面にはアイテムの詳細と受け取り期限が記載されている。
5弾S4決定戦まではマイキャラネームと日付がはいった「記名」カードに、星のツバサシリーズからは「無記名カード」になる。
グリーディングスナップなど、一部のアイテムはカード化の際にキャラクターの選択が可能。星のツバサ4弾以降はドレスについてもキャラクターの選択が可能になった。

### 星のツバサチャレンジ
- 星のツバサシリーズで追加されたスペシャルイベント。
- カード左下のスタープレミアムの証の付くブランドコーデを使用し、オーディションゲームで合格ラインを超えると、そのブランドのスタープレミアムの証を獲得できる。
- 各ステージごとにスタープレミアムコーデが設定されており、それ以外のドレス使用した場合は合格してもスタープレミアムの証を獲得できない。星のツバサ5弾からは仕様が変わり、どのドレスを使用しても合格すると各ブランドのスタープレミアムの証を獲得できる。
- 星のツバサ5弾より追加された「太陽のツバサチャレンジ」ならびに星のツバサ6弾より追加された「月のツバサチャレンジ」は、9つ全てのスタープレミアムの証を持っていると参加可能。指定されたブランドコーデを使用し、合格するとブランド別に応じた太陽のスタープレミアムドレス一式が、月のツバサチャレンジでは月のスタープレミアムドレス一式がプレゼントボックスに送られる。
- 一度クリアし、スタープレミアムの証を手にしたステージは再度選択ができない。

### フレンド
- 2弾シーズンサマーより実装。プレイで使用するマイキャラとは別のマイキャラが記録されたアイカツ!カードを使用すると、そのキャラを『フレンド』として登録できる。登録は筐体のみで、ウェブサイト上の『マイページ』からの登録はできない。
- フレンドには「フレンドメーター」があり、オーディションでユニットメンバーとして選択される度にメーターがアップしていく。メーターがMAXになると、フレンドがステージに応じたドレスやレア以上のドレスを着て登場する。また、ユニットメンバーの選択時、ボーナスでアピールポイントがアップする。前記のとおり、星のツバサ2弾以降はメーターがMAXのフレンドに限り、カードスキャンを任意で行えるようになる。
- ユニットメンバーは、3弾シーズンオータムより5弾S4決定戦までは5名、星のツバサ以降のシリーズでは12名ランダムで登場するため、優先して登場させるにはマイページから「フレンド」を選択し、登録したフレンドをお気に入りに追加する必要がある。追加したフレンドには「ロックマーク」が添付される。
- お気に入りに追加できるフレンドは当初2名だったが、星のツバサシリーズからは12名に拡張された。

### コーデコレクション
- 星のツバサ以降のシリーズで実装。星のツバサ3弾までは画面中に表示された弾別コーデのドレスを使用することで自動的に登録される。コーデが揃うとそのコーデのアクセサリーカードがプレゼントボックスに送られ、全て揃えるとそのブランドのミューズに認められる。
- 星のツバサ4弾からは仕様が変わり、ブランドドレスを使用する度にボード内にブランド名のカードが貯まっていき、プレゼントマスに到達すると各弾別コーデのアクセサリーカードがプレゼントボックスに送られ、ゴールに到達するとそのブランドのミューズに認められる。ブランドドレスは同じカードを複数回使用しても1プレイごとにカウントされる。
- コーデコレクションで獲得できるアクセサリーカードは、全てスタープレミアムが実装されたバージョンに登場したブランドコーデのもので、ベリーパルフェについては例外で星のツバサ1弾に登場したコーデが使われている。
- 初めてミューズに認められた場合はそのブランドに応じたバッジが入手できる。

### プレイアブルキャラクター
- マイキャラ（学生証使用時のみ）
- 虹野ゆめ（1弾 - ）
- 桜庭ローラ（1弾 - ）
- 七倉小春（1弾 - 3弾、星のツバサ1弾 - ）
- 早乙女あこ（1弾 - ）
- 香澄真昼（2弾 - ）
- 白鳥ひめ（2弾 劇場版スペシャルステージ、4弾 - 5弾、星のツバサ2弾 - ）
- 如月ツバサ（2弾 劇場版スペシャルステージ、4弾 - 5弾、星のツバサ2弾 - ）
- 二階堂ゆず（2弾 劇場版スペシャルステージ、4弾 - ）
- 香澄夜空（2弾 劇場版スペシャルステージ、4弾 - 5弾、星のツバサ2弾 - ）
- 白銀リリィ（3弾 - ）
- 星宮いちご（2弾 劇場版スペシャルステージ、星のツバサ2弾 - ）
- 大空あかり（2弾 劇場版スペシャルステージ、星のツバサ3弾 - ）
- 花園きらら（星のツバサ1弾 - ）[注 45]
- エルザ フォルテ（星のツバサ2弾 - ）[注 46]
- 霧矢あおい（星のツバサ2弾 - ）[注 46]
- 紫吹蘭（星のツバサ2弾 - ）[注 46]
- 藤堂ユリカ（星のツバサ3弾 - ）[注 47]
- 神崎美月（星のツバサ3弾 - ）[注 47]
- 双葉アリア（星のツバサ4弾 - ）
- 騎咲レイ（星のツバサ4弾 - ）
- 芦田有莉（星のツバサ4弾 - ）

### 使用楽曲
スペシャルイベントで配信された一部の楽曲やステージは、終了後もフリーオーディションでプレイできる。
稼働終了時点での『星のツバサ』シリーズに従いタイプ別に記載する。上記の通り5弾まではオーディション別（「ライブ」「ドラマ」「ダンス」「ファッションショー」）で分類されていたが、そちらは実装されたバージョンに併記する。
キュート
「スタートライン！」（1弾 ライブ -）
作詞 - 唐沢美帆 / 作曲 - 蔦谷好位置 / 編曲 - 田中隼人（agehasprings） / 歌 - るか from AIKATSU☆STARS!
「アイカツ☆ステップ！」（1弾 ライブ -）
作詞 - 唐沢美帆 / 作曲・編曲 - connie / 歌 - せな・りえ from AIKATSU☆STARS!
「みつばちのキス」（1弾 先取り!サマーフラワー - 2弾 サマーフラワー、2弾ダンス -）
作詞 - 辻純更 / 作曲・編曲 - connie / 歌 - せな・りえ from AIKATSU☆STARS!
「トキメキララン☆」（2弾 ドラマ -）
作詞 - yura / 作曲・編曲 - 藤末樹 / 歌 - せな・みき from AIKATSU☆STARS!
曲内ドラマタイトル「リトルフェアリー物語」
「アイドル活動！」（2弾 劇場版スペシャルステージ、星のツバサ 2弾 ライブ）
作詞 - uRy / 作曲・編曲 - 田中秀和 (MONACA) / 歌 - STAR☆ANIS 、AIKATSU☆STARS!
オーディションゲームやデザインは現行にあわせる形でリニューアルされており、曲も2分5秒に再編集された。
「POPCORN DREAMING♪」（2弾 劇場版スペシャルステージ、3弾 ライブ -）
作詞 - 唐沢美帆 / 作曲 - 加賀山長志 / 編曲 - 釣俊輔（agehasprings） / 歌 - せな・りえ from AIKATSU☆STARS!
タイプは正確には「キュート」と「クール」の両方に属している。
「So Beautiful Story」（3弾 ファッションショー -）
作詞 - こだまさおり / 作曲・編曲 - 広川恵一（MONACA） / 歌 - るか・せな from AIKATSU☆STARS!
「スタージェット！」（4弾 ダンス -）
作詞 - 唐沢美帆 / 作曲 - 長橋健一 / 編曲 - 南田健吾（onetrap） / 歌 - せな・りえ・みき・かな from AIKATSU☆STARS!
「STARDOM!」（星のツバサ1弾 ライブ - ）
作詞 - 唐沢美帆 / 作曲 - 蔦谷好位置 / 編曲 - 田中隼人（agehasprings） / 歌 - せな・りえ・みき・かな from AIKATSU☆STARS!
「ハッピー☆パンチ」（星のツバサ2弾 フルーツパーティー、星のツバサ 3弾 ダンス - ）
作詞 - tzk / 作曲 - 石松領平 / 編曲 - 山崎佳祐（onetrap） / 歌 - せな from AIKATSU☆STARS!／りさ
「Message of a Rainbow」（星のツバサ 3弾 ファッションショー -）
作詞 - 松原さらり / 作曲 - HALIFANIE / 編曲 - 南田健吾（onetrap） / 歌 - せな from AIKATSU☆STARS!
「STARDOM! （歴代S4 ダンス ver.）」（星のツバサ3弾 ダンス ）
作詞 - 唐沢美帆 / 作曲 - 蔦谷好位置 / 編曲 - 田中隼人（agehasprings） / 歌 - せな・りえ・みき・かな from AIKATSU☆STARS!
このバージョンでは7人までのユニットの結成が可能。
「森のひかりのピルエット」（星のツバサ 4弾 ライブ -）
作詞 - 辻純更 / 作曲・編曲 - 高橋邦幸（MONACA） / 歌 - せな・るか from AIKATSU☆STARS!
「SHINING LINE*」（星のツバサ 4弾 ライブ -）
作詞 - こだまさおり / 作曲・編曲 - 石濱翔（MONACA） / 歌 - わか・ふうり・ゆな from STAR☆ANIS
「MUSIC of DREAM!!!」（星のツバサ 5弾 ライブ -）
作詞 - 唐沢美帆 / 作曲 - 南田健吾、蔦谷好位置/ 編曲 - 成瀬裕介（onetrap） / 歌 - せな・りえ・みき・かな from AIKATSU☆STARS!
クール
「Miracle Force Magic」（1弾 ドラマ -）
作詞 - yumeiroecho / 作曲 - 秋田博之 / 編曲 - 南田健吾（onetrap） / 歌 - ななせ from AIKATSU☆STARS!
曲内ドラマタイトル「ROCK ROCK GIRLS!」
「episode Solo」（1弾 ファッションショー -）
作詞 - 只野菜摘 / 作曲・編曲 - 石濱翔（MONACA） / 歌 - るか・ななせ・かな・みほ from AIKATSU☆STARS!
「Dancing Days」（2弾 ダンス -）
作詞 - 美音子 / 作曲・編曲 - 南田健吾（onetrap） / 歌 - ななせ from AIKATSU☆STARS!
「episode Solo（S4 ライブVer.）」（2弾 劇場版スペシャルステージ 、5弾 今週のアイカツスターズ! 第50話、星のツバサ3弾 ライブ）
作詞 - 只野菜摘 / 作曲・編曲 - 石濱翔（MONACA） / 歌 - るか・ななせ・かな・みほ from AIKATSU☆STARS!
「1,2,Sing for You!」（3弾 ライブ -）
作詞 - 空谷泉身 / 作曲 - 秋浦智裕 / 編曲 - 南田健吾（onetrap） / 歌 - せな・りえ・みき・かな from AIKATSU☆STARS!
「Dreaming bird」（3弾 ファッションショー -）
作詞 - ヒカリツカサ / 作曲・編曲 - 南田健吾（onetrap） / 歌 - ななせ from AIKATSU☆STARS!
「キミをロックオン」（4弾 ドラマ -）
作詞 - 林美歩 / 作曲 - GENMAI / 編曲 - Integral Clover（agehasprings） / 歌 - ななせ・りえ from AIKATSU☆STARS!
曲内ドラマタイトル「アイカツ！刑事 〜プリンセスダイヤ事件〜」
「荒野の奇跡」（星のツバサ 1弾 ライブ -）
作詞 - tzk / 作曲・編曲 - 南田健吾（onetrap） / 歌 - ななせ from AIKATSU☆STARS!
「Miracle Force Magic 〜ローラ Ver〜.」（星のツバサ2弾 ライブ -）
作詞 - yumeiroecho / 作曲 - 秋田博之 / 編曲 - 南田健吾（onetrap） / 歌 - りえ from AIKATSU☆STARS!
「裸足のルネサンス」（星のツバサ 4弾 ファッションショー -）
作詞 - 只野菜摘 / 作曲 - 阿部隆大 / 編曲 - 野崎心平、大迫杏子、阿部隆大 / 歌 - りえ from AIKATSU☆STARS!
セクシー
「未来トランジット」（1弾 ファッションショー -）
作詞 - 只野菜摘 / 作曲・編曲 - 永谷たかお / 歌 - みほ from AIKATSU☆STARS!
「Summer Tears Diary」（2弾 ライブ -）
作詞 - こだまさおり / 作曲・編曲 - ミト / 歌 - みほ from AIKATSU☆STARS!
「ドリームステージ☆」（3弾 ドラマ -）
作詞 - YADAKO / 作曲・編曲 - YUKI FUNAKOSHI / 歌 - ななせ・みほ・かな from AIKATSU☆STARS!
曲内ドラマタイトル「ブロードウェイドリーム」
「TSU・BO・MI 〜鮮やかな未来へ〜」（4弾 ファッションショー -）
作詞 - YADAKO / 作曲 - YUKI FUNAKOSHI / 編曲 - C-Show,YUKI FUNAKOSHI / 歌 - みほ・かな from AIKATSU☆STARS!
「We Wish You a Merry Christmas AIKATSU☆STARS!Ver.」（4弾 クリスマス2016）
作詞 - こだまさおり / 作曲・編曲 - 岡部啓一（MONACA） / 歌 - せな・りえ・みき・かな from AIKATSU☆STARS!
「Forever Dream」（星のツバサ 2弾 ライブ -）
作詞 - 神田怜鴎 / 作曲 - 内藤英雅 / 編曲 - 伊勢佳史（onetrap） / 歌 - りさ
「MAKEOVER♡MAKEUP」（星のツバサ 2弾 ファッションショー　-）
作詞 - こだまさおり / 作曲 - YUKI FUNAKOSHI / 編曲 - C-Show,YUKI FUNAKOSHI / 歌 - かな・みほ from AIKATSU☆STARS!
「The only sun light」（星のツバサ 5弾 ライブ -）
作詞 - 松原さらり / 作曲 - 長橋健一 / 編曲 - Integral Clover（agehasprings） / 歌 - りさ
「We Wish You a Merry Christmas AIKATSU☆STARS!Ver.2017」（星のツバサ5弾 サンタドレスキャンペーン）
作詞 - こだまさおり / 作曲・編曲 - 岡部啓一（MONACA） / 歌 - せな・りえ・みき・かな・ななせ from AIKATSU☆STARS!
ポップ
「ハートがスキ♡ップ」（1弾 ダンス -）
作詞 - 辻純更 / 作曲・編曲 - 岡部啓一（MONACA） / 歌 - かな from AIKATSU☆STARS!
「8月のマリーナ」（2弾 ファッションショー -）
作詞 - 只野菜摘 / 作曲 - 石濱翔（MONACA） / 編曲 - 田中秀和 (MONACA) / 歌 - かな from AIKATSU☆STARS!
「One Step」（3弾 ダンス -）
作詞 - Amon Hayashi / 作曲・編曲 - Mitsu J. / 歌 - かな・せな・みき from AIKATSU☆STARS!
「Halloween Night Magic」（3弾 ハロウィンナイト、星のツバサ 4弾 ハロウィンナイト2017）
作詞 - 神田怜鴎 / 作曲 - 長橋健一 / 編曲 - Integral Clover（agehasprings） / 歌 - みき・ななせ from AIKATSU☆STARS!
曲内ドラマタイトル「ハロウィン・マジック」
「アニマルカーニバル」（4弾 ライブ -）
作詞 - 秋浦智裕 / 作曲 - 中野領太 / 編曲 - 成瀬裕介（onetrap） / 歌 - かな・みき from AIKATSU☆STARS!
「Bon Bon Voyage!」（星のツバサ1弾 ヴィーナスアークスクールドレスキャンペーン、星のツバサ 2弾 ダンス -）
作詞 - 辻純更 / 作曲・編曲 - 石濱翔（MONACA） / 歌 - りさ／みほ from AIKATSU☆STARS!
「おねがいメリー」（星のツバサ 1弾 ファッションショー　-）
作詞 - 林奈津美 / 作曲 - 秋浦智裕 / 編曲 - 成瀬裕介（onetrap） / 歌 - みほ from AIKATSU☆STARS!
「ネバギバ☆」（星のツバサ 3弾 ダンス -）
作詞 - 美音子 / 作曲 - カイザー恵理菜 / 編曲 - 山崎佳祐（onetrap） / 歌 - かな from AIKATSU☆STARS!
「ダイヤモンドハッピー」（星のツバサ 3弾 ライブ -）
作詞 - 畑亜貴 / 作曲・編曲 - 石濱翔（MONACA） / 歌 - わか・ふうり・すなお from STAR☆ANIS

### リリース
2016年
- 2月27日-6月30日 マイページで入学☆キャンペーン
- 4月27日 一部店舗で『1弾 シーズンスプリング』先行稼働
- 4月27日/4月29日 四ツ星学園100万人入学キャンペーン 先行稼働記念★店頭配布キャンペーン
- 5月19日 『1弾 シーズンスプリング』稼働
- 5月19日-5月21日 四ツ星学園100万人入学キャンペーン 1弾シーズンスプリング稼働記念★店頭配布キャンペーン
- 7月7日 『2弾 シーズンサマー』稼働
- 7月9日- Let's go!アイカツ!アイランドキャンペーン
- 9月15日 『3弾 シーズンオータム』稼働
- 9月15日-10月16日 まだ間に合う！秋入学キャンペーン
- 9月15日 ハロウィンゴールドレアカードキャンペーン
- 11月24日 『4弾 シーズンウィンター』稼働
- 11月24日 ウィンタースタートダッシュプレゼントキャンペーン
- 12月26日 『4弾 シーズンウィンター NEW YEAR SP』稼働
- 12月26日 お正月アクセサリーカードGETキャンペーン（店舗限定）

2017年
- 2月2日 『5弾 S4決定戦』稼働
- 2月2日 バレンタインチョコレートカードGETキャンペーン（店舗限定）
- 4月3日 『星のツバサ 1弾』稼働
- 4月3日 入学応援キャンペーン
- 4月28日 GWスタープレミアムドレスGETキャンペーン
- 6月8日 『星のツバサ 2弾』稼働
- 6月10-25日 ヴィーナスアーク来航記念パーフェクトクイーンレアドレスGETキャンペーン（店舗限定）
- 6月10日 ヴィーナスアーク来航記念プレミアム学生証キャンペーン（店舗限定）
- 8月3日 『星のツバサ 3弾』稼働
- 8月3日 プレミアム学生証キャンペーン（店舗限定）
- 8月24日-9月18日 ソレイユ ユニットドレスGETキャンペーン（店舗限定）
- 10月5日 『星のツバサ 4弾』稼働
- 10月5日-10月22日 ゆめちゃんのスタープレミアムドレスGETキャンペーン（店舗限定）
- 12月7日 『星のツバサ 5弾』稼働
- 12月7日-12月17日 エルザ様の太陽のドレスGETキャンペーン（店舗限定）
- 12月26日-2018年1月14日 ニューイヤードレスGETキャンペーン

2018年
- 1月6日-1月21日 ゆめちゃんの太陽のドレスGETキャンペーン（店舗限定）
- 2月2日 『星のツバサ 6弾』稼働
- 2月2日- リリィちゃんの太陽のドレス店舗配布キャンペーン（店舗限定）

### スペシャルイベント
2016年開催
- 5月19日-7月6日 『はじめてのアイカツ!』（初心者向け）
- 5月19日-7月6日 『スプリングアクセコレクション』
- 6月1日-7月6日 『S4チャレンジ 〜ひめ編〜』
- 6月1日-6月30日 『2016年春フェス』
- 6月16日-7月6日 『先取り!サマーフラワーキャンペーン!』
- 7月7日-9月14日 『サマーアクセコレクション』
- 7月7日- 『S4チャレンジ 〜夜空編〜』
- 7月7日-9月14日 『ユニットチャレンジ』（2人ユニットのみ）
- 7月7日-7月31日 『サマーフラワーキャンペーン』（先取りから継続）
- 7月7日-9月14日 『PICK UP!シーズンスプリング』（1弾再録）
- 7月7日-9月14日 『まひるにちょうせん』（オフィシャルショップ限定）
- 7月14日-8月31日 『映画公開記念!マイキャラパーツプレゼントキャンペーン』
- 8月4日-9月14日 『劇場版アイカツスターズ!スペシャルステージ』
- 8月11日-9月7日 『2016年夏フェス』
- 9月15日-10月31日 『ハロウィンナイトキャンペーン』
- 9月15日-11月23日 『オータムアクセコレクション』
- 9月15日-11月23日 『PICK UP!シーズンサマー』（2弾再録）
- 9月15日-11月23日 『リリィにちょうせん』（オフィシャルショップ限定）
- 9月24日-11月20日 『ローラにちょうせん!』（大会開催店舗限定）
- 10月20日-11月23日 『S4チャレンジ 〜ゆず編〜』
- 10月20日-11月17日 『2016年秋フェス』
- 11月4日-11月23日 『いってらっしゃいこはるちゃん!アイカツ!パーティ』
- 11月24日-12月25日 『アイカツ!クリスマスキャンペーン2016』
- 11月24日-2017年2月1日 『ウィンターアクセコレクション』
- 11月24日-2017年2月1日 『S4チャレンジ 〜ツバサ編〜』
- 11月24日-2017年2月1日 『ゆりちゃんのドレスメイク講座』（初心者向け）
- 11月24日-2017年2月1日 『PICK UP!シーズンオータム』（3弾再録）
- 11月24日-2017年2月1日 『リリィにちょうせん2』（オフィシャルショップ限定）
- 12月1日-12月25日 『アイカツ!クリスマスチャレンジ』（グリーティングスナップ）
- 12月22日-2017年1月25日 『2016年冬フェス』
- 12月26日-2017年2月1日 『ゴシックヴィクトリアデビューキャンペーン』
- 12月26日-2017年1月15日 『ニューイヤーお年玉キャンペーン☆』
- 12月26日-2017年1月15日 『ニューイヤーお年玉キャンペーン2☆』
- 12月26日-2017年1月15日 『アイカツ!お正月チャレンジ』（グリーティングスナップ）

2017年開催
- 2月2日-2月20日 『アイカツ!バレンタインチャレンジ』（グリーティングスナップ）
- 2月2日-5弾期間中 『あこにちょうせん!』（オフィシャルショップ限定）
- 2月2日-5弾期間中 『S4決定戦』（使用キャラはマイキャラ固定）
- 3月1日-3月12日 『アイカツ!ひなまつりチャレンジ』（グリーティングスナップ）
- 4月3日-星のツバサ1弾期間中 『ゆめちゃんのスクールコレクション』
- 4月3日-星のツバサ1弾期間中 『ヴィーナスアークドレスキャンペーン』
- 4月3日-星のツバサ1弾期間中 『NEWアイドルきららちゃんとアイカツ!』
- 4月3日- 『星のツバサチャレンジ（冥王星＆水星のツバサ）』（使用キャラはマイキャラ固定）
- 4月3日-星のツバサ1弾期間中 『きららにちょうせん!』（大会店舗限定）
- 4月3日-星のツバサ1弾期間中 『リリィにちょうせん!』（オフィシャルショップ限定）
- 4月3日-5月31日 『ベリーパルフェデビューイベント』
- 6月8日-7月26日 『エルザのパーフェクトレッスン』
- 6月8日- 『星のツバサチャレンジ（金星＆火星＆海王星のツバサ）』（使用キャラはマイキャラ固定）
- 6月8日-星のツバサシリーズ期間中 『リリィのアクセコレクション』
- 6月8日-星のツバサ2弾期間中 『PICK UP!星のツバサ1弾』
- 6月8日-星のツバサ2弾期間中 『フルーツパーティーキャンペーン』
- 8月3日- 『星のツバサチャレンジ（地球＆土星のツバサ）』（使用キャラはマイキャラ固定）
- 8月3日-星のツバサ3弾期間中 『PICK UP!星のツバサ2弾』
- 8月3日-9月27日 『アイカツスターズ!×アイカツ! コラボフェスティバル』
- 8月3日- 『おかえりなさいこはるちゃん!アイカツ!パーティ』
- 10月5日- 『星のツバサチャレンジ（木星＆天王星のツバサ）』（使用キャラはマイキャラ固定）
- 10月5日-11月30日 『アイカツ!ランキング』
- 10月5日-11月7日 『ハロウィンナイトマジック2017』
- 10月5日-12月6日 『リラックマキャンペーン』
- 12月7日- 『太陽のドレスチャレンジ（ゆめちゃん＆エルザ様）』（使用キャラはマイキャラ固定）
- 12月7日-2018年1月25日 『アイカツ!ランキング決勝トーナメント』
- 12月7日-12月31日 『アイカツ!サンタドレスキャンペーン』
- 12月7日-星のツバサシリーズ期間中 『スペシャルブロマイドコレクション』

2018年開催
- 2月2日- 『アイカツ!オールスター』

## ニンテンドー3DSソフト

### ファーストアピール
『アイカツスターズ! ファーストアピール』は、バンダイナムコエンターテインメントより2016年7月20日配信の基本無料のニンテンドー3DS用ダウンロードゲーム。データカードダス同様のリズムゲームで遊ぶことができ、またオリジナル要素であるマイルームのインテリアの飾りつけや、すれちがい通信によるほかのユーザーのマイルームにも訪問ができる。
『Myスペシャルアピール』の機能限定版で、収録曲は「アイカツ☆ステップ!」1曲のみでアイカツ!マシンで3DSミュージックチケット（1曲300円）を購入すると遊べるステージが追加できる。スクールドレスも初期コーデのみでゲーム中に追加はされずドレスメイクはできない。ゲームでのステータスやマイルームは『Myスペシャルアピール』に引き継ぐことができる。

### Myスペシャルアピール
『アイカツスターズ! Myスペシャルアピール』は、バンダイナムコエンターテインメントより2016年11月24日発売のニンテンドー3DS用ゲーム。10万通りのキャラメイクができる。プロローグ1話、各組6話、各キャラ3話の計55話のストーリーモード、フリーオーディション、ドレスメイク、ミュージックビデオ、マイルームモードを収録。マイルームではオリジナルデザインにカラーメイキングが可能。登場アイドルは10人、遊べる楽曲は11曲、収録ドレスは997種。ゲーム中に入手したドレスはアイカツ!マシンでも使用できる。
ダウンロードコンテンツとして5曲が購入できる。さらに「ファーストアピール」の35万ダウンロード突破を記念して2017年6月1日より期間限定で新規5曲の無料配信が開始された。

## テレビアニメ
2016年4月7日よりテレビ東京系列にて放送。前作からのストーリー設定やキャラクターなどは一新される。
2017年4月6日より第2部『星のツバサ』シリーズが放送された。
キャッチコピーは「つかめ!アイドル一番星☆」「アイドルの一番星に向かって、夢へのスタート!!」で、第2部からは「はばたけっ☆アイカツ!Newワールド!!」も使用。
前作同様、通常のシーンは2D絵、ライブシーンは3DCGでの描写となっている。
番組開始時は前作と同様に、本作の主人公である虹野ゆめによるオープニングナレーションが入る。第2部では服装がS4の制服に変更されている。
『アイカツ!』シリーズ5周年記念企画の一環として、2017年8月には前作とコラボするエピソードが放送され、前作に登場したスターライト学園のアイドルのうち、第69話ではLuminasの大空あかり・氷上スミレ・新条ひなきが、続く第70話では、Soleilの星宮いちご・霧矢あおい・紫吹蘭、Tristarの藤堂ユリカ・一ノ瀬かえで・学園OGの神崎美月が登場した。
ゲーム版同様2018年3月29日放送の第100話をもって終了し、次作『アイカツフレンズ!』に移行する。

### ストーリー
四ツ星学園は歴史あるアイドル学園。歌を究める「歌組」、演技を究める「劇組」、ダンスを究める「舞組」、モデルを究める「美組」、この4つの組のトップスターである「S4」をめざして、生徒たちは日々「アイカツ」に励む。
以下、全話を通してのストーリー内容を述べる。特記しない限りは、キャラクター名は下の名前とする。また、独立したストーリーが多いために、主人公の虹野ゆめを軸としたものとする。それ以外のメインキャラクター（第25代S4・M4も含めた）のエピソードのうち、ゆめが傍観者でしかないエピソードや、ほかの場所でのエピソードは「登場人物」を参照。

#### 第1部（第1話 - 第50話）
虹野ゆめと七倉小春は、白鳥ひめたちS4のステージに影響されて、四ツ星学園に入学することとなる。ゆめはオリエンテーションのなかで、遅刻して窓を開けた桜庭ローラと出会い、今後の歌組1年のトップ2でのユニット仲間、そしてライバルとなっていく。一方で小春は香澄夜空のオファーと憧れもあって、美組に入ることとなる。
小学生時代にバレーボール部であったゆめは、歌唱力もまだ持ち合わせておらず、当初は大成の見込みがなかったものの、ファーストステージでオーラを放ち、ひめすら驚愕させることとなる。このオーラによって、歌組のCDデビューもローラとステージ対戦したうえで獲得するが、学園長はアイドルとしての素質を試すかのように、ひめの代わりでのソロステージを課し、ローラに内定させていた当初のCDデビューも、CDプロデューサーがゆめに確定すると、今度はひめのCDとの同日発売を謀る。その試練は、ひめがのどを痛めた経緯もあり、ゆめも経験していることから無理に潜在能力を発揮させるのを回避して、早く諦めさせるためでもあった。結城すばるとの接近回避の要請もその理由のひとつである。
一方で、S4と1年生ポープとの夏フェスステージにおいて、ローラが別の仕事から戻れないというトラブルから、歌組のひめ・ゆめでのステージを実現させる。また、ゆめ・ひめがメインヒロインとなるドラマ制作も行なう。それから、夏の1年ファン投票においても、幹部の手伝いで出遅れるものの、幹部の支援もあって草の根ステージを行ない、ベスト4入りを果たす。これにより、劇場版冒頭・第24話における1年生ベスト4ステージにも登場し、素の実力も着実に上昇していく。白銀リリィが復学した際には、ゆめはまだ憧れであるひめの模倣しかしていないと指摘され、S4の目標としてはまったく自己の世界観がなかったことに気付かされる。
そして小春がイタリアに発つ際、お別れパーティーでステージを披露するが、ふたたび力を発動させ終盤で昏倒し、ひめから初めてゆめの力の存在や、ひめもかつてこの力を持っていたことを知らされる。
ゆめはこの特殊な力（アイカツフィールド）を克服し、自分の実力だけでのステージができるようトレーニングに励むが、小春がいないだけでなくローラも実家に帰省してのレッスンをすることにしたために、ゆめは孤立したままで秋フェスが始まる。まず、如月ツバサが香澄姉妹に感化されて成立したユニットである「SKY-GIRL」が先行し優勝有力ユニットとなり、早乙女あこはゆめに秋フェスのオファーをするつもりだったが、きっかけが掴めずにいた。そのなかで、二階堂ゆずが押し切るかたちであこ・ゆめとのユニットでエントリーをした「ゆずこしょう」のユニットが成立する。そして、ゆめがキラキラインで投稿をしていなかったことも知らされる。ゆめのファンたちが投稿していないことを心配していることがわかり、孤立感があったゆめの現状を知ることとなり、それに報いるためにも「ゆずこしょう」のステージで示す。結果としては、幹部の連携が評価された「幹部ーズ」が優勝し、S4メンバーがいながら「SKY-GIRL」は3位で「ゆずこしょう」は2位となるものの、香澄真昼はユニットでの充実感を示し、ゆめもステージに復帰するきっかけのひとつとなる。
ただ、いまだに不思議な力（アイカツフィールド）を恐れて歌声が出なくなるという怯えからソロステージには立てなかったものの、ひめとのユニットでのサプライズゲストや学園長の支持率90%以上でないと退学という無茶振りソロライブによって奮起させられ、さらにはひめのフラワーショップ紹介で諸星ほたるに引き会わせてもらったうえでアドバイスをもらい、ひめ・ローラ・あこ・真昼のレッスンや企画協力によりソロステージを成功させる。これにより不思議な力（アイカツフィールド）に迷うことがなくなる。
クリスマス・正月のイベントをこなしたあとに学期末のS4選抜戦が意識されるなかで、アイカツ！アイランド（劇場版および第69話・第70話の舞台）での巨額投資により四ツ星学園での経営危機を学園長が告げ、テレビ番組のなかでオリジナルコーデを作りスポンサーを乞うこととなり、S4以外で特例として白銀リリィがブランド設立に名乗り出る。番組の途中で病弱のリリィがゆめ・ローラの体調管理に出向く。また、店の設立でも友人の支援により、「Gothic Victoria」（ゴシックヴィクトリア）を立ち上げることとなる。
S4決定戦の前にダンスパフォーマンスでゆず・リリィでのステージや、劇場版では学園長に押し付けられたことのあるローラ、真昼のユニットステージを自主的に行なうこととし、今回はゆめ・あこの協力も得る。一方のゆめはバレンタインのテレビ番組でのステージを行ない、ゆめ・ローラ・真昼はグレードアップグリッターを入手しS4決定戦のコーデを獲得する。他方のあこはステージを探すが該当がなく、キッズ向けのデパート屋上でステージを行うことにする。ツバサのオファーがあとから来て葛藤することとなるが、ファンを大切にするという意思から当初のデパート屋上ステージを選ぶ。しかし、あこはグレードアップグリッターが得られずに終わる。
S4決定戦の本番、舞組は2年であったゆずが2年連続で決定する。劇組においてはあこが現S4のツバサを超えられなかったが、ツバサが卒業することから次点としての次期S4に決定する。しかし、当日だけはツバサにもごほうびタイムがあったものの、向上心から来る涙を流す。美組は真昼が姉の夜空打倒を意思にしTOPで次期S4が決定するとともに、「Romance Kiss」（ロマンスキス）もメインデザイナーの継承をするが、卒業後の夜空がフランス留学することで、夜空の向上心に真昼をはじめ皆が心を打たれることとなる。
そして歌組ではリリィが見事なステージを披露する。そのステージを見たローラは不安になるものの、ゆめたちの励ましでリリィを超えるステージを行なう。そしてゆめは実力で驚異的なステージを行なうが、最終的にはひめを超えることはできず2位となり、ひめの卒業にともない、ゆめが次期S4となる。卒業式後、ゆめはローラに歌組幹部を申し出るのが分かっていたかのように引き受けたのに驚く。そして、次期S4の3人はS4引き継ぎで多忙のなか、1年目卒業式後のS4ステージでサプライズを行なう。

#### 第2部（第51話 - 第100話）
2学年となり任命を受けた、ゆめ・あこ・真昼は、継続して任命されているゆずとともにS4として本格的に活動することとなり、ゆめは「Berry Parfait」（ベリーパルフェ）のブランドを発表するが、プレミアムレアドレスの案に悩む。一方であこは「FuwaFuwa Dream」（フワフワドリーム）を匿名で提案されるものの、花園きららに先行で発表される。そこで説明を聞くために2学年S4の3名と幹部ローラとシップ型のアイドル学校であるヴィーナスアークに乗り込むものの、アポイントがないために門前払いとなる。そこで学園長に相談に戻ったところで、エルザ フォルテと出会うこととなる。
エルザは、高等部に進学していた白鳥ひめにもヴィーナスアークへのオファーを受けるが断っていた。そこでひめに見込まれていたゆめにもオファーを入れることにするが、S4の仕事もあるために一度は断る。しかし、エルザのステージに言葉も出ずに、新S4の3名はワールドクラスの格の違いと翼のあるスタープレミアムレアコーデ（金星）に驚く。そこでひめはゆめに見送られて学園を離れ、世界を廻って独自活動をすることにする。そして、ゆめがプレミアムレアコーデに苦心するなか、リリィもヴィーナスアークに刺激されてプレミアムレアコーデを考案して手伝うことにし、「Gothic Victoria」（ゴシックヴィクトリア）のプレミアムコーデを完成させる。その際、リリィが冥王星のスタープレミアムレアドレスを獲得する。
「FuwaFuwa Dream」（フワフワドリーム）においては、きららとあこで提案をするものの、きららの世界観の完成度に、あこは一旦引くこととする。そして、学園長の提案でスタープレミアムレアドレスの目的もあり、S4からヴィーナスアークの留学を提案される。ゆずとあこはそれぞれの理由（「登場人物」参照）から留学を見送り、ゆめ・真昼・S4ゆめの幹部としてローラが留学することとなる。ヴィーナスアークのレッスンにはギャップを感じるものの、四ツ星学園のセルフプロデュースも負けず劣らずで、エルザ・きららが評価を改める位だった。真昼も「Romance Kiss」（ロマンスキス）でブランドでのファッションショーを開催してスタープレミアムレアドレス（海王星）を獲得したあとに、「ヴィーナスウェーブ」が開催され「SPICE CHORD」（スパイスコード）の後継で意欲が高かったローラがスタープレミアムレアドレス（火星）を獲得する。一方で、ゆめは互いのファンが競合して雰囲気が悪くなっていることを知ったためにエールを送るという方法を取り、ファンとともにローラ・きららもエールに参加して、成績は二の次にファンを重視したステージを行なう。
2年目の「星のツバサ」でもアイカツ！アイランドを開催するが、資金面から複数の学園での合同開催となる。その際、第25代S4のステージのために四つ葉のクローバー探しや無人島でのサバイバル生活で、冒頭に挙げた前作のスターライト学園生との偶然的な交流が生じる。
ヴィーナスアークの留学後は、七倉小春もヴィーナスアークの卒業を言い渡されたために留学生3人とともに四つ星学園に再入学（復学）として戻る。ゆめ・小春で「Berry Parfait」の共同デザインをするが、変化における意見の対立により対立ムードとなる。和解後は進化形として「Rainbow Berry Parfait」（レインボーベリーパルフェ）という新ブランド確立し、スタープレミアムレアドレス（地球）を獲得する。「FuwaFuwa Dream」についても動物番組を通じてのステージから、きららが再提案したダブルミューズをあこが了承する。
騎咲レイが「Royal Sword」で星のツバサを獲得して、惑星コーデが一通り揃う。そして、「太陽」のドレスやアイカツ！ランキングの件が四つ星学園にも意識されはじめる。ただ、決勝トーナメントが上位4名しか出場できないなかでランキング上位をヴィーナスアークの生徒で占められ、四つ星学園の生徒がいない状況であるなかで「太陽」のドレスをエルザ フォルテが獲得して首位のまま「アイカツ！ランキング決勝トーナメント」に進出する。それから、ゆめ・真昼はイベントでの健闘の結果から、レイもヴィーナスアークの第2部における3月の解散宣言に憤慨し、イベントでの実質首位の結果で「アイカツ！ランキング決勝トーナメント」に進出する。決勝リーグは第1ステージがゆめ・レイでのアピールであったが、ゆめが決勝ステージに進出する。第2ステージがエルザ・真昼のアピールとなり、エルザが勝利して、決勝ステージではゆめ・エルザのアピールとなる。ゆめは四つ星学園だけでなくレイ・きらら・アリアからも全面のバックアップがあってのステージとなるが、エルザはパーフェクトではあったものの孤独なステージとなる。その際、ゆめも「太陽」のドレスを出現させ、僅差でゆめが勝利し優勝となる。
ヴィーナスアークに関しては解散は揺るがなかったが、レイをはじめとした生徒たちの懇願により、エルザの指名制から、志願制の自由に入学できるネオヴィーナスアークにリニューアルして、パーフェクトたちの育成を信条とする方針に変更する。一方の四つ星学園は、第26代S4がS4選抜戦で1位となり、二階堂ゆずについては中等部卒業とともに次点のハルカ☆ルカを次期S4として後継となる。
そしてローラは四ツ星学園を離れ、イギリスへ留学する決意を固める。ゆめ、小春、あこ、真昼とともに最後の憩いの時を過ごすなか、四ツ星学園の在校生や職員、第25代S4のメンバー、M4、ヴィーナスアークの面々からサプライズを受け、旅立ちを祝福される。ゆめたち5人でライブを行なった直後、ローラは早くイギリスでアイカツをしたくなり、仲間たちに見送られながらイギリスへと旅立つ。
それから1年後、世界各国のトップアイドルたちが対戦する「ワールドアイカツカップ」が開催され、1回戦でゆめとローラは対戦し、互いに楽しいライブにすることを誓う。ゆめたちのアイカツはまだまだ続いていく。

### スタッフ
- 企画・原作 - BN Pictures
- 原案 - バンダイ
- 監督 - 佐藤照雄
- スーパーバイザー - 木村隆一
- シリーズ構成 - 柿原優子
- キャラクターデザイン - 愛敬由紀子
- デザインワークス - 石川佳代子、森田岳士、渡部里美
- 美術監督 - 田尻健一
- 色彩設計 - 大塚眞純
- 撮影監督 - 大神洋一
- CGプロデューサー - 井上喜一郎
- 編集 - 新居和弘
- 音響監督 - 菊田浩巳
- 音楽 - onetrap
- 音楽プロデューサー - 黒田学、臼倉竜太郎
- 音楽制作 - サンライズ音楽出版
- 音楽制作協力 - ランティス、テレビ東京ミュージック
- プロデューサー - 細谷伸之、原裕和（第1話 - 第50話）→嵯峨隼人（第51話 - 第100話）、伊藤貴憲

- 製作 - テレビ東京、電通、BN Pictures

### 主題歌
オープニングテーマ
第1話ではOPが本編に統合されており、OP映像は第2話から流れた。また、第49話、第70話はOPなし。
「スタートライン!」（第1話 - 第25話）
作詞 - 唐沢美帆 / 作曲 - 蔦谷好位置 / 編曲 - 田中隼人（agehasprings） / 歌 - せな・りえ from AIKATSU☆STARS!
歌 - るか from AIKATSU☆STARS!（第1、22、49話挿入歌）
歌 - せな from AIKATSU☆STARS!（第10話挿入歌）
歌 - るか・せな from AIKATSU☆STARS!（第16、99話挿入歌）
「1,2,Sing for You!」（第26話 - 第33話）
作詞 - 空谷泉身 / 作曲 - 秋浦智裕 / 編曲 - 南田健吾（onetrap） / 歌 - せな・りえ・みき・かな from AIKATSU☆STARS!
歌 - せな・りえ from AIKATSU☆STARS!（第29話挿入歌）
歌 - りえ from AIKATSU☆STARS!（第38、48話挿入歌）
EDテロップには表示されていないが第44話本編にて後奏部分が使用された。
「スタージェット!」（第34話 - 第48話、第50話）
作詞 - 唐沢美帆 / 作曲 - 長橋健一 / 編曲 - 南田健吾（onetrap） / 歌 - せな・りえ・みき・かな from AIKATSU☆STARS!
歌 - せな from AIKATSU☆STARS!（第36、43、49話挿入歌）
「STARDOM!」（第51話 - 第69話、第71話 - 第75話）
作詞 - 唐沢美帆 / 作曲 - 蔦谷好位置 / 編曲 - 田中隼人（agehasprings） / 歌 - せな・りえ・みき・かな from AIKATSU☆STARS!（第100話挿入歌）
歌 - せな・りえ from AIKATSU☆STARS!（第52、57、71話挿入歌）
歌 - せな from AIKATSU☆STARS!（第59、66、70話挿入歌）
「MUSIC of DREAM!!!」（第76話 - 第100話）
作詞 - 唐沢美帆 / 作曲 - 南田健吾、蔦谷好位置 / 編曲 - 成瀬裕介（onetrap） / 歌 - せな・りえ・みき・かな from AIKATSU☆STARS!
歌 - せな from AIKATSU☆STARS!（第85、88、93、96話挿入歌）
エンディングテーマ
「episode Solo」（第1話 - 第25話）
作詞 - 只野菜摘 / 作曲・編曲 - 石濱翔（MONACA） / 歌 - るか・ななせ・かな・みほ from AIKATSU☆STARS!（第50、69、72、92話挿入歌）
歌 - るか・みほ from AIKATSU☆STARS!（第4話挿入歌）
歌 - るか from AIKATSU☆STARS!（第11話挿入歌）
歌 - せな・みき・かな from AIKATSU☆STARS!（第92話挿入歌）
第18話 - 第21話は劇場版アイカツスターズ！のダイジェスト映像が一部使用されている。
「So Beautiful Story」（第26話 - 第50話）
作詞 - こだまさおり / 作曲・編曲 - 広川恵一（MONACA） / 歌 - るか・せな from AIKATSU☆STARS!（第35話挿入歌）
歌 - るか from AIKATSU☆STARS!（第27話挿入歌）
歌 - せな from AIKATSU☆STARS!（第30話挿入歌）
「Bon Bon Voyage!」（第51話 - 第75話）
作詞 - 辻純更 / 作曲・編曲 - 石濱翔（MONACA） / 歌 - りさ・みほ from AIKATSU☆STARS!（第55、58、88話挿入歌）
歌 - りさ・みほ・りえ・るか from AIKATSU☆STARS!（第97話挿入歌）
第70話では、挿入歌として使用。
「森のひかりのピルエット」（第76話 - 第99話）
作詞 - 辻純更 / 作曲・編曲 - 高橋邦幸（MONACA） / 歌 - せな・るか from AIKATSU☆STARS!（第82、89話挿入歌）
歌 - るか from AIKATSU☆STARS!（第76、77、91話挿入歌）
「スタートライン!」（第100話）
作詞 - 唐沢美帆 / 作曲 - 蔦谷好位置 / 編曲 - 田中隼人（agehasprings） / 歌 - るか・せな from AIKATSU☆STARS!（第100話挿入歌）

### 挿入歌

#### ステージ曲
「アイカツ☆ステップ!」（第1、2、3、7、9、18、24、100話）
作詞 - 唐沢美帆 / 作曲・編曲 - connie / 歌 - せな from AIKATSU☆STARS!（第1、3、18話）
歌 - せな・りえ from AIKATSU☆STARS!（第2話）
歌 - りえ from AIKATSU☆STARS!（第7、9話）
歌 - せな・りえ・みき・かな from AIKATSU☆STARS!（第24話）
歌 - せな・りえ・みき・かな・ななせ from AIKATSU☆STARS!（第100話）
「ハートがスキ♡ップ」（第5、9話）
作詞 - 辻純更 / 作曲・編曲 - 岡部啓一（MONACA） / 歌 - せな from AIKATSU☆STARS!（第5、9話）
「未来トランジット」（第8、47話）
作詞 - 只野菜摘 / 作曲・編曲 - 永谷たかお / 歌 - みほ from AIKATSU☆STARS!（第8、47話）
「みつばちのキス」（第12、22、44話）
作詞 - 辻純更 / 作曲・編曲 - connie / 歌 - せな・りえ from AIKATSU☆STARS!（第12話）
歌 - せな from AIKATSU☆STARS!（第22話）
歌 - りえ・かな from AIKATSU☆STARS!（第44話）
「Summer Tears Diary」（第14、15話）
作詞 - こだまさおり / 作曲・編曲 - ミト / 歌 - かな from AIKATSU☆STARS!（第14話）
歌 - みほ・かな from AIKATSU☆STARS!（第15話）
「8月のマリーナ」（第17、19話）
作詞 - 只野菜摘 / 作曲 - 石濱翔（MONACA） / 編曲 - 田中秀和（MONACA） / 歌 - みき from AIKATSU☆STARS!（第17話）
歌 - かな from AIKATSU☆STARS!（第19話）
「Dancing Days」（第20、46話）
作詞 - 美音子 / 作曲・編曲 - 南田健吾（onetrap） / 歌 - ななせ from AIKATSU☆STARS!（第20、46話）
「POPCORN DREAMING♪」（第21話）
作詞 - 唐沢美帆 / 作曲 - 加賀山長志 / 編曲 - 釣俊輔（agehasprings） / 歌 - せな・りえ from AIKATSU☆STARS!（第21話）
歌はないが、第100話でも流れた。
「Dreaming bird」（第23、26、33、39、48話）
作詞 - ヒカリツカサ / 作曲・編曲 - 南田健吾（onetrap） / 歌 - ななせ from AIKATSU☆STARS!（第23、26、33、39、48話）
「One Step」（第31、32話）
作詞 - Amon Hayashi / 作曲・編曲 - Mitsu.J/ 歌 - ななせ・みほ・かな from AIKATSU☆STARS!（第31話）
歌 - かな・せな・みき from AIKATSU☆STARS!（第32話）
「TSU-BO-MI 〜鮮やかな未来へ〜」（第34、41、47話）
作詞 - YADAKO / 作曲・編曲 - YUKI FUNAKOSHI / 歌 - かな from AIKATSU☆STARS!（第34話）
作詞 - YADAKO / 作曲 - YUKI FUNAKOSHI / 編曲 - C-Show、YUKI FUNAKOSHI /  歌 - みほ from AIKATSU☆STARS!（第41話）
歌 - かな from AIKATSU☆STARS!（第47話）
「We wish you a merry Christmas AIKATSU☆STARS! Ver.」（第37、87話）
作詞 - こだまさおり / 作曲・編曲 - 岡部啓一（MONACA） / 原曲 - イギリス民謡 /  歌 - せな・りえ・みき・かな from AIKATSU☆STARS!（第37話）
歌 - せな・りえ・みき・かな・ななせ from AIKATSU☆STARS!（第87話）
「アニマルカーニバル」（第42、45、46、98話）
作詞 - 秋浦智裕 / 作曲 - 中野領太 / 編曲 - 成瀬裕介（onetrap） /  歌 - かな・ななせ from AIKATSU☆STARS!（第42、98話）
歌 - みき from AIKATSU☆STARS!（第45、46話）
「僕らの奇跡」（第43、69話）
作詞 - 前澤希 / 作曲・編曲 - 南田健吾（onetrap） / 歌 - M4［結城すばる（八代拓）、五十嵐希（上村祐翔）、香澄朝陽（堀江瞬）、吉良かなた（ランズベリー・アーサー）］（第43、69話）
「Forever Dream」（第51、56、60、68、78、94話）
作詞 - 神田怜鴎 / 作曲 - 内藤英雅 / 編曲 - 伊勢佳史（onetrap） /  歌 - りさ（第51、56、60、68、78、94話）
「荒野の奇跡」（第53、63話）
作詞 - tzk / 作曲・編曲 - 南田健吾（onetrap） /  歌 - ななせ from AIKATSU☆STARS!（第53、63話）
「おねがいメリー」（第54、66、74、84、89、90話）
作詞 - 林奈津美 / 作曲 - 秋浦智裕 / 編曲 - 成瀬裕介（onetrap） /  歌 - みほ from AIKATSU☆STARS!（第54、66、90話）
歌 - みほ・みき from AIKATSU☆STARS!（第74、84、89話）
「ハッピー☆パンチ」（第61話）
作詞 - tzk / 作曲 - 石松領平  / 編曲 - 山崎佳祐（onetrap） /  歌 - せな・みき from AIKATSU☆STARS!（第61話）
「Miracle Force Magic」（第62、65、86話）
作詞 - yumeiroecho / 作曲 - 秋田博之 / 編曲 - 南田健吾（onetrap） / 歌 - りえ from AIKATSU☆STARS!（第62、65、86話）
「MAKEOVER♡MAKEUP」（第64、75、81、91、94話）
作詞 - こだまさおり / 作曲 - YUKI FUNAKOSHI / 編曲 - C-Show、YUKI FUNAKOSHI / 歌 - かな from AIKATSU☆STARS!（第64、75、81、91、94話）
「ネバギバ☆」（第67、81話）
作詞 - 美音子 / 作曲 - カイザー恵理菜 / 編曲 - 山崎佳祐（onetrap） / 歌 - かな from AIKATSU☆STARS!（第67話）
「ダイヤモンドハッピー」（第70話）
作詞 - 畑亜貴 / 作曲・編曲 - 石濱翔（MONACA） / 歌 - わか・ふうり・すなお from STAR☆ANIS（第70話）
「Message of a Rainbow」（第73、79話）
作詞 - 松原さらり / 作曲 - HALIFANIE / 編曲 - 南田健吾（onetrap） / 歌 - せな from AIKATSU☆STARS!（第73話）
歌 - せな・ななせ from AIKATSU☆STARS!（第79話）
「裸足のルネサンス」（第80、83、93話）
作詞 - 只野菜摘 / 作曲 - 阿部隆大 / 編曲 - 野崎心平、大迫杏子、阿部隆大 / 歌 - りえ from AIKATSU☆STARS!（第80、93話）
歌 - りえ・ななせ from AIKATSU☆STARS!（第83話）
「The only sun light」（第86、95話）
作詞 - 松原さらり / 作曲 - 長橋健一 / 編曲 - Integral Clover（agehasprings） / 歌 - りさ（第86、95話）

#### その他
「Miracle Force Magic」（第6話）
作詞 - yumeiroecho / 作曲 - 秋田博之 / 編曲 - 南田健吾（onetrap） / 歌 - ななせ from AIKATSU☆STARS!（第6話）
「トキメキララン☆」（第13話）
作詞 - yura / 作曲・編曲 - 藤末樹 / 歌 - せな・みき from AIKATSU☆STARS!（第13話）
「ドリームステージ☆」（第25話）
作詞 - YADAKO / 作曲・編曲 - YUKI FUNAKOSHI / 歌 - ななせ・みほ・かな from AIKATSU☆STARS!（第25話）
「Halloween Night Magic」（第28話）
作詞 - 神田怜鴎 / 作曲 - 長橋健一 / 編曲 - Integral Clover（agehasprings） / 歌 - みき・ななせ from AIKATSU☆STARS!（第28話）
「キミをロックオン」（第40、41話）
作詞 - 林美歩 / 作曲 - GENMAI / 編曲 - Integral Clover（agehasprings） / 歌 - ななせ・りえ from AIKATSU☆STARS!（第40話）
「ミラクルめでたい焼きの幸花堂」（第58、88話）

### 各話リスト
次回予告前に放送されるミニコーナーは初回から第25話までは「四ツ星学園ニュース」で、その回の盛り上がったシーンを抜粋して紹介されるものであった。第26話からは「ピックアップコーデ」としてステージで使われた衣装が紹介されている（各話リスト参照）。
「●」は『S4プレゼンツ ブロマイドメイク』として紹介、第2話～第4話までは「アイカツスターズ！GOGOスタートキャンペーン」実施コーナーに差し替え。（BSジャパン等の遅れネットでは通常版を放送）
| 話数    | サブタイトル                             | 脚本       | 絵コンテ   | 演出              | 作画監督                     | 四ツ星学園ニュース                                           | 放送日        |
| 第1部   | 第1部                                    | 第1部      | 第1部      | 第1部             | 第1部                        | 第1部                                                        | 第1部         |
| ------- | ---------------------------------------- | ---------- | ---------- | ----------------- | ---------------------------- | ------------------------------------------------------------ | ------------- |
| 第1話   | ゆめのはじまり                           | 柿原優子   | 佐藤照雄   | イムガヒ 佐藤照雄 | 橋口隼人 渡部里美            | 四ツ星学園に新入生入学！                                     | 2016年 4月7日 |
| 第2話   | ふたりはライバル！                       | 柿原優子   | 佐藤照雄   | 山地光人          | 前澤弘美                     | 新入生アイドルお披露目                                       | 4月14日       |
| 第3話   | わたし色の空へ                           | 成田良美   | 戸部敦夫   | 藤井康晶          | 高橋晃                       | 春フェス開催！                                               | 4月21日       |
| 第4話   | いつだって100%！                         | 山口宏     | 北村真咲   | 小坂春女          | 菊地功一                     | プレミアムレアドレス登場！                                   | 4月28日       |
| 第5話   | マイ ドレスメイク！                      | 森江美咲   | 安藤尚也   | 宮澤良太          | 実原登                       | ドレスメイクが重要！                                         | 5月5日        |
| 第6話   | ROCK！ロック ガールズ！                  | 成田良美   | こだま兼嗣 | 徳本善信          | 三橋桜子                     | ロックロックガールズ大好評                                   | 5月12日       |
| 第7話   | シンプル イズ ザ ベスト！                | 千葉美鈴   | 佐山聖子   | 浅見松雄          | 山村俊了 福島豊明            | 個性的なアイドル大募集                                       | 5月19日       |
| 第8話   | 小さな輝き                               | 山口宏     | 北村真咲   | 山地光人          | 高橋晃                       | ロマンスキスイベント開催                                     | 5月26日       |
| 第9話   | ミラクルガールズ☆                        | 森江美咲   | 戸部敦夫   | 小野田雄亮        | 三井麻未 日高真由美 小田真弓 | ミラクルガール誕生★                                          | 6月2日        |
| 第10話  | ゆめのスタートライン！                   | 千葉美鈴   | 米田光宏   | 米田光宏          | 橋口隼人 吉田和香子          | 虹野ゆめ☆初ソロライブ                                        | 6月9日        |
| 第11話  | 密着！白鳥ひめの一日                     | 成田良美   | こだま兼嗣 | 村田尚樹          | 大野勉 八角彩香              | ドリーミングプリンセストップス （虹野ゆめ）●                 | 6月16日       |
| 第12話  | はばたくガールフレンド♪                  | 山口宏     | 北村真咲   | 藤井康晶          | 前澤弘美 奥谷周子            | ホワイトリリーブラウス （ゆめ）●                             | 6月23日       |
| 第13話  | リトルフェアリー物語                     | 千葉美鈴   | 佐山聖子   | 小坂春女          | 高橋晃                       | リトルフェアリー物語                                         | 6月30日       |
| 第14話  | 真昼の決闘！                             | 成田良美   | 安藤尚也   | 安藤尚也          | 山本脩斗 鈴木萌              | ロマンスキス新ドレス決定                                     | 7月7日        |
| 第15話  | 月と太陽                                 | 森江美咲   | 山地光人   | 山地光人          | 菊地功一                     | アジアンナイトトップス （夜空、真昼）●                       | 7月21日       |
| 第16話  | ミラクル☆バトンタッチ                    | 山口宏     | 戸部敦夫   | 宮澤良太          | 三橋桜子                     | 夏フェス大盛り上がり♪                                        | 7月28日       |
| 第17話  | 本気のスイッチ！                         | 待田堂子   | こだま兼嗣 | 藤本義孝          | 福島豊明 山村俊了            | M4番組に1年生が出演                                          | 8月4日        |
| 第18話  | ゆりちゃんとー緒                         | 柿原優子   | 佐山聖子   | 藤井康晶          | 高橋晃                       | アイカツアイランド速報                                       | 8月11日       |
| 第19話  | 真夏のトップダンサー☆                    | 成田良美   | 北村真咲   | 徳本善信          | 橋口隼人 吉田和香子          | トロピカルフラガールトップス （二階堂ゆず）●                 | 8月18日       |
| 第20話  | 情熱とプライド！                         | 千葉美鈴   | こだま兼嗣 | イムガヒ          | 野口木の実 三井麻未          | 如月ツバサ海外映画主演                                       | 8月25日       |
| 第21話  | 勝ちたいキモチ                           | 山口宏     | 伊藤良太   | 伊藤良太          | 田村里美 奥谷周子            | はじめる夢のステージ                                         | 9月1日        |
| 第22話  | 憧れへ続く道                             | 森江美咲   | 米田光宏   | 米田光宏          | 前澤弘美 山本脩斗            | CD発売記念ライブ開催                                         | 9月8日        |
| 第23話  | ツンドラの歌姫、降臨！                   | 待田堂子   | 青木康直   | 山地光人          | 高橋晃                       | ブルーロックスクールガールシャツ （白銀リリィ）●             | 9月15日       |
| 第24話  | 笑顔はなないろ☆                          | 森江美咲   | 北村真咲   | 村田尚樹          | 重松しんいち 大野勉          | チャーミーフラワーカーディガン （ゆめ、ローラ、真昼、あこ）● | 9月22日       |
| 第25話  | ブロードウェイ☆ドリーム                  | 柿原優子   | 安藤尚也   | 安藤尚也          | 鈴木萌 宮谷里沙              | 学園祭大盛り上がり♪                                          | 9月29日       |
| 第26話  | 奪えない夢                               | 成田良美   | 戸部敦夫   | 小坂春女          | 菊地功一                     | グリーンシャドーコーデ                                       | 10月6日       |
| 第27話  | 小さなドレスの物語                       | 千葉美鈴   | 佐山聖子   | 徳本善信          | 三橋桜子                     | シークレットダイアリーコーデ                                 | 10月13日      |
| 第28話  | ハロウィン★マジック                      | 山口宏     | こだま兼嗣 | 藤井康晶          | 高橋晃                       | ナイトゴーストコーデ                                         | 10月20日      |
| 第29話  | 本当のライバル                           | 待田堂子   | 北村真咲   | 米田光宏          | 橋口隼人 奥谷周子            | ロンドンチェックコーデ                                       | 10月27日      |
| 第30話  | 七色のキャンディ                         | 柿原優子   | 木村隆一   | 佐藤照雄          | 菱沼義仁                     | チャーミングブックスコーデ                                   | 11月3日       |
| 第31話  | はばたけ、SKY-GIRL！                     | 森江美咲   | 佐山聖子   | イムガヒ          | 田村里美                     | パッションドールコーデ                                       | 11月10日      |
| 第32話  | 進め！ゆずこしょう！                     | 成田良美   | 戸部敦夫   | 小坂春女          | 前澤弘美 山本脩斗            | ワンダフルコミックコーデ                                     | 11月17日      |
| 第33話  | 迷子のローラ!?                           | 山口宏     | 山地光人   | 山地光人          | 高橋晃                       | グリーンシャドーコーデ                                       | 11月24日      |
| 第34話  | おしゃれガールレッスン                   | 千葉美鈴   | 北村真咲   | 徳本善信          | 鈴木萌 宮谷里沙              | ブリリアントアイスコーデ                                     | 12月1日       |
| 第35話  | 選ばれし星たち                           | 柿原優子   | 米田光宏   | 米田光宏          | 三橋桜子                     | ミルティホイップコーデ                                       | 12月8日       |
| 第36話  | 虹の向こうへ                             | 待田堂子   | 木村隆一   | 藤井康晶          | 橋口隼人                     | クリーミーケーキコーデ                                       | 12月15日      |
| 第37話  | トキメキ！クリスマス                     | 成田良美   | 伊藤良太   | 伊藤良太          | 奥谷周子 吉田和香子          | ピンクスターコーデ                                           | 12月22日      |
| 第38話  | アイカツニューイヤー！                   | 森江美咲   | 青木康直   | 小坂春女          | 高橋晃                       | パープルロンドンチェックコーデ                               | 2017年 1月5日 |
| 第39話  | 四ツ星学園、危機一髮!?                   | 千葉美鈴   | 北村真咲   | イムガヒ          | 菊地功一 西村幸恵 國井未可子 | ゴシックローズコーデ                                         | 1月12日       |
| 第40話  | プリンセスダイヤを追え!!                 | 山口宏     | 佐山聖子   | 村田尚樹          | 重松しんいち 山本脩斗        | スターパトロールコーデ                                       | 1月19日       |
| 第41話  | 燃えろ！星取りフェス！                   | 待田堂子   | 安藤尚也   | 安藤尚也          | 鈴木萌 前澤弘美              | フローズンクイーンコーデ                                     | 1月26日       |
| 第42話  | 幼なじみのふたり                         | 山口宏     | 山地光人   | 山地光人          | 高橋晃                       | ポッピングアニマルコーデ                                     | 2月2日        |
| 第43話  | チョコっと歌にこめる想い☆                | 成田良美   | こだま兼嗣 | 藤井康晶          | 奥谷周子 田村里美            | クリーミーケーキコーデ                                       | 2月9日        |
| 第44話  | 春の予感♪                                | 森江美咲   | 戸部敦夫   | イムガヒ          | 吉田和香子 宮谷里沙          | ブリリアントフリーズコーデ                                   | 2月16日       |
| 第45話  | あこ、まっしぐら！                       | 千葉美鈴   | 北村真咲   | イムガヒ          | 三橋桜子                     | デイサファリコーデ                                           | 2月23日       |
| 第46話  | 炎のS4決定戦！                           | 待田堂子   | 木村隆一   | 小坂春女          | 高橋晃                       | ガールズブラックコーデ                                       | 3月2日        |
| 第47話  | 香澄姉妹、対決！                         | 成田良美   | 米田光宏   | 米田光宏          | 橋口隼人                     | エキゾチックサンセットコーデ                                 | 3月9日        |
| 第48話  | わたしだけの歌                           | 山口宏     | 青木康直   | 山地光人          | 菊地功一 西村幸恵 國井未可子 | アクアスターリーロックコーデ                                 | 3月16日       |
| 第49話  | 一番星になれ！                           | 柿原優子   | 伊藤良太   | 伊藤良太          | 鈴木萌 田村里美              | ラブリーレインボードリームコーデ                             | 3月23日       |
| 第50話  | 最強のLIVE☆                              | 千葉美鈴   | 綿田慎也   | 綿田慎也          | 山本脩斗 前澤弘美            | オーロラバタフライコーデ                                     | 3月30日       |
| 話数    | サブタイトル                             | 脚本       | 絵コンテ   | 演出              | 作画監督                     | ピックアップコーデ／紹介キャラ                               | 放送日        |
| 第2部   |                                          |            |            |                   |                              |                                                              |               |
| 第51話  | パーフェクトアイドル エルザ              | 柿原優子   | 安藤尚也   | 安藤尚也          | 宮谷里沙                     | ブルーミングクイーンコーデ                                   | 4月6日        |
| 第52話  | 狙われたアイドル!?                       | 成田良美   | こだま兼嗣 | 小坂春女          | 高橋晃                       | ピンクマーチングコーデ                                       | 4月13日       |
| 第53話  | オープンセサミ！星のツバサを手に入れろ！ | 待田堂子   | 戸部敦夫   | 山本恵            | 中島里恵 尾崎正幸            | ロゼッタソーンコーデ                                         | 4月20日       |
| 第54話  | きらら☆フワフワ～なアイドル              | 森江美咲   | 青木康直   | 米田光宏          | 三橋桜子                     | スイートドリームスコーデ                                     | 4月27日       |
| 第55話  | 行っちゃお☆ヴィーナスアーク！            | 山口宏     | 北村真咲   | 山田卓            | 高田洋一 白井裕美子          | パッションヴィーナスコーデ                                   | 5月4日        |
| 第56話  | キャッ！と注意報                         | 野村祐一   | イムガヒ   | イムガヒ          | 高橋晃                       | ブルーミングクイーンコーデ                                   | 5月11日       |
| 第57話  | キラキラ☆お散歩びより                    | 千葉美鈴   | 山地光人   | 山地光人          | 田村里美 奥谷周子            | ブルーマーチングコーデ                                       | 5月18日       |
| 第58話  | ミラクルオーディション!!                 | 待田堂子   | 木村隆一   | 宮崎修治          | 鈴木幸江                     | ミルキーヴィーナスコーデ                                     | 5月25日       |
| 第59話  | あなたにも輝きを                         | 柿原優子   | 戸部敦夫   | イムガヒ          | 橋口隼人 吉田和香子          | プルミエールベリーコーデ                                     | 6月1日        |
| 第60話  | 密着！エルザフォルテの世界               | 成田良美   | こだま兼嗣 | 小坂春女          | 高橋晃                       | ブルーミングクイーンコーデ                                   | 6月8日        |
| 第61話  | 好き！って気持ち                         | 森江美咲   | 米田光宏   | 米田光宏          | 鈴木萌 山本脩斗              | フレッシュストロベリーコーデ                                 | 6月15日       |
| 第62話  | ゴーイング・マイウェイで♪                | 山口宏     | 安藤尚也   | 安藤尚也          | 宮谷里沙                     | スパークルラメコーデ                                         | 6月22日       |
| 第63話  | ツンドラから吹く熱い風                   | 野村祐一   | 中島大輔   | 中島大輔          | 西島加奈 石田智子            | ロゼッタソーンコーデ                                         | 6月29日       |
| 第64話  | 星に願いを                               | 千葉美鈴   | 戸部敦夫   | 藤井康晶          | 高橋晃                       | デイライトフェスティバルコーデ                               | 7月6日        |
| 第65話  | 乗ってこ♪ヴィーナスウェーブ              | 成田良美   | イムガヒ   | イムガヒ          | 三橋桜子                     | ロックマイハートコーデ                                       | 7月20日       |
| 第66話  | エールを送ろう                           | 待田堂子   | こだま兼嗣 | 小坂春女          | 高橋晃                       | プルミエールベリーコーデ                                     | 7月27日       |
| 第67話  | 夏だ！プールだ！宝探しだゾ！             | 千葉美鈴   | 山本恵     | 宮崎修治          | 鈴木幸江                     | トロピカルビーチコーデ                                       | 8月3日        |
| 第68話  | ヴィーナスアークのこわ～いウワサ！       | 柿原優子   | 青木康直   | 藤井康晶          | 橋口隼人 奥谷周子            | ブルーミングクイーンコーデ                                   | 8月10日       |
| 第69話  | 広げよう、アイカツの「WA」！             | 柿原優子   | 戸部敦夫   | 山地光人          | 高橋晃                       | シャインスターズコーデ                                       | 8月17日       |
| 第70話  | ジャングルカツドウ！                     | 森江美咲   | 木村隆一   | 木村隆一          | 宮谷里沙 吉田和香子          | スターサンシャインコーデ                                     | 8月24日       |
| 第71話  | さよなら、小春ちゃん!?                   | 山口宏     | 米田光宏   | 米田光宏          | 前澤弘美 山本脩斗            | ピンクマーチングコーデ                                       | 8月31日       |
| 第72話  | 二人の一番星☆                            | 野村祐一   | 中島大輔   | 中島大輔          | 西島加奈                     | シャインスターズコーデ                                       | 9月7日        |
| 第73話  | 虹のドレス                               | 成田良美   | 青木康直   | 藤井康晶          | 高橋晃                       | レインボーエトワールコーデ                                   | 9月14日       |
| 第74話  | ふわもこ☆フレンズ                        | 待田堂子   | 山地光人   | 山地光人          | 橋口隼人 鈴木萌              | メルティイエローベルコーデ                                   | 9月21日       |
| 第75話  | 香澄家の休日                             | 山口宏     | イムガヒ   | イムガヒ          | 三橋桜子                     | デイライトフェスティバルコーデ                               | 9月28日       |
| 第76話  | 妖精アイドル 双葉アリア♪                 | 千葉美鈴   | 戸部敦夫   | 高林久弥          | 鈴木幸江                     | フローラルファンタジアコーデ                                 | 10月5日       |
| 第77話  | 花言葉にのせて♪                          | 森江美咲   | 北村真咲   | 小坂春女          | 高橋晃                       | フローラルファンタジアコーデ                                 | 10月12日      |
| 第78話  | ようこそ パーフェクトマザー！            | 柿原優子   | 安藤尚也   | 藤井康晶          | 宮谷里沙                     | ブルーミングクイーンコーデ                                   | 10月19日      |
| 第79話  | ハロウィン サプライズ☆                   | 山口宏     | こだま兼嗣 | 山本恵            | 前澤弘美 奥谷周子            | パープルクルールリボンコーデ                                 | 10月26日      |
| 第80話  | 騎咲レイの誓い！                         | 成田良美   | 戸部敦夫   | イムガヒ          | 山本脩斗 吉田和香子 秋津達哉 | イノセントプリンスコーデ                                     | 11月2日       |
| 第81話  | ステキなSを探して                        | 野村祐一   | 青木康直   | 小坂春女          | 高橋晃                       | デイライトフェスティバルコーデ                               | 11月9日       |
| 第82話  | 恋するアイカツ♪                          | 守護このみ | 中島大輔   | 中島大輔          | 西島加奈 石田智子            | フローラルファンタジアコーデ                                 | 11月16日      |
| 第83話  | リリィと王子様                           | 待田堂子   | 米田光宏   | 米田光宏          | 大川貴大 鈴木萌              | イノセントプリンスコーデ                                     | 11月23日      |
| 第84話  | 夢は一緒に                               | 森江美咲   | 山地光人   | 山地光人          | 三橋桜子                     | メルティピンクベルコーデ                                     | 11月30日      |
| 第85話  | 輝きを渡そう                             | 柿原優子   | こだま兼嗣 | 藤井康晶          | 高橋晃                       | レインボーエトワールコーデ                                   | 12月7日       |
| 第86話  | 涙の数だけ                               | 待田堂子   | 安藤尚也   | 安藤尚也          | 橋口隼人                     | エターナルクイーンコーデ                                     | 12月14日      |
| 第87話  | ありがとう♪メリクリ！                    | 千葉美鈴   | イムガヒ   | イムガヒ          | 鈴木幸江 吉田和香子          | ピオニーマーチングコーデ                                     | 12月21日      |
| 第88話  | お正月だゾ☆全員集合！                    | 山口宏     | 伊藤良太   | 伊藤良太          | 山本脩斗 秋津達哉            | レインボーエトワールコーデ                                   | 2018年 1月4日 |
| 第89話  | 星々のダイアリー                         | 守護このみ | 佐藤照雄   | 藤井康晶          | 高橋晃                       | フローラルファンタジアコーデ アリア・ゆめ                    | 1月11日       |
| 第90話  | ヴィーナス クライシス！                  | 野村祐一   | 中島大輔   | 中島大輔          | 石田智子                     | スイートドリームスコーデ きらら・レイ                        | 1月18日       |
| 第91話  | ハッスル♪アイドル修行☆                   | 森江美咲   | 青木康直   | イムガヒ          | 宮谷里沙                     | デイライトフェスティバルコーデ アリア・真昼                  | 1月25日       |
| 第92話  | 私たちのエピソード ソロ                  | 成田良美   | 戸部敦夫   | 山本恵            | 鈴木萌 前澤弘美              | ピンクシャインスターズコーデ ゆめ・小春                      | 2月1日        |
| 第93話  | 光の剣                                   | 森江美咲   | 佐藤照雄   | 佐藤照雄          | 高橋晃                       | イノセントプリンスコーデ レイ・ゆめ                          | 2月8日        |
| 第94話  | 真昼の輝き                               | 山口宏     | 佐山聖子   | 藤井康晶          | 秋津達哉 三橋桜子            | デイライトフェスティバルコーデ 真昼・夜空                    | 2月15日       |
| 第95話  | 孤独な太陽                               | 待田堂子   | 米田光宏   | 米田光宏          | 橋口隼人 吉田和香子          | エターナルクイーンコーデ エルザ・レイ                        | 2月22日       |
| 第96話  | みんなで輝く！                           | 待田堂子   | 安藤尚也   | 安藤尚也          | 奥谷周子 鈴木萌 大川貴大     | エターナルレインボーコーデ ゆめ・ローラ                      | 3月1日        |
| 第97話  | Bon Bon Voyage！                         | 成田良美   | 青木康直   | 佐藤照雄          | 高橋晃                       | パッションヴィーナスコーデ エルザ・レイ                      | 3月8日        |
| 第98話  | ゆずっとリリィ☆                          | 成田良美   | 中島大輔   | 中島大輔          | 前澤弘美 中野彰子 西島加奈   | オレンジシャインスターズコーデ ゆず・リリィ                  | 3月15日       |
| 第99話  | ふたりの忘れ物                           | 柿原優子   | 佐山聖子   | イムガヒ          | 三橋桜子                     | エターナルプリンセスコーデ ひめ・ゆめ                        | 3月22日       |
| 第100話 | まだ見ぬ未来へ☆                          | 柿原優子   | 佐藤照雄   | 佐藤照雄          | 山本脩斗 秋津達哉            | なし                                                         | 3月29日       |

### 放送局（日本国内）
| 放送地域       | 放送局             | 放送期間                                                 | 放送日時                              | 系列                  | 備考                                       |
| -------------- | ------------------ | -------------------------------------------------------- | ------------------------------------- | --------------------- | ------------------------------------------ |
| 関東広域圏     | テレビ東京         | 2016年4月7日 - 2018年3月29日                             | 木曜 18:25 - 18:55                    | テレビ東京系列        | 製作局                                     |
| 北海道         | テレビ北海道       | 2016年4月7日 - 2018年3月29日                             | 木曜 18:25 - 18:55                    | テレビ東京系列        | 同時ネット                                 |
| 愛知県         | テレビ愛知         | 2016年4月7日 - 2018年3月29日                             | 木曜 18:25 - 18:55                    | テレビ東京系列        | 同時ネット                                 |
| 大阪府         | テレビ大阪         | 2016年4月7日 - 2018年3月29日                             | 木曜 18:25 - 18:55                    | テレビ東京系列        | 同時ネット                                 |
| 岡山県・香川県 | テレビせとうち     | 2016年4月7日 - 2018年3月29日                             | 木曜 18:25 - 18:55                    | テレビ東京系列        | 同時ネット                                 |
| 福岡県         | TVQ九州放送        | 2016年4月7日 - 2018年3月29日                             | 木曜 18:25 - 18:55                    | テレビ東京系列        | 同時ネット                                 |
| 日本全域       | BSジャパン         | 2016年4月11日 - 2018年4月2日                             | 月曜 17:00 - 17:29                    | テレビ東京系列 BS放送 | 現：BSテレ東                               |
| 日本全域       | バンダイチャンネル | 2016年4月11日 - 2018年4月2日                             | 月曜 18:00 更新                       | ネット配信            | 最新話1週間無料                            |
| 日本全域       | GyaO!              | 2016年4月11日 - 2018年4月2日                             | 月曜 18:00 更新                       | ネット配信            | 配給元：バンダイチャンネル 最新話1週間無料 |
| 日本全域       | AT-X               | 2016年4月12日 - 7月5日 2016年7月14日 - 2018年4月5日      | 火曜 21:30 - 22:00 木曜 21:30 - 22:00 | アニメ専門CS放送      | リピート放送あり                           |
| 福島県         | 福島テレビ         | 2016年4月14日 - 2017年3月30日 2017年4月9日               | 木曜 15:25 - 15:55 日曜 6:15 - 6:45   | フジテレビ系列        | 第1部のみ放送                              |
| 広島県         | 広島ホームテレビ   | 2016年4月17日 - 2017年3月26日 2017年4月2日・4月9日       | 日曜 5:50 - 6:20 日曜 4:50 - 5:20     | テレビ朝日系列        | 第1部のみ放送                              |
| 新潟県         | 新潟総合テレビ     | 2016年5月7日 - 2018年4月14日                             | 土曜 11:15 - 11:45                    | フジテレビ系列        | 現：NST新潟総合テレビ                      |
| 滋賀県         | びわ湖放送         | 2016年7月7日 - 2018年3月29日 2018年4月5日- 2018年5月31日 | 木曜 17:30 - 18:00 木曜 17:15 - 17:45 | 独立局                | [ 注 59 ]                                  |
| 和歌山県       | テレビ和歌山       | 2016年9月19日 - 2018年8月20日                            | 月曜 17:30 - 18:00                    | 独立局                |                                            |

### 放送局（日本国外）
| 放送地域 | 放送局     | 放送期間                                                                      | 放送日時                                                                        | 放送系列 | 備考               |
| -------- | ---------- | ----------------------------------------------------------------------------- | ------------------------------------------------------------------------------- | -------- | ------------------ |
| 台湾     | MOMO親子台 | （第1部）2017年10月22日 - 2018年9月9日 （第2部）2018年9月16日 - 2019年8月25日 | （第1部）日曜 19:00 - 19:30（日本時間） （第2部）日曜 19:30 - 20:00（日本時間） | 有線放送 | 『偶像學園STARS!』 |

### Blu-ray / DVD
| 巻   | 発売日        | 収録話          | 規格品番  | 規格品番  |
| 巻   | 発売日        | 収録話          | BD        | DVD       |
| ---- | ------------- | --------------- | --------- | --------- |
| BOX1 | 2016年10月4日 | 第1話 - 第12話  | BIXA-9571 |           |
| BOX2 | 2017年1月6日  | 第13話 - 第25話 | BIXA-9572 |           |
| BOX3 | 2017年4月4日  | 第26話 - 第38話 | BIXA-9573 |           |
| BOX4 | 2017年7月4日  | 第39話 - 第50話 | BIXA-9574 |           |
| 1    | 2016年9月2日  | 第1話 - 第3話   |           | BIBA-3011 |
| 2    | 2016年10月4日 | 第4話 - 第9話   | BIBA-3012 |           |
| 3    | 2016年12月2日 | 第10話 - 第15話 | BIBA-3013 |           |
| 4    | 2017年1月6日  | 第16話 - 第21話 | BIBA-3014 |           |
| 5    | 2017年3月2日  | 第22話 - 第27話 | BIBA-3015 |           |
| 6    | 2017年4月4日  | 第28話 - 第33話 | BIBA-3016 |           |
| 7    | 2017年6月2日  | 第34話 - 第39話 | BIBA-3017 |           |
| 8    | 2017年7月4日  | 第40話 - 第45話 | BIBA-3018 |           |
| 9    | 2017年8月2日  | 第46話 - 第50話 | BIBA-3019 |           |

| 巻   | 発売日        | 収録話           | 規格品番  | 規格品番  |
| 巻   | 発売日        | 収録話           | BD        | DVD       |
| ---- | ------------- | ---------------- | --------- | --------- |
| BOX1 | 2017年10月3日 | 第51話 - 第62話  | BIXA-9495 |           |
| BOX2 | 2018年1月6日  | 第63話 - 第75話  | BIXA-9496 |           |
| BOX3 | 2018年4月3日  | 第76話 - 第88話  | BIXA-9497 |           |
| BOX4 | 2018年7月3日  | 第89話 - 第100話 | BIXA-9498 |           |
| 1    | 2017年9月2日  | 第51話 - 第53話  |           | BIBA-3190 |
| 2    | 2017年10月3日 | 第54話 - 第59話  | BIBA-3191 |           |
| 3    | 2017年12月2日 | 第60話 - 第65話  | BIBA-3192 |           |
| 4    | 2018年1月6日  | 第66話 - 第71話  | BIBA-3193 |           |
| 5    | 2018年3月2日  | 第72話 - 第77話  | BIBA-3194 |           |
| 6    | 2018年4月3日  | 第78話 - 第83話  | BIBA-3195 |           |
| 7    | 2018年6月2日  | 第84話 - 第89話  | BIBA-3196 |           |
| 8    | 2018年7月3日  | 第90話 - 第95話  | BIBA-3197 |           |
| 9    | 2018年8月2日  | 第96話 - 第100話 | BIBA-3198 |           |

## CD

### シングル・ミニアルバム
| タイトル                                                  | 発売日         | 規格品番   |
| --------------------------------------------------------- | -------------- | ---------- |
| スタートライン！ / episode Solo                           | 2016年5月25日  | LACM-14490 |
| ハルコレ                                                  | 2016年6月22日  | LACM-14495 |
| ナツコレ                                                  | 2016年7月27日  | LACM-14496 |
| ボーカルシングル                                          | 2016年8月17日  | LACM-14520 |
| 1,2,Sing for You! / So Beautiful Story / スタージェット！ | 2016年11月2日  | LACM-14549 |
| アキコレ                                                  | 2016年11月23日 | LACM-14497 |
| フユコレ                                                  | 2017年2月22日  | LACA-15634 |
| STARDOM! / Bon Bon Voyage!                                | 2017年4月26日  | LACM-14604 |
| Fantastic Ocean                                           | 2017年7月5日   | LACA-15652 |
| 僕らの奇跡 / アリスブルーのキス 〜Another Color〜         | 2017年8月9日   | LACM-14648 |
| MUSIC of DREAM!!!／森のひかりのピルエット                 | 2017年11月1日  | LACM-14669 |
| Endless Sky                                               | 2017年12月27日 | LACM-14701 |

### アルバム
| タイトル                                                             | 発売日         | 規格品番   |
| -------------------------------------------------------------------- | -------------- | ---------- |
| アイカツ！シリーズ 10th Anniversary Album Vol.04 「Rainbow Canvas」  | 2022年07月27日 | LACA-15964 |
| アイカツ！シリーズ 10th Anniversary Album Vol.05「Drawing Dreaming」 | 2022年08月31日 | LACA-15965 |
| アイカツ！シリーズ 10th Anniversary Album Vol.06「Flap Top Future」  | 2022年09月28日 | LACA-15966 |

### ベストアルバム
| タイトル        | 発売日        | 規格品番            |
| --------------- | ------------- | ------------------- |
| BRILLIANT☆STARS | 2018年7月25日 | LACA-9635 LACA-9636 |
| STARS☆SHOWER    | 2018年7月25日 | LACA-15732          |

### サウンドトラック
| タイトル                     | 発売日        | 規格品番            |
| ---------------------------- | ------------- | ------------------- |
| アイカツスターズ!の音楽!! 01 | 2017年6月14日 | LACA-9498 LACA-9499 |
| アイカツスターズ!の音楽!! 02 | 2018年7月11日 | LACA-9633 LACA-9634 |

### フォトonステージ!!
| タイトル                                                                | 発売日        | 規格品番   |
| ----------------------------------------------------------------------- | ------------- | ---------- |
| アイカツ! フォトonステージ!! スプリットシングル「AIKATSU SCRAPBOOK 02」 | 2017年8月23日 | LACM-14612 |
| アイカツ! フォトonステージ!! ミニアルバム「AIKATSU SCRAPBOOK SP」       | 2018年5月23日 | LACM-14614 |
| アイカツ! フォトonステージ!! ベストアルバム「PHOTOKATSU CHRONICLE 02」  | 2019年4月3日  | LACA-15702 |

### ドラマCD
- キラメキ☆ジェットストリーム ～帰るまでがお仕事です!～

- 『アイカツ!』&『アイカツスターズ!』スペシャルドラマCD

## 劇場版
『劇場版アイカツスターズ!』は、2016年8月13日に公開された劇場アニメ作品。アイカツスターズ!としては第1作、アイカツ!シリーズとしては第3作目に当たる。同時上映は『アイカツ! 〜ねらわれた魔法のアイカツ!カード〜』。キャッチコピーは「夏だ!ビーチだ!!アイカツ!だっっ!!!」「ふたりなら最強☆」「伝説のドレスをめぐる、この夏いちばん熱いアイカツ!が始まるっ!」。全国30万セット限定の入場者特典は劇中にも登場する「伝説のドレス・ガーリーアイランドコーデ」のアイカツ!カード3枚セット。
2016年8月27日に丸の内TOEIで『AIKATSU☆STARS!ミニライブ付き上映会』を開催。9月3日以降の新宿バルト9と9月10日以降の渋谷TOEIで声援やサイリウム&ペンライト持ち込み可能な『コール&レスポンス上映』を開催。9月10日には新宿バルト9で『生オーディオコメンタリー上映』を開催。生オーディオコメンタリーの出演は綿田慎也、佐藤照雄、木村隆一、伊藤貴憲。
Blu-ray / DVDは「スカイアイランドコーデ」のアイカツ!カード3枚セットが付属。また、豪華版およびBlu-ray「アイカツ☆アイランドBOX」には後日談を描くオリジナルドラマCD『キラメキ☆ジェットストリーム ～帰るまでがお仕事です！～』が付属。

### ストーリー（劇場版）
ゆめ、ローラ、小春、あこ、真昼の5人は『アイカツ!アイランド』に出演するため、南の島へと訪れる。
まず、ゆめ・ローラ・真昼・あこでの1年生ファン投票で選ばれた上位4人での「アイカツ☆ステップ!」での幕開けで開始される。当初、記念オーディションにローラはゆめとユニットを組むつもりでいたのだが、学園長に真昼と組む様に支持される。ゆめはひめとのユニット候補と聞かされたからである。それ故に突然の事でゆめとローラで喧嘩が勃発した。その影響は大きく、ゆめはまずアイドルとしてユニット以外の仕事をこなす事となった。
また、冒頭にゆめはビーチで遊んでいた際にアイカツモバイルを忘れてしまった際に、ホテルに迷ってしまった。この時、地元の南国風の少女と出会う。観光ガイドの仕事をこなしていた時に、その少女に海岸沿いでハミングを始めると鳥が一斉に集まりだした。この少女は感化し、ゆめに親類を紹介するが、この親類2人が伝説のドレスを持つ元アイドルであった。そして、ゆめは伝説のドレスを手に入れる事が出来た。一方で、小春とあこは探検で伝説のドレスを探すが、結局は観光用のしか得られなかった。
ローラ側も真昼とのレッスンでも上の空であった。真昼はこの上の空の状況を見て、ゆめと仲直りすべきだと提案する。そして、真昼の協力でM4のロケバスも利用して、ローラはゆめを迎えに行き、一方で真昼はオーディションでの参加を棄権し、ゆめにローラとのユニット権限を返した。
S4のステージの後、伝説のドレスを持った、ゆめ・ローラのユニットが優勝し、S4ステージの後でのユニットステージとなった。
ただ、学園長がローラに告げた、白鳥 ひめとのユニット企画については架空企画であり、ゆめのユニット参加を阻止したという背景であった。それでも虹野 ゆめは輝いたのであった。

### スタッフ（劇場版）
- 原作・企画・アニメーション制作 - BN Pictures
- 原案 - バンダイ
- 監督 - 綿田慎也
- 脚本 - 柿原優子
- キャラクターデザイン - 愛敬由紀子
- スーパーバイザー - 佐藤照雄、木村隆一
- 製作委員会（BN Pictures、バンダイ、東映、ハピネット、電通、テレビ東京、ランティス）
- アニメーション制作協力 - サンライズ
- 配給 - 東映
- 上映時間 - 93分

### 関連イベント
- 劇場版を踏まえた関連イベントが開催された。
  - 2016年7月1日 - 同年8月31日まで西武鉄道において、当作品のスタンプラリーを実施[25][26][27]。
  - 同年7月30日の日産スタジアムにおいて、2016明治安田J1リーグ2ndステージ第6節、横浜F・マリノスvs名古屋グランパスの試合にて、劇場版でのコラボイベント実施。入場ゲートでは先着10000名様に「プレミアム学生証」「夏旅のしおり」配布・映画の前売りチケット販売・写真スポット特別ブースの設置（先着にて「アイカツ！カード（3枚セット）」をプレゼント）・およびトリコロールランドでは「AIKATSU☆STARS!」せな・りえによるステージイベントの開催をした[28]。

## WEBラジオ
ラジカツスターズ!
ランティスウェブラジオにて配信された。2016年4月11日よりアニメ放送に合わせ『AIKATSU☆STARS!のラジカツ!』からリニューアル。2018年3月26日配信の第102回をもって終了。
ラジカツスターズ! at THE CATCH!!
超!A&G+にて2017年7月6日から9月28日まで放送。毎週木曜日 18:00 - 19:00放送の『A&G ARTIST ZONE AiRIのTHE CATCH』のフロート番組。

## 特別番組
アイカツ！シリーズ5周年記念特別番組「みんなのアイカツ！～星のあかりでゆめを見て～」

## 漫画
- 小学館『ちゃお』2016年5月号から2018年3月号まで、『アイカツスターズ! 公式ファンブック STEP1』から『STAR6』まで連載。作者は如月ゆきの。
- 小学館『ぷっちぐみ』2016年5月号から2018年4月号まで連載。ネームはかなき詩織、イラストは小鷹ナヲ。単行本『アイカツスターズ! まんが&アイドルミニ名かん』『アイカツスターズ! 星のツバサ』に収録。
- 2017年8月9日発売のCD『僕らの奇跡 / アリスブルーのキス 〜Another Color〜』のブックレットにはM4が主人公のショートコミック『M4 story』が掲載。作者は八代咲、ストーリー原案は森江美咲。